# Maroc
Marocul, oficial Regatul Marocului, este o țară situată în regiunea Maghreb din Africa de Nord. Se învecinează la nord cu Marea Mediterană și la vest cu Oceanul Atlantic, având granițe terestre cu Algeria la est și cu teritoriul disputat al Saharei Occidentale la sud. Marocul revendică, de asemenea, enclavele spaniole Ceuta, Melilla și Peñón de Vélez de la Gomera, precum și mai multe insule mici controlate de Spania în largul coastei sale. Are o populație de aproximativ 37 de milioane de locuitori. Islamul este religia oficială și predominantă, iar limbile oficiale sunt araba și berbera. De asemenea, franceza și dialectul marocan al limbii arabe sunt larg vorbite. Cultura Marocului este o combinație de influențe arabe, berbere, africane și europene. Capitala sa este Rabat, iar cel mai mare oraș este Casablanca.
Regiunea care formează Marocul a fost locuită încă din epoca paleolitică, acum peste 300.000 de ani. Dinastia Idrisidă a fost fondată de Idris I în anul 788 și a fost ulterior condusă de o serie de alte dinastii independente, atingând apogeul puterii regionale în secolele al XI-lea și al XII-lea, sub dinastiile Almoravidă și Almohadă, când controla cea mai mare parte a Peninsulei Iberice și Maghrebului. Secole de migrație arabă în Maghreb, începând cu secolul al VII-lea, au schimbat structura demografică a regiunii. În secolele al XV-lea și al XVI-lea, Marocul s-a confruntat cu amenințări externe la adresa suveranității sale, Portugalia ocupând unele teritorii, iar Imperiul Otoman extinzându-se dinspre est. Cu toate acestea, dinastiile Marinidă și Saadi au rezistat dominației străine, Marocul fiind singura națiune nord-africană care a scăpat de dominația otomană. Dinastia 'Alawi, care conduce țara și în prezent, a preluat puterea în 1631 și, în următoarele două secole, a extins relațiile diplomatice și comerciale cu lumea occidentală. Localizarea strategică a Marocului, aproape de gura Mării Mediterane, a atras un interes european reînnoit; în 1912, Franța și Spania au împărțit țara în protectoare, rezervând o zonă internațională în Tanger. După revolte și revoluții împotriva dominației coloniale, Marocul și-a câștigat independența și s-a reunificat în 1956.
De la obținerea independenței, Marocul a rămas relativ stabil. Este a cincea cea mai mare economie din Africa și are o influență semnificativă în Africa și lumea arabă; este considerat o putere medie în afacerile globale și este membru al Ligii Arabe, Uniunii Maghrebului Arab, Uniunii pentru Mediterana și Uniunii Africane. Marocul este o monarhie semi-constituțională unitară, cu un parlament ales. Puterea executivă este condusă de regele Marocului și de prim-ministru, în timp ce puterea legislativă este exercitată de cele două camere ale parlamentului: Camera Reprezentanților și Camera Consilierilor. Puterea judiciară aparține Curții Constituționale, care poate revizui validitatea legilor, alegerilor și referendumurilor. Regele deține vaste puteri executive și legislative, în special în domeniile militare, politicii externe și afacerilor religioase; poate emite decrete numite dahirs, care au forță de lege, și poate dizolva parlamentul după consultarea prim-ministrului și a președintelui Curții Constituționale.
Marocul revendică proprietatea asupra teritoriului nesuveran al Saharei Occidentale, pe care l-a desemnat drept Provinciile sale Sudice. În 1975, după ce Spania a fost de acord să decolonizeze teritoriul și să-l cedeze Marocului și Mauritaniei, a izbucnit un război de gherilă între aceste puteri și unii dintre locuitorii locali. În 1979, Mauritania și-a retras pretențiile asupra zonei, dar războiul a continuat. În 1991, s-a ajuns la un acord de încetare a focului, însă problema suveranității a rămas nerezolvată. Astăzi, Marocul ocupă două treimi din teritoriu, iar eforturile de a rezolva disputa nu au reușit încă să depășească impasul politic.

## Etimologie și nume
În engleză, numele "Morocco" este o anglicizare a denumirii spaniole pentru țară, "Marruecos," derivată din numele orașului Marrakesh, care a fost capitala dinastiei Almoravide, a Califatului Almohad și a dinastiei Saadiene. Pe timpul dinastiei Almoravide, orașul Marrakesh a fost fondat sub numele de Tāmurākušt, derivat din vechiul nume berber al orașului, amūr n Yakuš (literalmente „țara/ținutul lui Dumnezeu”). În engleză, prima vocală a fost schimbată, probabil influențată de cuvântul „Moor” (maur).
Istoric, teritoriul a făcut parte din ceea ce geografii musulmani numeau al-Maghrib al-Aqṣā (المغرب الأقصى, „Vestul cel mai îndepărtat [al lumii islamice]”), desemnând aproximativ zona dintre Tiaret și Oceanul Atlantic, în contrast cu regiunile vecine al-Maghrib al-Awsaṭ (المغرب الأوسط, „Vestul de mijloc”: Tripoli până la Béjaïa) și al-Maghrib al-Adnā (المغرب الأدنى, „Vestul cel mai apropiat”: Alexandria până la Tripoli).
Numele modern în arabă al Marocului este al-Maghrib (المغرب, trad. „țara apusului; vestul”), iar denumirea oficială în arabă a Regatului este al-Mamlakah al-Maghribīyah (المملكة المغربية; trad. „Regatul Apusului/Vestului”). În turcă, Marocul este cunoscut sub numele de Fas, derivat din capitala sa medievală, Fes, al cărei nume provine din cuvântul arab Faʾs (فأس; trad. „târnăcop”), deoarece fondatorul orașului, Idris I ibn Abd Allah, se spune că ar fi folosit un târnăcop din aur și argint pentru a trasa contururile orașului.
În alte părți ale lumii islamice, de exemplu în literatura arabă egipteană și din Orientul Mijlociu de dinaintea secolului al XX-lea, Marocul era numit frecvent Murrakush (مراكش). Acest termen este încă folosit pentru a desemna Marocul în mai multe limbi indo-iraniene, inclusiv persană, urdu și punjabi.
De asemenea, Marocul a fost denumit politic printr-o varietate de termeni care subliniază moștenirea șerifiană a dinastiei 'Alawi, cum ar fi al-Mamlakah ash-Sharīfah (المملكة الشريفة), al-Iyālah ash-Sharīfah (الإيالة الشريفة) și al-Imbarāṭūriyyah ash-Sharīfah (الإمبراطورية الشريفة), traduse în franceză ca l'Empire chérifien și în engleză ca Sharifian Empire.

## Istorie

### Preistorie și antichitate

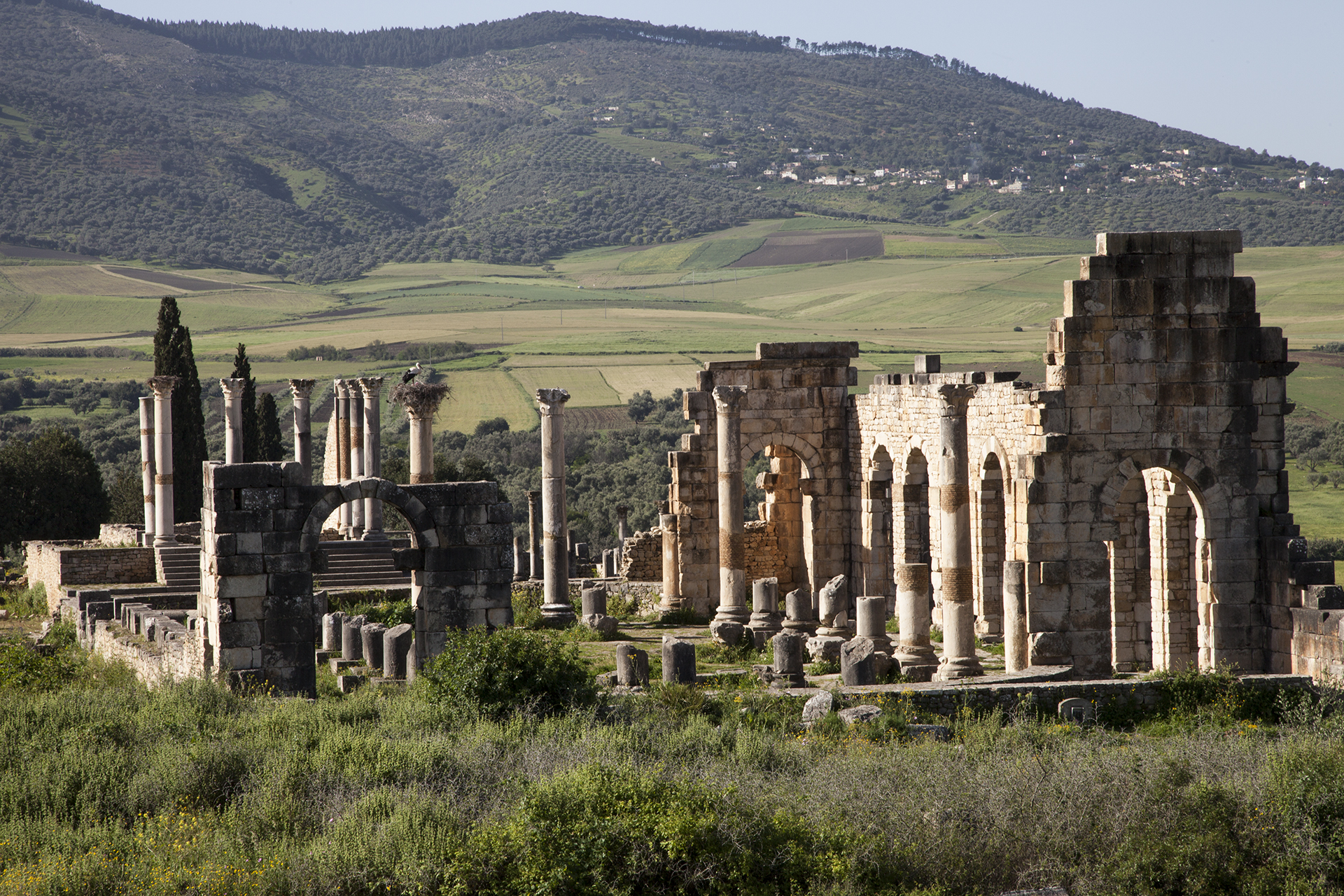
Ruinele romane din Volubilis

Zona care corespunde Marocului de astăzi a fost locuită încă din epoca paleolitică, începând cu o perioadă situată între 190.000 și 90.000 î.Hr. O publicație recentă sugerează că există dovezi ale unei locuiri umane chiar mai timpurii în această zonă: fosile de Homo sapiens descoperite la sfârșitul anilor 2000 în apropiere de coasta Atlanticului, la Jebel Irhoud, au fost datate recent ca având aproximativ 315.000 de ani. În timpul paleoliticului superior, Maghrebul era mai fertil decât în prezent, având un peisaj asemănător unei savane, spre deosebire de peisajul arid modern.
Studiile ADN ale populațiilor iberomaurusiene de la Taforalt, Maroc, datând de aproximativ 15.000 de ani, au arătat o ascendență distinctă maghrebiană, formată dintr-un amestec de strămoși din Orientul Apropiat și Africa, care se regăsește și astăzi în genomul nord-africanilor moderni. Mai târziu, în perioada neolitică, începând cu aproximativ 7.500 de ani în urmă, a avut loc o migrație în nord-vestul Africii a agricultorilor neolitici europeni din Peninsula Iberică (care își aveau originea în Anatolia cu câteva mii de ani înainte), precum și a păstorilor din Levant. Ambele grupuri au contribuit semnificativ la ascendența populațiilor nord-africane moderne. Triburile proto-berbere au evoluat din aceste comunități preistorice în perioada târzie a epocii bronzului și începutul epocii fierului.
În perioada antichității clasice timpurii, nord-vestul Africii și Marocul au fost treptat integrate în lumea mediteraneană emergentă de fenicieni, care au stabilit colonii comerciale și așezări acolo, cele mai importante fiind Chellah, Lixus și Mogador. Mogador a fost fondată ca o colonie feniciană încă din secolul al VI-lea î.Hr. Ulterior, Marocul a devenit parte a civilizației nord-africane a Cartaginei antice și parte a imperiului cartaginez. Cel mai vechi stat marocan independent cunoscut a fost regatul berber Mauretania, sub conducerea regelui Baga. Acest regat antic (deosebit de statul modern Mauritania) a înflorit în jurul anului 225 î.Hr. sau mai devreme. Mauretania a devenit un regat client al Imperiului Roman în 33 î.Hr., iar împăratul Claudius a anexat direct Mauretania în 44 d.Hr., transformând-o într-o provincie romană condusă de un guvernator imperial (fie procurator Augusti, fie legatus Augusti pro praetore).
În timpul crizei din secolul al III-lea, părți din Mauretania au fost recucerite de berberi. Până la sfârșitul secolului al III-lea, dominația romană directă s-a restrâns la câteva orașe de coastă, cum ar fi Septum (Ceuta) în Mauretania Tingitana și Cherchell în Mauretania Caesariensis. În 429 d.Hr., când zona a fost devastată de vandali, Imperiul Roman a pierdut ultimele sale posesiuni din Mauretania, iar regii locali mauro-romani au preluat controlul asupra acestora. În anii 530, Imperiul Roman de Răsărit, sub control bizantin, a restabilit dominația imperială directă asupra Septum și Tingi, a fortificat Tingis și a construit o biserică.

### Fundația și dinastii

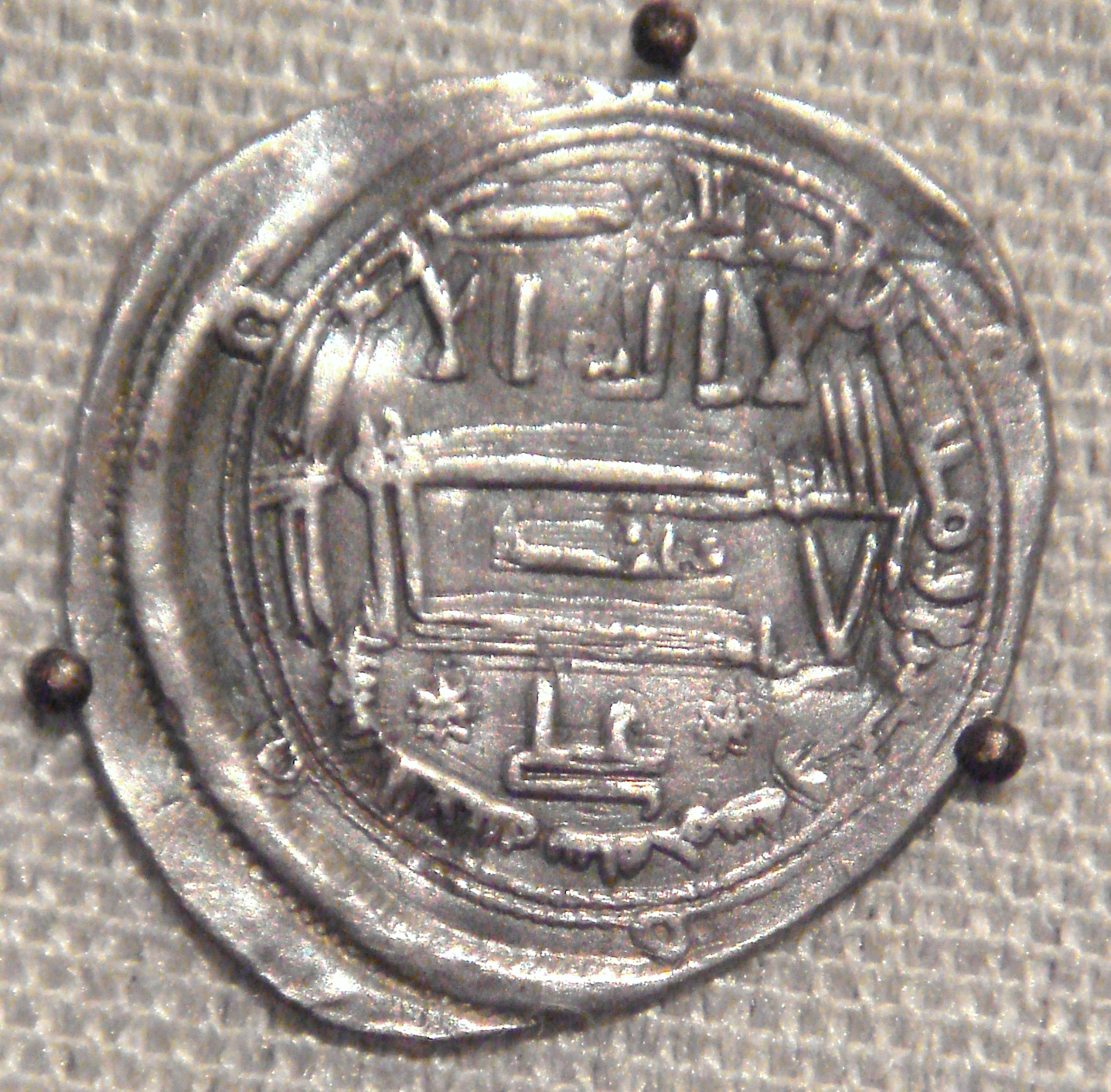
Moneda Idrisid din Fes, 840

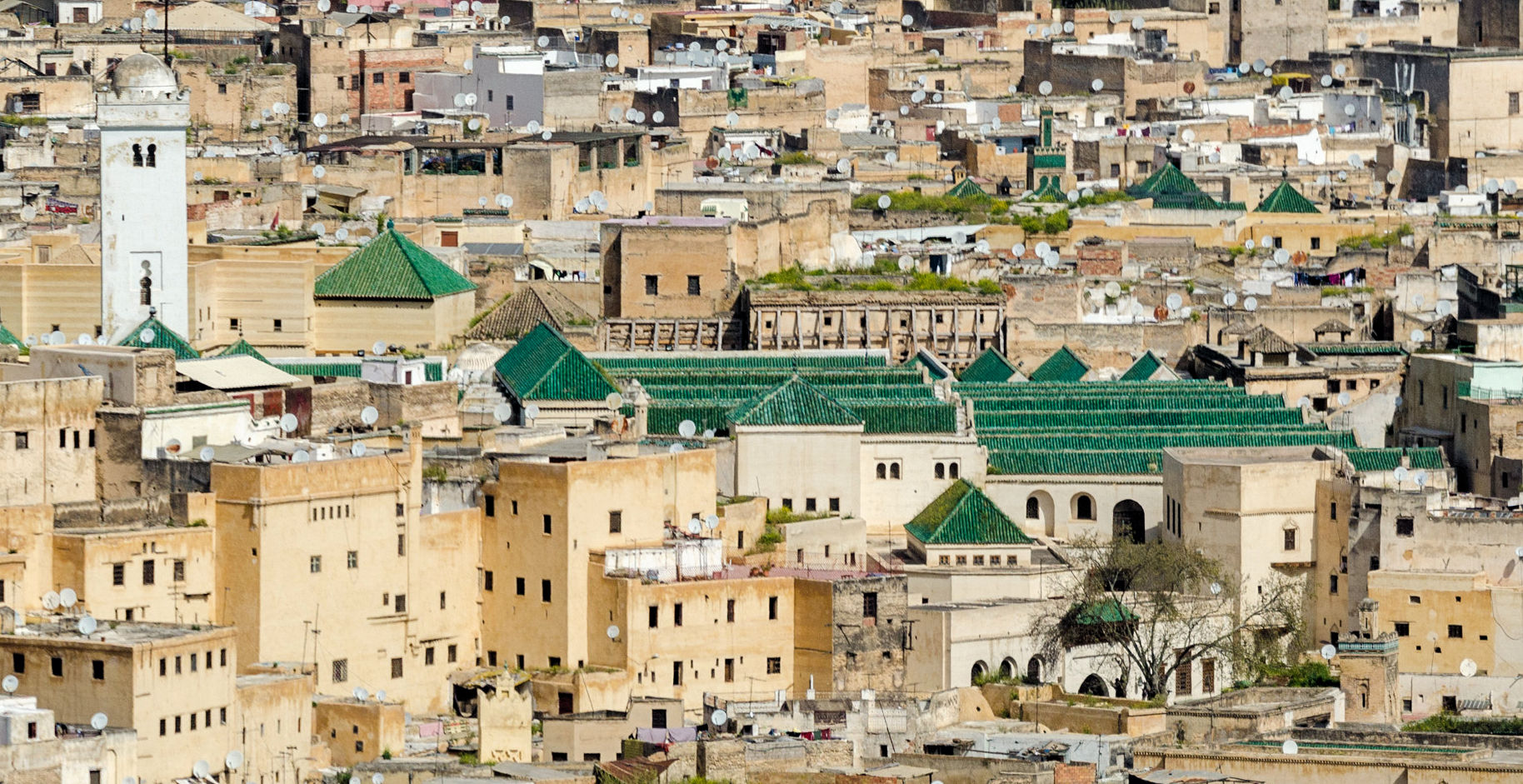
al-Qarawiyyin, fondat în Fes în secolul al IX-lea, a fost un centru spiritual, literar și intelectual major.

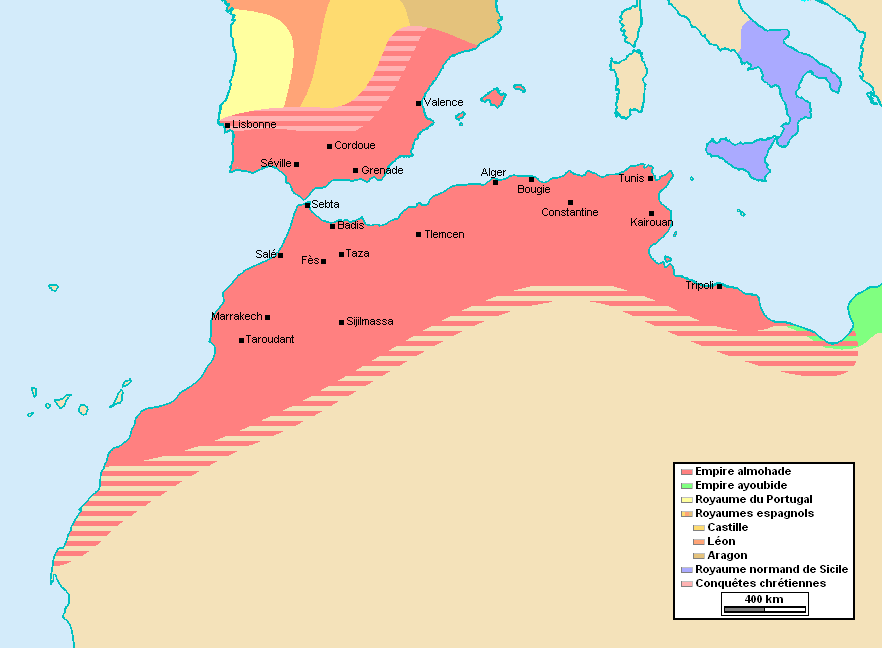
Imperiul dinastiei almohade în cea mai mare întindere, c. 1212

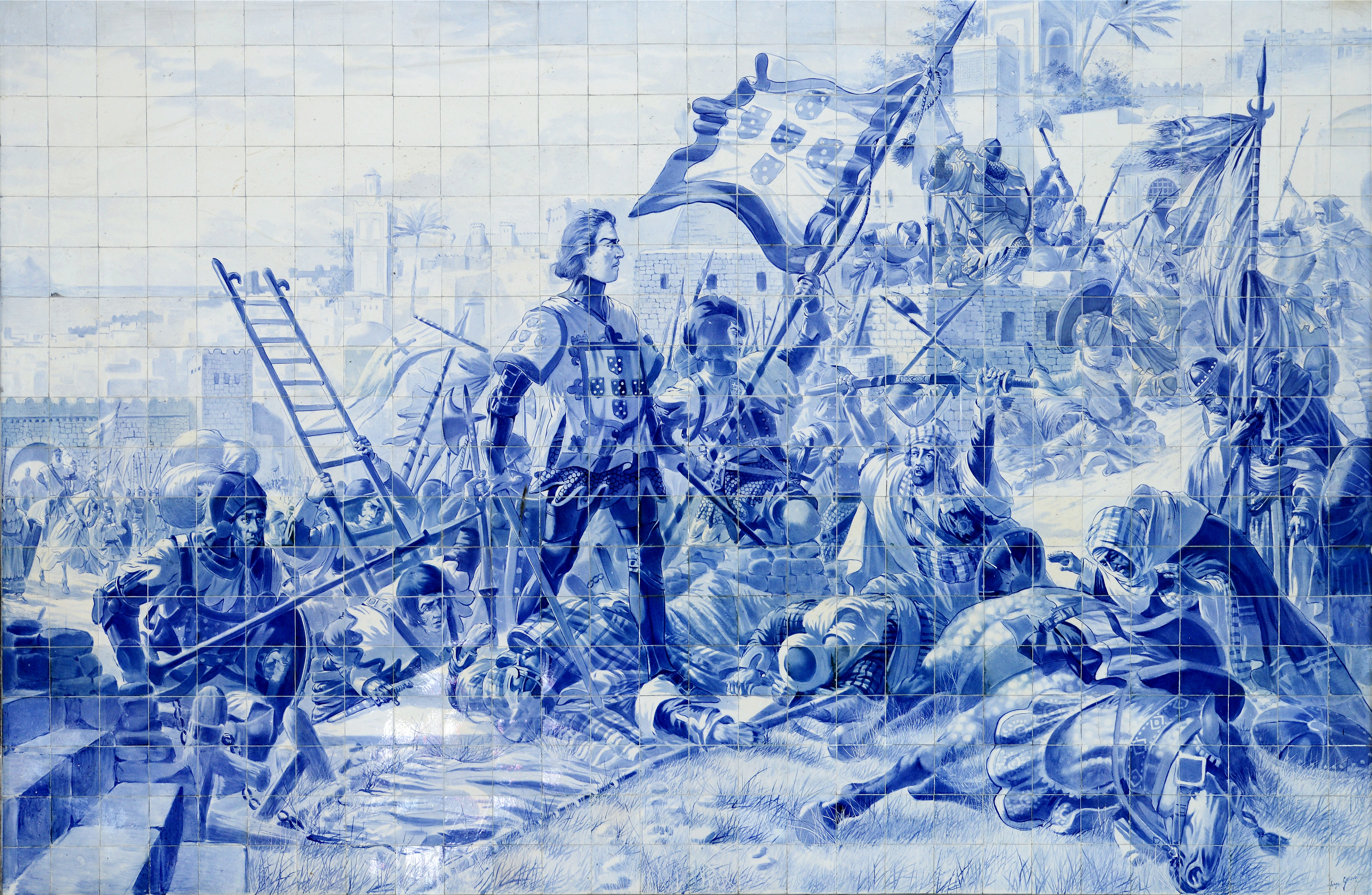
Imperiul portughez a fost fondat când Prințul Henric Navigatorul a condus cucerirea Ceuta, care a început prezența portugheză în Maroc, care a durat între anii 1415 și 1769.

Conquista musulmană a Maghrebului, începută la mijlocul secolului al VII-lea, a fost finalizată sub Califatul Omeiad în anul 709. Califatul a introdus islamul și limba arabă în regiune; această perioadă a marcat și începutul unui val de migrație arabă către Maghreb, care a durat secole și a produs o schimbare demografică semnificativă în zonă. Inițial, Marocul a fost organizat ca o provincie subsidiară a Ifriqiya, cu guvernatori locali numiți de guvernatorul musulman din Kairouan.
Triburile berbere autohtone au adoptat islamul, dar și-au păstrat legile cutumiare. De asemenea, plăteau taxe și tribut noii administrații musulmane. Primul stat musulman independent din zona Marocului modern a fost Regatul Nekor, un emirat situat în Munții Rif. Acesta a fost fondat de Salih I ibn Mansur în anul 710, ca stat client al Califatului Omeiad. După izbucnirea revoltei berbere în 739, berberii au format alte state independente, precum Miknasa din Sijilmasa și Barghawata. Fondatorul dinastiei Idriside și strănepotul lui Hasan ibn Ali, Idris ibn Abdallah, a fugit în Maroc după masacrul familiei sale de către abbasizi în Hijaz. El a convins triburile berbere Awraba să renunțe la loialitatea față de califii Abbasizi îndepărtați și a fondat dinastia Idrisidă în 788. Idrisizii au stabilit Fes drept capitală, transformând Marocul într-un centru de învățare islamică și o putere regională majoră. Idrisizii au fost înlăturați în 927 de Califatul Fatimid și aliații lor Miknasa. După ce Miknasa s-au rupt de Fatimizi în 932, au fost înlăturați de triburile Maghrawa din Sijilmasa în 980. Începând cu secolul al XI-lea, o serie de dinastii berbere au luat naștere.
Sub dinastia Sanhaja Almoravidă și dinastia Masmuda Almohadă, Marocul a dominat Maghrebul, al-Andalus în Peninsula Iberică și regiunea mediteraneană vestică. Începând cu secolul al XIII-lea, țara a cunoscut o migrație masivă a triburilor arabe Banu Hilal. În secolele XIII și XIV, berberii Zenata din dinastia Marinidă au deținut puterea în Maroc și au încercat să repete succesele Almohazilor prin campanii militare în Algeria și Spania. Aceștia au fost urmați de Wattasizi. În secolul al XV-lea, Reconquista a pus capăt dominației musulmane în Peninsula Iberică, iar mulți musulmani și evrei au fugit în Maroc.
Eforturile portugheze de a controla comerțul maritim atlantic în secolul al XV-lea nu au afectat semnificativ interiorul Marocului, deși portughezii au reușit să controleze unele teritorii de pe coasta marocană, fără să înainteze mai mult în interior. În 1549, regiunea a trecut sub controlul unor dinastii arabe succesive care își revendicau descendența din profetul islamic Mahomed: mai întâi dinastia Saadită, care a condus între 1549 și 1659, și apoi dinastia 'Alawi, care rămâne la putere din secolul al XVII-lea până în prezent. Marocul s-a confruntat cu agresiuni din partea Spaniei în nord și a aliaților Imperiului Otoman care avansau spre vest.
Sub conducerea Saadiților, sultanatul marocan a pus capăt dinastiei portugheze Aviz în 1578, în Bătălia de la Alcácer Quibir. Domnia lui Ahmad al-Mansur a adus noi bogății și prestigiu sultanatului, iar o mare expediție în Africa de Vest a zdrobit Imperiul Songhai în 1591. Totuși, administrarea teritoriilor de-a lungul Saharei s-a dovedit a fi prea dificilă. După moartea lui al-Mansur, țara a fost divizată între fiii săi.
După o perioadă de fragmentare politică și conflicte în timpul declinului dinastiei Saadi, Marocul a fost în cele din urmă reunificat de sultanul Alawi al-Rashid la sfârșitul anilor 1660. Acesta a cucerit Fes în 1666 și Marrakech în 1668. Dinastia 'Alawi a reușit să-și stabilizeze poziția, iar deși regatul era mai mic decât cele anterioare din regiune, acesta a rămas destul de prosper. Împotriva opoziției triburilor locale, Ismail Ibn Sharif (1672–1727) a început să creeze un stat unificat. Cu armata sa Rifiană, a recucerit Tangerul de la englezi, care l-au abandonat în 1684, și i-a alungat pe spanioli din Larache în 1689. Portughezii au abandonat Mazagão, ultimul lor teritoriu din Maroc, în 1769. Totuși, asediul Melillei împotriva spaniolilor s-a încheiat cu o înfrângere în 1775.
Marocul a fost prima națiune care a recunoscut Statele Unite ale Americii ca națiune independentă, în 1777. La începutul Revoluției Americane, navele comerciale americane din Oceanul Atlantic erau supuse atacurilor altor flote. La 20 decembrie 1777, sultanul marocan Mohammed al III-lea a declarat că navele comerciale americane vor fi sub protecția sultanatului și vor beneficia de trecere sigură. Tratatul de prietenie maroco-american din 1786 rămâne cel mai vechi tratat de prietenie neîntrerupt al Statelor Unite.

### Protectoratele franceze și spaniole

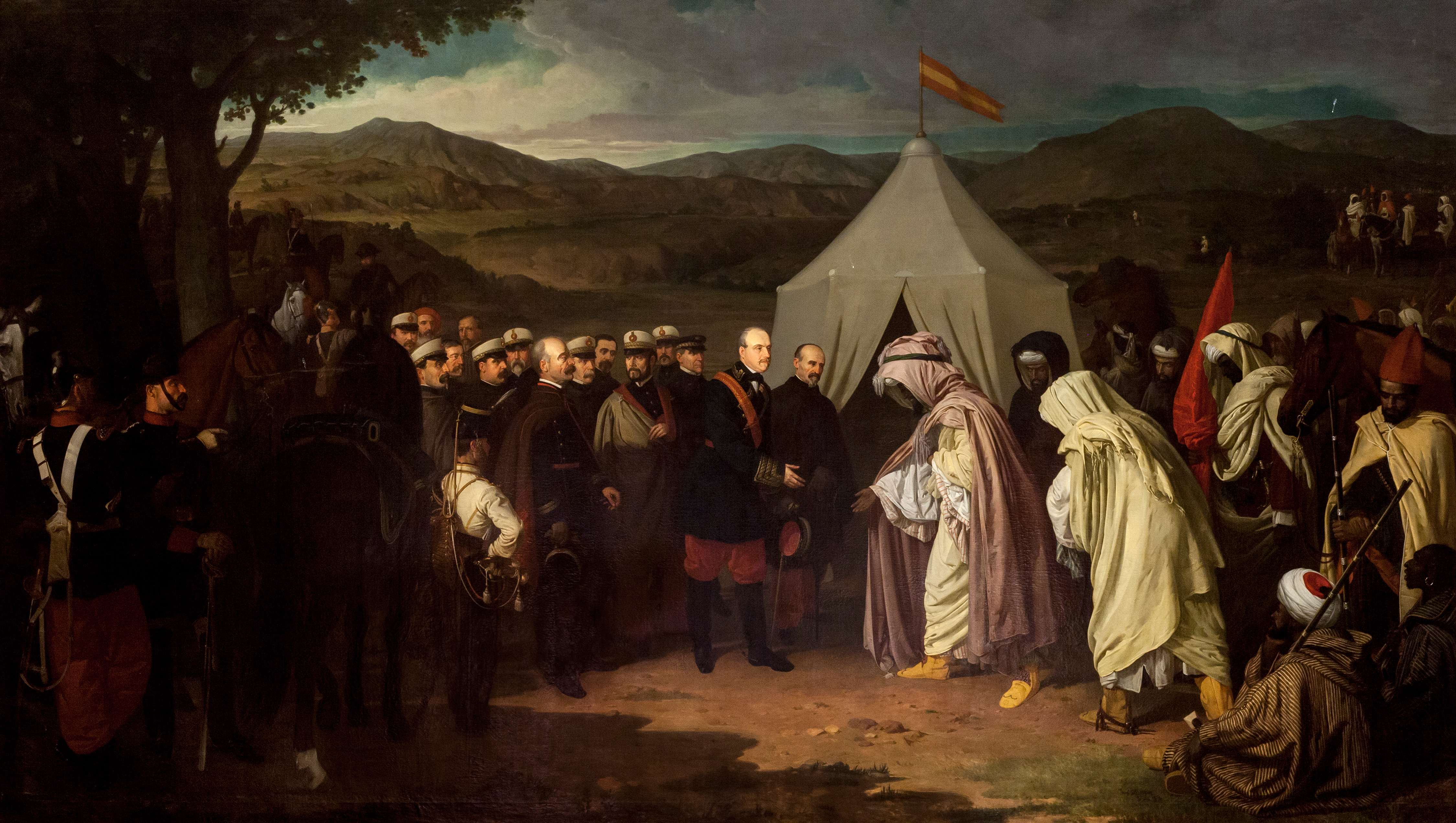
Tratatul de la Wad Ras după războiul hispano-marocan (1859–1860) a falimentat vistieria națională a Marocului, forțând Makhzen să ia un împrumut britanic.

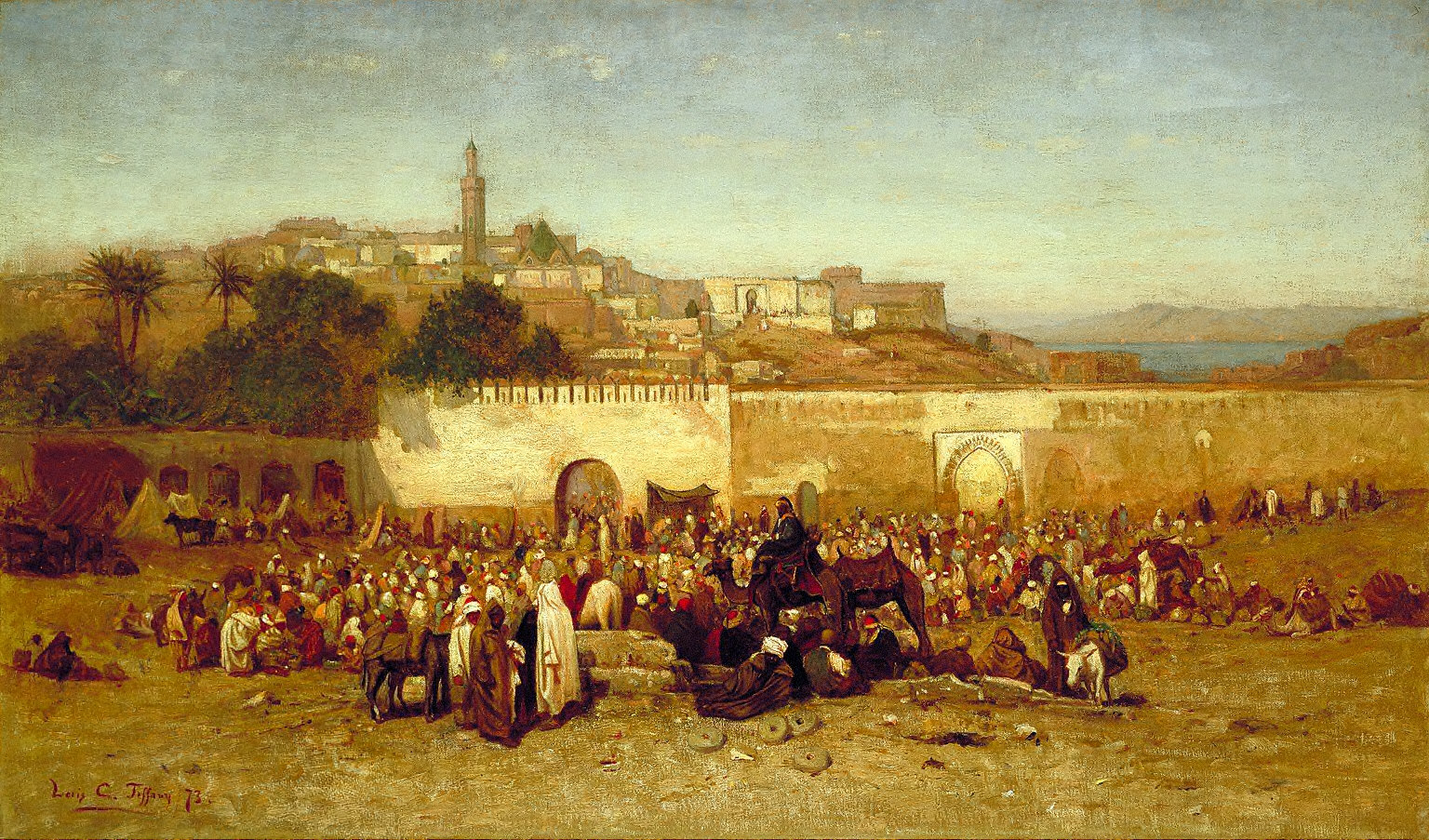
Populația din Tanger în 1956 includea 40.000 de musulmani, 31.000 de europeni și 15.000 de evrei.

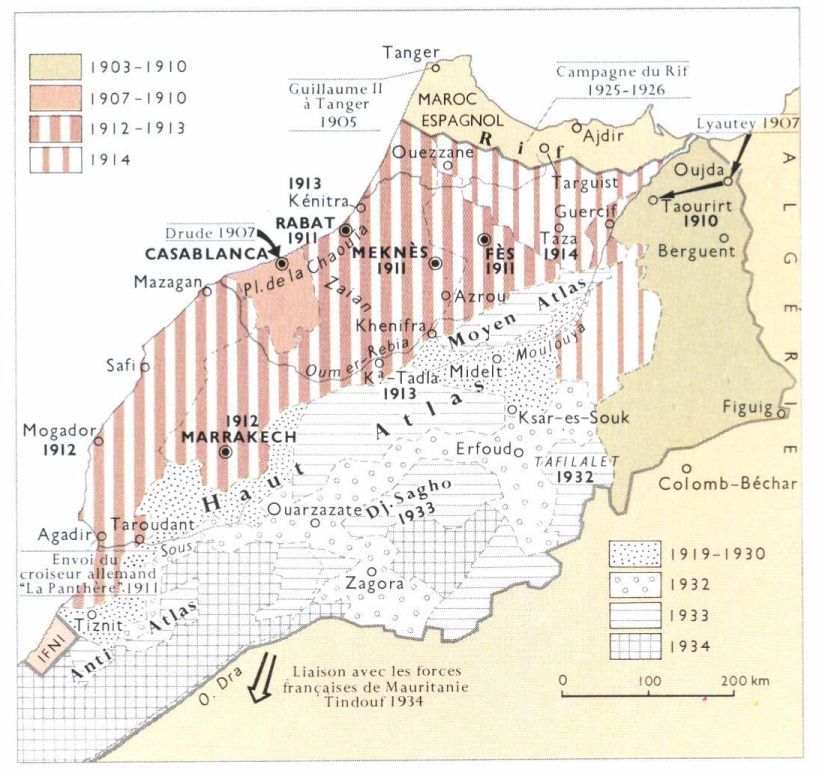
Harta ilustrând cucerirea franceză a Marocului din 1907 până în 1934

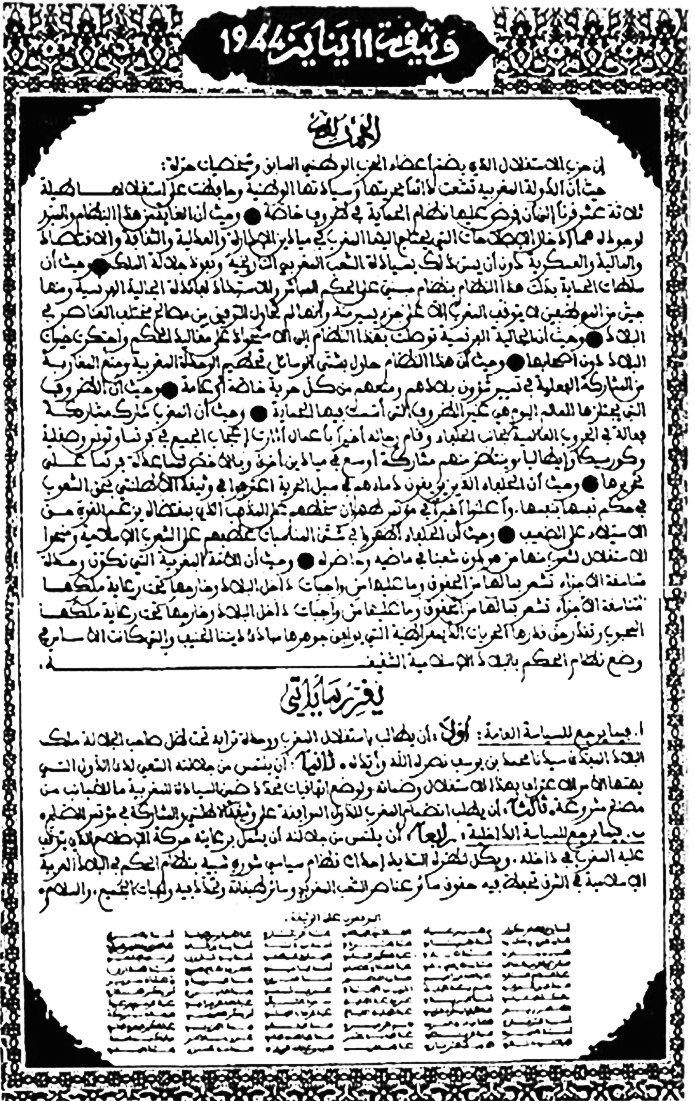
Proclamarea independenței Marocului din 1944

Pe măsură ce Europa se industrializa, Africa de Nord-Vest devenea din ce în ce mai prețuită pentru potențialul său de colonizare. Franța a manifestat un interes puternic față de Maroc încă din 1830, nu doar pentru a proteja granița teritoriului său algerian, ci și datorită poziției strategice a Marocului, cu coaste la Marea Mediterană și la Oceanul Atlantic deschis.
În 1860, o dispută legată de enclava spaniolă Ceuta a determinat Spania să declare război. Spania, victorioasă, a câștigat o altă enclavă și a extins teritoriul Ceutei prin acordul de pace. În 1884, Spania a creat un protectorat în zonele de coastă ale Marocului. În 1904, Franța și Spania au delimitat zone de influență în Maroc. Recunoașterea de către Regatul Unit a sferei de influență franceze a provocat o reacție puternică din partea Imperiului German, generând o criză în 1905. Această problemă a fost rezolvată la Conferința de la Algeciras din 1906. Criza de la Agadir din 1911 a sporit tensiunile dintre puterile europene. Tratatul de la Fez din 1912 a transformat Marocul într-un protectorat francez, declanșând revoltele de la Fez din același an. Spania a continuat să gestioneze protectoratul său de coastă. Prin același tratat, Spania a primit responsabilitatea de a proteja zonele de coastă din nord și regiunile sudice sahariene.
Zeci de mii de coloniști au intrat în Maroc. Unii au achiziționat mari suprafețe de terenuri agricole fertile, iar alții s-au ocupat de exploatarea și modernizarea minelor și porturilor. Grupurile de interese formate în jurul acestor coloniști au exercitat presiuni constante asupra Franței pentru a-și extinde controlul asupra Marocului, iar unele triburi marocane s-au aliat cu francezii împotriva altor triburi concurente încă de la începutul cuceririi. Administratorul colonial francez, guvernatorul general mareșal Hubert Lyautey, admira sincer cultura marocană și a reușit să impună o administrație mixtă maroco-franceză, în timp ce a creat un sistem școlar modern. Mai multe divizii de soldați marocani (Goumiers sau trupe regulate și ofițeri) au servit în armata franceză atât în Primul, cât și în Al Doilea Război Mondial, precum și în armata naționalistă spaniolă în timpul Războiului Civil Spaniol și ulterior (Regulares). Instituția sclaviei a fost abolită în 1925.
Între 1921 și 1926, o revoltă în Munții Rif, condusă de Abd el-Krim, a dus la înființarea Republicii Rif. Spaniolii au folosit raiduri de bombardament împotriva civililor și gaz muștar pentru a împiedica republica Rif să obțină independența. În perioada iulie-august 1921, peste 13.000 de soldați spanioli au murit la Annual. Rifiții au fost în cele din urmă înfrânți în 1927 de forțele militare franco-spaniole. Pierderile de partea spaniolo-franceză au fost de 52.000 de oameni, iar din partea rifiților au murit 10.000.
În 1943, a fost fondat Partidul Istiqlal (Partidul Independenței) pentru a milita pentru independență, beneficiind de sprijin discret din partea Statelor Unite. Naționaliștii marocani s-au bazat în mare măsură pe rețele activiste transnaționale pentru a face lobby în vederea încheierii dominației coloniale, în special la Organizația Națiunilor Unite. Ulterior, Partidul Istiqlal a furnizat cea mai mare parte a leadership-ului mișcării naționaliste.
Exilul sultanului Mohammed al VI-lea al Marocului de către Franța, în 1953, în Madagascar, și înlocuirea sa cu nepopularul Mohammed Ben Aarafa au declanșat o opoziție activă față de protectoratele francez și spaniol. Cele mai notabile acte de violență au avut loc în Oujda, unde marocanii i-au atacat pe străzile orașului pe rezidenții francezi și pe alți europeni. Franța i-a permis lui Mohammed al V-lea să se întoarcă în 1955, iar negocierile care au dus la obținerea independenței Marocului au început în anul următor.
În martie 1956, Marocul și-a recăpătat independența față de Franța sub forma Regatului Maroc. O lună mai târziu, Spania a renunțat la protectoratul său din nordul Marocului în favoarea noului stat, dar și-a păstrat cele două enclave de coastă (Ceuta și Melilla) de pe țărmul Mediteranei, care proveneau din cuceriri anterioare și asupra cărora Marocul continuă să revendice suveranitatea până în prezent.

### Post-Independență

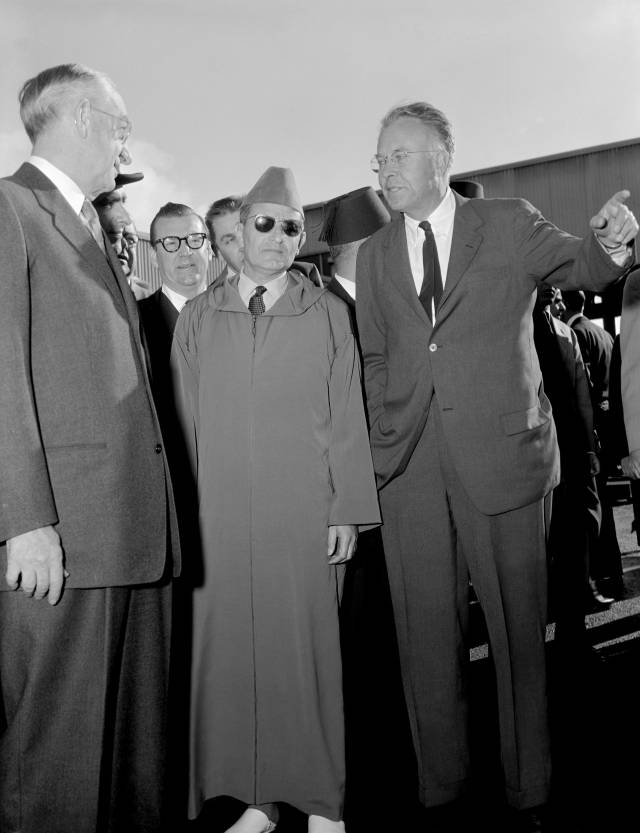
Regele Mohammed al V-lea în timpul unei vizite în Statele Unite în 1957

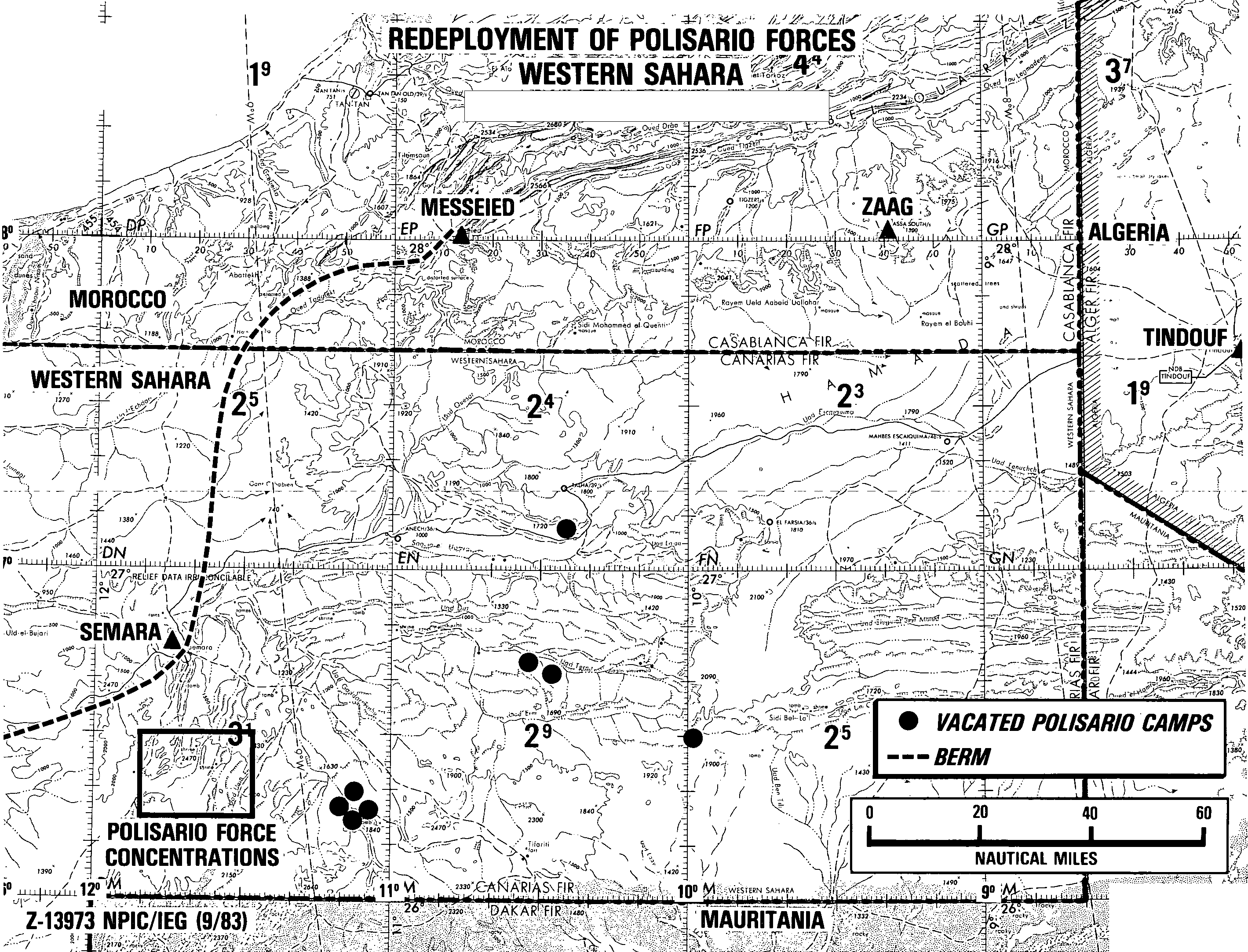
Harta războiului din Sahara de Vest (1975–1991)

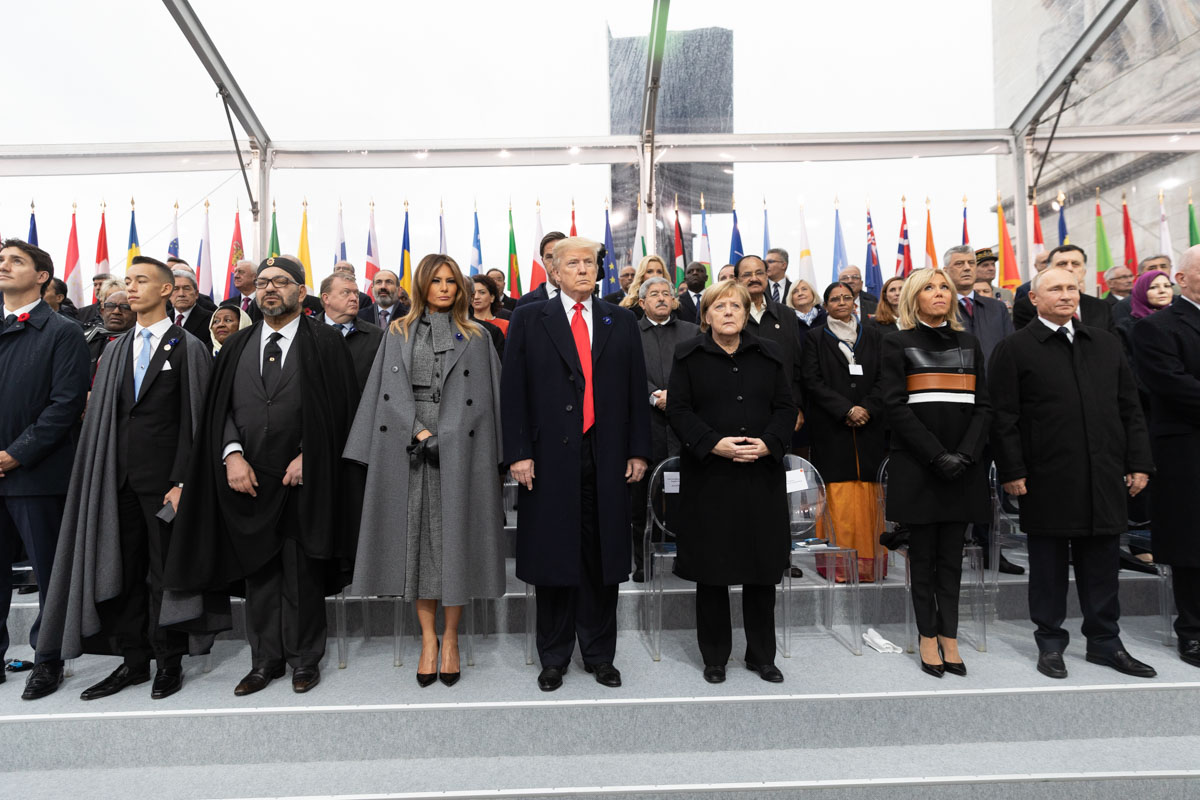
Mohammed VI și alți lideri și reprezentanți mondiali participă la centenarul Zilei Armistițiului în noiembrie 2018.

Sultanul Mohammed a devenit rege în 1957. După moartea lui Mohammed al V-lea, Hassan al II-lea a devenit rege al Marocului pe 3 martie 1961. Marocul a organizat primele alegeri generale în 1963. Cu toate acestea, Hassan a declarat stare de urgență și a suspendat parlamentul în 1965. În 1971 și 1972 au avut loc două tentative eșuate de a-l înlătura pe rege și de a stabili o republică. O comisie a adevărului, înființată în 2005 pentru a investiga abuzurile asupra drepturilor omului din timpul domniei sale, a confirmat aproape 10.000 de cazuri, variind de la decese în detenție la exil forțat. Potrivit comisiei, 592 de persoane au fost ucise în timpul domniei lui Hassan.
În 1963, Războiul Nisipurilor s-a desfășurat între trupele algeriene și marocane din cauza revendicărilor marocane asupra unor părți din teritoriul algerian. Un acord formal de pace a fost semnat în februarie 1964; cu toate acestea, relațiile dintre cele două țări au rămas tensionate. Enclava spaniolă Ifni din sud a fost returnată Marocului în 1969.
Mișcarea Polisario a fost formată în 1973, având ca scop înființarea unui stat independent în Sahara Spaniolă. Pe 6 noiembrie 1975, regele Hassan a cerut voluntarilor să intre în Sahara Spaniolă. Aproximativ 350.000 de civili au fost implicați în „Marșul Verde”. O lună mai târziu, Spania a fost de acord să părăsească Sahara Spaniolă, care urma să devină Sahara Occidentală, transferând-o sub controlul comun al Marocului și Mauritaniei, în ciuda obiecțiilor și amenințărilor cu intervenția militară ale Algeriei. Forțele marocane au ocupat teritoriul.
Curând, trupele marocane și algeriene s-au ciocnit în Sahara Occidentală. Marocul și Mauritania au împărțit teritoriul, dar luptele între armata marocană și forțele Polisario au continuat mulți ani. Războiul prelungit a reprezentat o povară financiară considerabilă pentru Maroc. În 1983, Hassan a anulat alegerile planificate din cauza tulburărilor politice și crizei economice. În 1984, Marocul a părăsit Organizația Unității Africane în semn de protest față de admiterea Republicii Arabe Democrate Sahariene (SADR) în organizație. Polisario a susținut că a ucis peste 5.000 de soldați marocani între 1982 și 1985. Autoritățile algeriene au estimat că 165.000 de refugiați saharieni trăiesc în Algeria. Relațiile diplomatice cu Algeria au fost restabilite în 1988. În 1991, a început un armistițiu monitorizat de ONU în Sahara Occidentală, dar statutul teritoriului rămâne nerezolvat și sunt raportate încălcări ale armistițiului. În deceniul următor, au avut loc numeroase dispute asupra unui referendum privind viitorul teritoriului, dar blocajul nu a fost depășit.
Reformele politice din anii 1990 au dus la înființarea unui legislativ bicameral, iar primul guvern condus de opoziție a ajuns la putere în Maroc. Regele Hassan al II-lea a murit în 1999 și a fost succedat de fiul său, Mohammed al VI-lea. Acesta este un modernizator prudent, care a introdus unele liberalizări economice și sociale. În 2002, Mohammed al VI-lea a făcut o vizită controversată în Sahara Occidentală. În 2007, Marocul a prezentat ONU un plan de autonomie pentru Sahara Occidentală. Polisario a respins planul și a propus propriul său plan. Discuțiile sponsorizate de ONU între Maroc și Frontul Polisario, desfășurate la New York (oraș), nu au ajuns la un acord.
În 2010, forțele de securitate marocane au atacat o tabără de protest din Sahara Occidentală, declanșând demonstrații violente în capitala regională, El Aaiún. În 2002, Marocul și Spania au convenit asupra unei rezoluții mediate de SUA privind insula disputată Perejil. Tensiunile s-au reaprins în 2005, când zeci de migranți africani au încercat să treacă frontierele enclavelor spaniole Melilla și Ceuta. În răspuns, Spania a deportat zeci de migranți ilegali în Maroc. În 2006, premierul spaniol Zapatero a vizitat enclavele spaniole, fiind primul lider spaniol în 25 de ani care a făcut o vizită oficială în aceste teritorii. În anul următor, regele spaniol Juan Carlos I a vizitat Ceuta și Melilla, stârnind furia Marocului, care a cerut controlul asupra acestor enclave.
În timpul protestelor marocane din 2011–2012, mii de oameni s-au adunat în Rabat și alte orașe, cerând reforme politice și o nouă constituție care să limiteze puterile regelui. În iulie 2011, regele a câștigat un referendum cu o majoritate covârșitoare asupra unei constituții reformate propuse pentru a calma protestele Primăverii Arabe. În primele alegeri generale care au urmat, Partidul pentru Justiție și Dezvoltare, de orientare islamistă moderată, a câștigat cele mai multe locuri, iar Abdelilah Benkirane a fost desemnat șef al guvernului conform noii constituții. În ciuda reformelor propuse de Mohammed al VI-lea, protestele au continuat, demonstranții cerând reforme mai profunde.
Pe 10 decembrie 2020, a fost anunțat un acord de normalizare a relațiilor între Israel și Maroc, iar Marocul și-a exprimat intenția de a relua relațiile diplomatice cu Israelul. Declarația comună a Regatului Maroc, Statelor Unite și Israelului a fost semnată pe 22 decembrie 2020.
Pe 24 august 2021, Algeria a rupt relațiile diplomatice cu Marocul, acuzându-l de sprijinirea unui grup separatist și de acțiuni ostile împotriva Algeriei. Marocul a considerat decizia nejustificată.
Pe 8 septembrie 2023, un cutremur cu magnitudinea de 6,8 a lovit Marocul, provocând peste 2.800 de morți și mii de răniți. Epicentrul cutremurului a fost la aproximativ 70 km sud-vest de Marrakech.

## Geografie

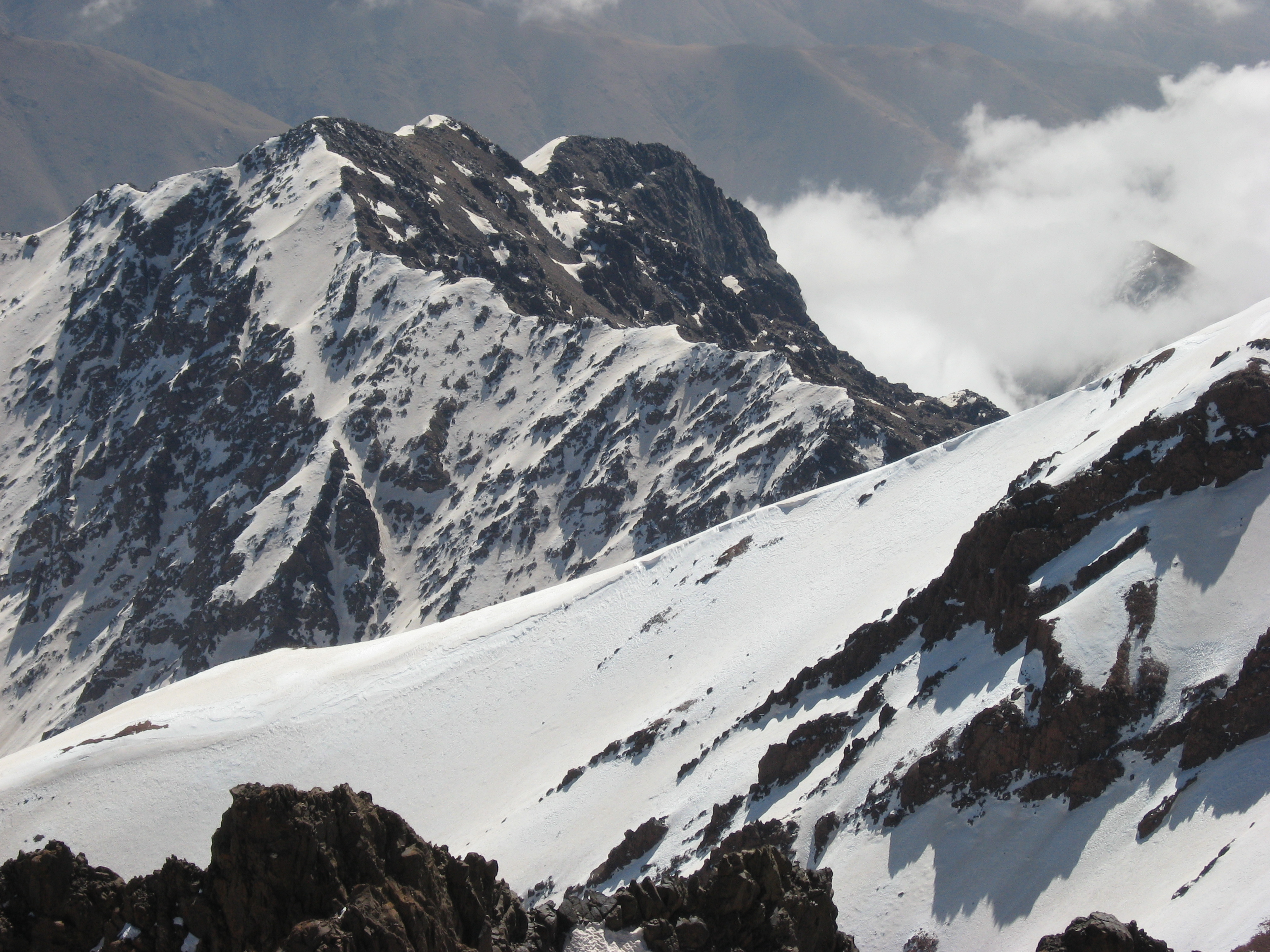
Toubkal, cel mai înalt vârf din Africa de Nord, la 4.167 m (13.671 ft)

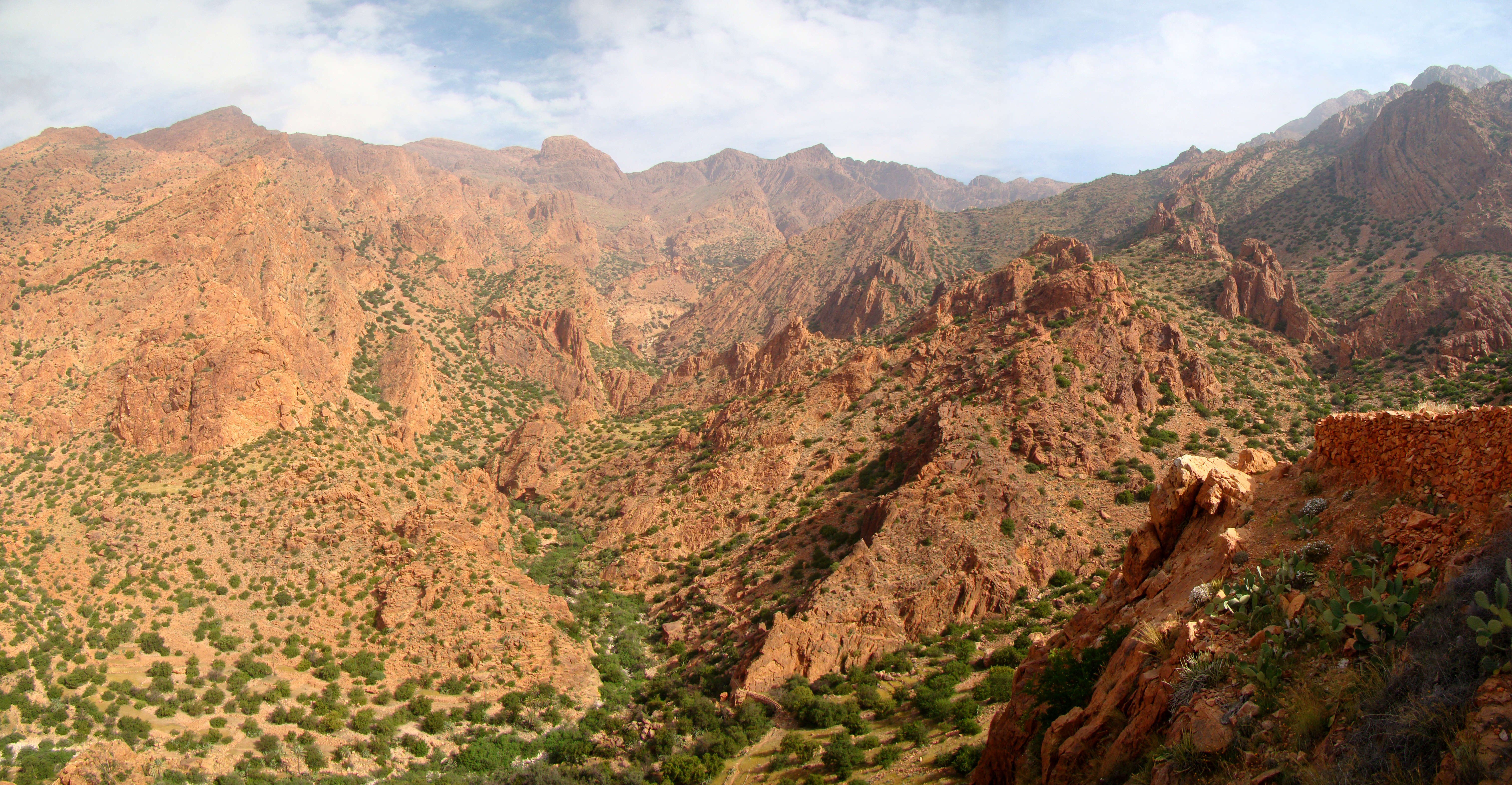
O secțiune a Anti-Atlasului lângă Tafraout

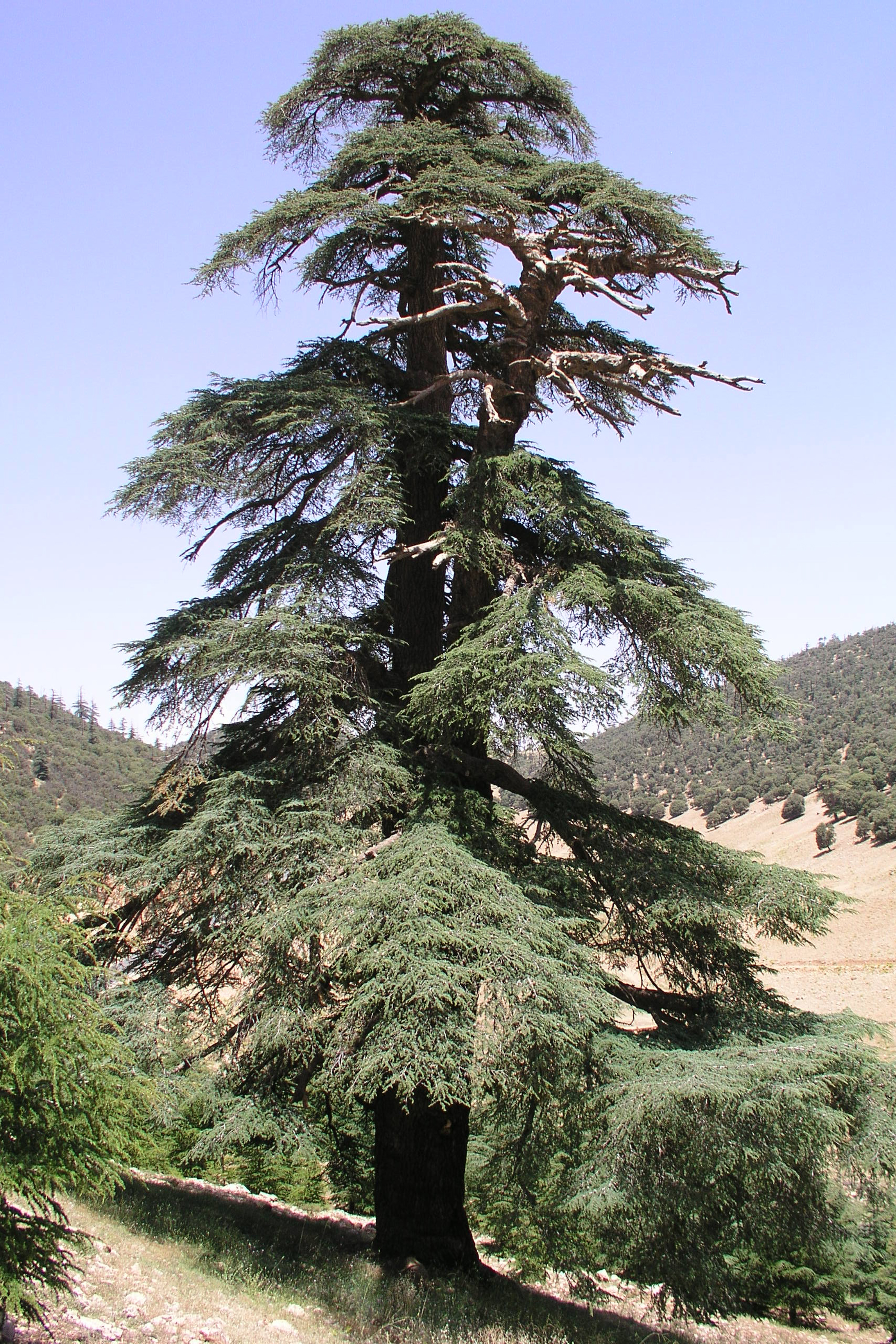
Un cedru bătrân de Atlas în lanțul Atlas

Marocul are o coastă la Oceanul Atlantic, care se extinde dincolo de Strâmtoarea Gibraltar în Marea Mediterană. Este mărginit de Spania la nord (o graniță maritimă prin strâmtoare și granițe terestre cu trei exclave mici controlate de spanioli: Ceuta, Melilla și Peñón de Vélez de la Gomera), Algeria la est și Sahara Occidentală la sud. Deoarece Marocul controlează cea mai mare parte a Saharei Occidentale, granița sa de facto la sud este cu Mauritania.
Granițele internațional recunoscute ale țării se află între latitudinile 27° și 36°N și longitudinile 1° și 14°W.
Geografia Marocului variază de la Oceanul Atlantic, la regiuni muntoase și până la deșertul Sahara. Marocul este o țară din Africa de Nord, situată între Oceanul Atlantic de Nord și Marea Mediterană, între Algeria și Sahara Occidentală anexată. Este una dintre cele trei națiuni (alături de Spania și Franța) care au coastă atât la Atlantic, cât și la Mediterană.
O mare parte din Maroc este montană. Munții Atlas se află în principal în centrul și sudul țării, iar Munții Rif se găsesc în nord. Ambele lanțuri sunt locuite în principal de berberi. Suprafața totală a țării este de aproximativ 446.300 km². Algeria mărginește Marocul la est și sud-est, deși granița dintre cele două țări este închisă din 1994.
Teritoriul spaniol din Africa de Nord-Vest vecin cu Marocul include cinci enclave de pe coasta mediteraneană: Ceuta, Melilla, Peñón de Vélez de la Gomera, Peñón de Alhucemas, Insulele Chafarinas și insulița disputată Perejil. În largul coastei atlantice, Insulele Canare aparțin Spaniei, în timp ce Madeira, situată mai la nord, este portugheză. La nord, Marocul este delimitat de Strâmtoarea Gibraltar, unde traficul maritim internațional are liberă trecere între Atlantic și Mediterană.
Munții Rif se întind de-a lungul regiunii de coastă la Marea Mediterană, de la nord-vest la nord-est. Munții Atlas traversează țara din nord-est spre sud-vest. Cea mai mare parte a regiunii de sud-est a țării se află în deșertul Sahara și este, în general, slab populată și neproductivă din punct de vedere economic. Majoritatea populației locuiește la nord de acești munți, în timp ce la sud se află Sahara Occidentală, o fostă colonie spaniolă anexată de Maroc în 1975 (vezi Marșul Verde). Marocul consideră Sahara Occidentală ca parte a teritoriului său și se referă la aceasta drept Provinciile Sale Sudice.
Capitala Marocului este Rabat, iar cel mai mare oraș al său este principalul port, Casablanca. Alte orașe cu o populație de peste 500.000 conform recensământului marocan din 2014 sunt Fes, Marrakesh, Meknes, Salé și Tanger.
Marocul este reprezentat în standardul de codificare geografică ISO 3166-1 alpha-2 prin simbolul MA. Acest cod a fost folosit ca bază pentru domeniul de internet al Marocului, .ma.

### Climat

Tipuri de climă Köppen în Maroc

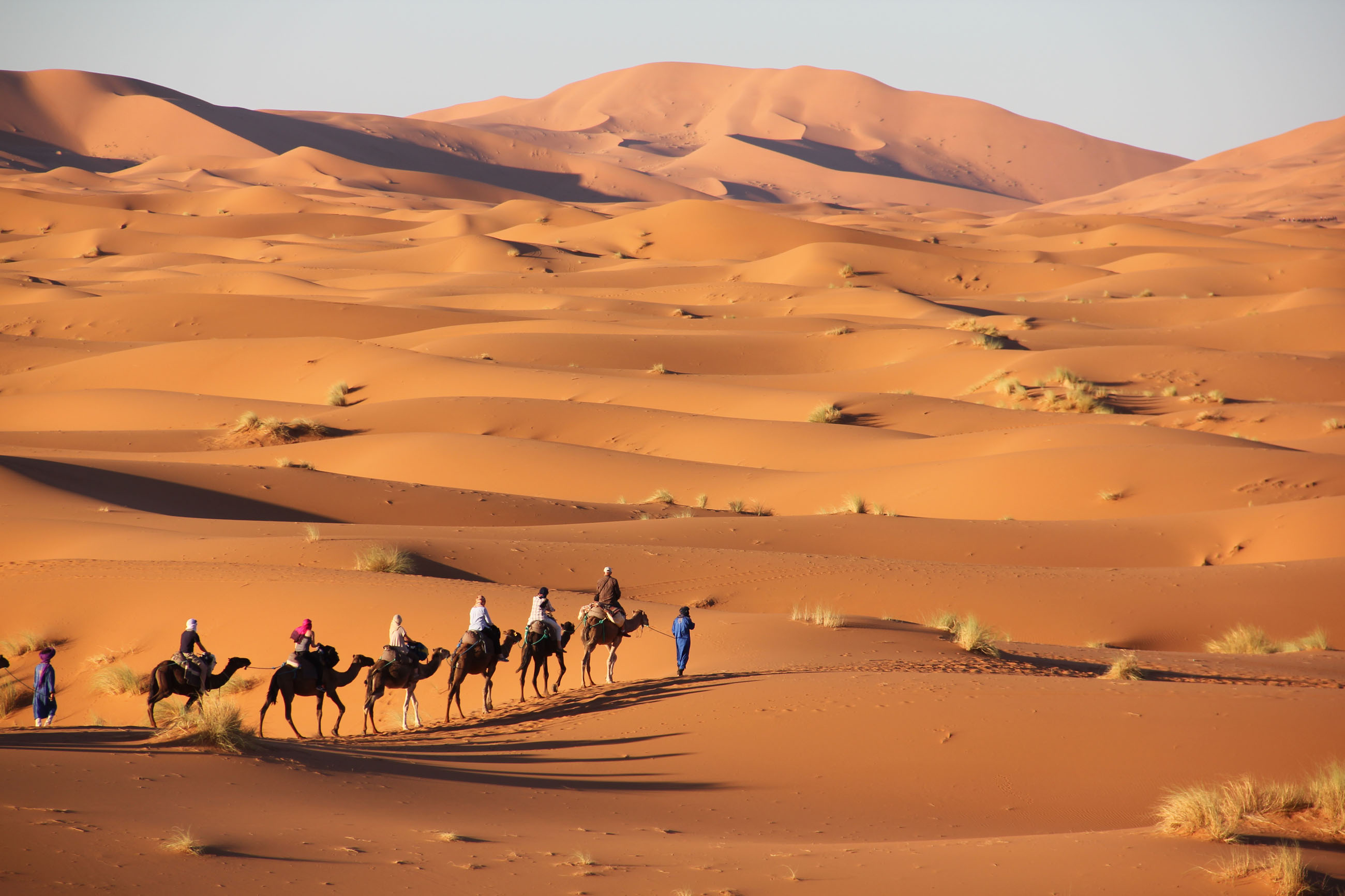
Peisajul Erg Chebbi

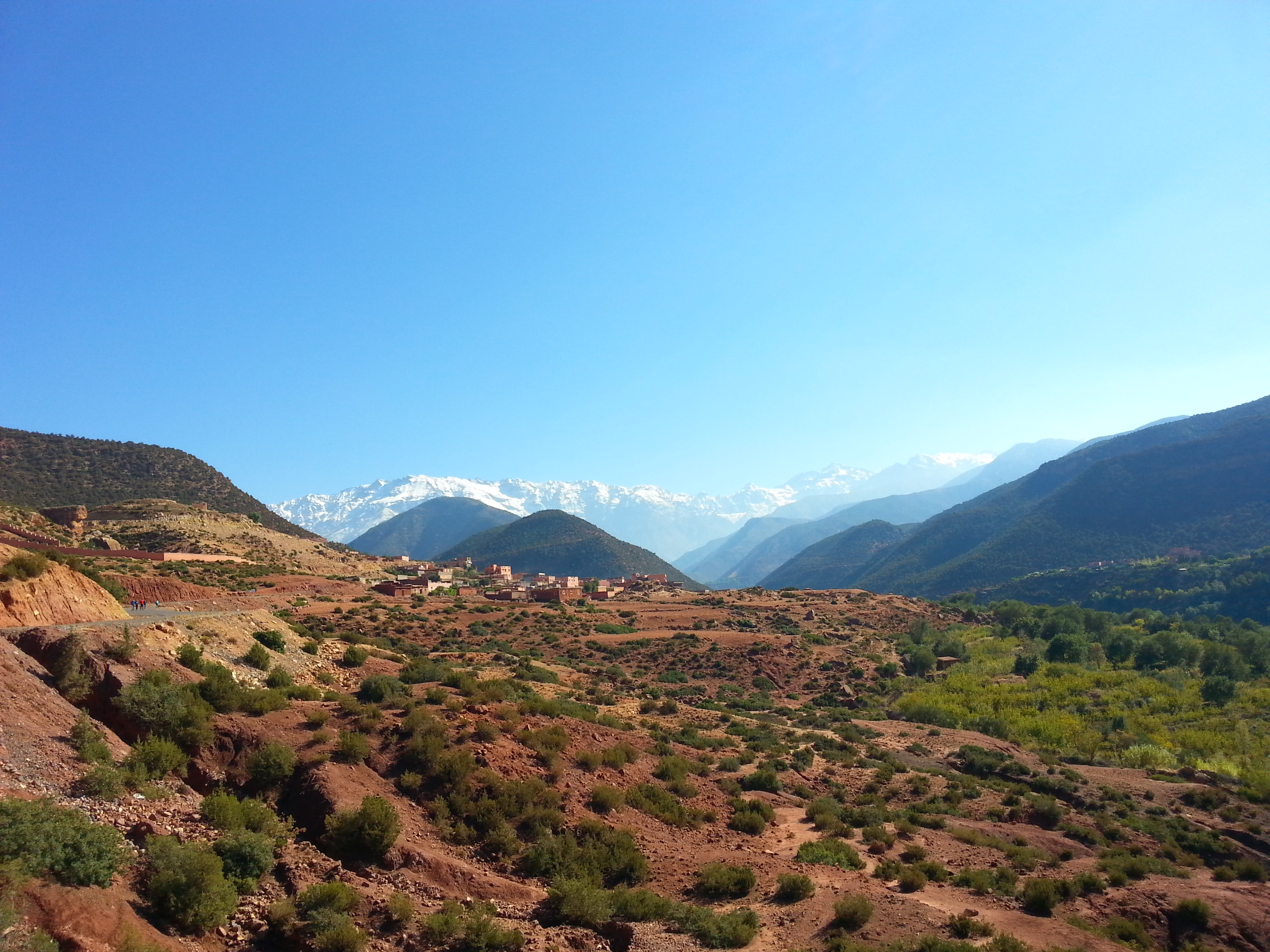
Munții Atlas

Ca suprafață, clima Marocului este în principal de tip „mediteranean cu veri fierbinți” (Csa) și „deșert fierbinte” (BWh).
Lanțurile montane centrale și influența curentului rece al Canarelor, de-a lungul coastei atlantice, sunt factori semnificativi care contribuie la diversitatea relativ mare a zonelor de vegetație din Maroc. Acestea variază de la păduri bogate în munții nordici și centrali, care cedează locul stepelor, zonelor semi-aride și deșertice din regiunile estice și sudice. Câmpiile litorale marocane beneficiază de temperaturi moderate chiar și în timpul verii.
În Munții Rif, Atlasul Mijlociu și Atlasul Înalt există mai multe tipuri de climă: mediteraneană în zonele joase de coastă, care trece treptat la o climă temperat-umedă la altitudini mai mari, cu suficientă umiditate pentru a permite creșterea diferitelor specii de stejari, covoare de mușchi, ienupări și brad atlantic, un conifer regal endemic în Maroc. În văi, solurile fertile și precipitațiile ridicate permit dezvoltarea unor păduri dense și luxuriante. În vestul Munților Rif și Atlasului Mijlociu se pot găsi păduri de ceață. La altitudini mai mari, clima devine de tip alpin, favorizând existența stațiunilor de schi.
La sud-est de Munții Atlas, aproape de granițele cu Algeria, clima devine extrem de uscată, cu veri lungi și fierbinți. Căldura extremă și nivelul scăzut de umiditate sunt mai pronunțate în regiunile joase situate la est de lanțul muntos, din cauza efectului de umbră pluviometrică al acestuia. Cele mai sud-estice regiuni ale Marocului sunt foarte calde și includ porțiuni din deșertul Sahara, unde întinderi vaste de dune de nisip și câmpuri stâncoase sunt presărate cu oaze bogate.
În contrast cu regiunea sahariană din sud, câmpiile litorale sunt fertile în regiunile centrale și nordice ale țării, constituind coloana vertebrală a agriculturii, unde locuiește 95% din populație. Expunerea directă la Oceanul Atlantic de Nord, apropierea de Europa continentală și prezența Munților Rif și Atlas contribuie la un climat asemănător celui european în jumătatea nordică a țării, ceea ce face ca Marocul să fie o țară a contrastelor. Zonele împădurite acoperă aproximativ 12% din suprafața țării, în timp ce terenurile arabile reprezintă 18%. Aproximativ 5% din terenurile marocane sunt irigate pentru utilizare agricolă.
În general, cu excepția regiunilor sud-estice (zone pre-sahariene și deșertice), clima și geografia Marocului sunt foarte asemănătoare cu cele ale peninsulei Iberice. Astfel, Marocul are următoarele zone climatice:
- Mediteran: Predomină în regiunile litorale mediteraneene ale țării, de-a lungul unei fâșii de 500 km, și în unele părți ale coastei atlantice. Verile sunt fierbinți până la moderat fierbinți și uscate, cu maxime medii între 29 °C (84,2 °F) și 32 °C (89,6 °F). Iernile sunt în general blânde și umede, cu temperaturi medii zilnice între 9 °C (48,2 °F) și 11 °C (51,8 °F), iar minimele medii între 5 °C (41,0 °F) și 8 °C (46,4 °F), caracteristice zonelor litorale din vestul Mediteranei. Precipitațiile anuale variază de la 600–800 mm în vest la 350–500 mm în est. Orașe notabile din această zonă sunt Tanger, Tetouan, Al-Hoceima, Nador și Safi.
- Sub-Mediteran: Influențează orașele care prezintă caracteristici mediteraneene, dar sunt influențate semnificativ și de alte tipuri de climă, datorită altitudinii relative sau expunerii directe la Oceanul Atlantic de Nord. Aceasta include două tipuri principale de climă:
  - Oceanică: Caracterizată prin veri mai răcoroase, cu maxime în jur de 27 °C (80,6 °F), iar în regiunea Essaouira, aproape mereu în jur de 21 °C (69,8 °F). Temperaturile medii zilnice pot coborî până la 19 °C (66,2 °F), iar iernile sunt reci spre blânde și umede. Precipitațiile anuale variază între 400 și 700 mm. Orașe notabile: Rabat, Casablanca, Kenitra, Salé și Essaouira.
  - Continentală: Caracterizată prin diferențe mai mari între maxime și minime, ceea ce duce la veri mai fierbinți și ierni mai reci decât în zonele tipic mediteraneene. Vara, maximele pot ajunge până la 40 °C (104,0 °F) în valuri de căldură, dar de obicei sunt între 32 °C (89,6 °F) și 36 °C (96,8 °F). Noaptea, temperaturile scad sub 20 °C (68,0 °F), uneori chiar până la 10 °C (50,0 °F) în mijlocul verii. Iernile sunt mai reci și temperaturile pot scădea sub 0 °C de mai multe ori între decembrie și februarie, iar ocazional cade zăpadă. Orașe notabile: Fes, Meknès, Chefchaouen, Beni Mellal și Taza.

- Continental: Predomină în regiunile muntoase din nordul și centrul țării, unde verile sunt fierbinți spre foarte fierbinți, cu maxime între 32 °C (89,6 °F) și 36 °C (96,8 °F). Iernile sunt reci, iar minimele depășesc adesea punctul de îngheț. În zilele cu aer rece și umed din nord-vest, temperaturile pot coborî uneori sub −5 °C (23,0 °F). Zăpada este frecventă în această parte a țării. Precipitațiile variază între 400 și 800 mm. Orașe notabile: Khenifra, Imilchil, Midelt și Azilal.
- Alpin: Se găsește în unele părți ale Munților Atlas Mijlociu și în partea estică a Munților Atlas Înalt. Verile sunt foarte calde până la moderat fierbinți, iar iernile sunt lungi, reci și cu zăpadă. Precipitațiile variază între 400 și 1200 mm. Vara, maximele rareori depășesc 30 °C (86,0 °F), iar minimele sunt răcoroase, sub 15 °C (59,0 °F). Iarna, maximele sunt în jur de 8 °C (46,4 °F), iar minimele scad bine sub punctul de îngheț. În această zonă se află numeroase stațiuni de schi, precum Oukaimeden și Mischliefen. Orașe notabile: Ifrane, Azrou și Boulmane.
- Semi-arid: Acest tip de climă se întâlnește în sudul și în unele părți din estul țării, unde precipitațiile sunt mai reduse, între 200 și 350 mm anual. Totuși, aceste regiuni prezintă caracteristici mediteraneene, cum ar fi tiparele de precipitații și atributele termice. Orașe notabile: Agadir, Marrakech și Oujda.

La sud de Agadir și la est de Jerada, aproape de granițele cu Algeria, începe să predomine un climat arid și deșertic.
Datorită apropierii Marocului de deșertul Sahara și de Atlanticul de Nord, două fenomene influențează temperaturile sezoniere regionale: fie o creștere a temperaturilor cu 7–8 grade Celsius atunci când vântul sirocco suflă dinspre est, provocând valuri de căldură, fie o scădere a temperaturilor cu 7–8 grade Celsius atunci când aerul rece și umed suflă dinspre nord-vest, generând un val de frig. Cu toate acestea, aceste fenomene sunt de scurtă durată, persistând, în medie, între două și cinci zile.
Se estimează că schimbările climatice vor avea un impact semnificativ asupra Marocului pe multiple planuri. Fiind o țară de coastă, cu un climat fierbinte și arid, efectele asupra mediului sunt susceptibile să fie diverse și ample. Conform Indicelui de Performanță privind Schimbările Climatice din 2019, Marocul s-a clasat pe locul al doilea în ceea ce privește pregătirea, fiind devansat doar de Suedia.

### Biodiversitate

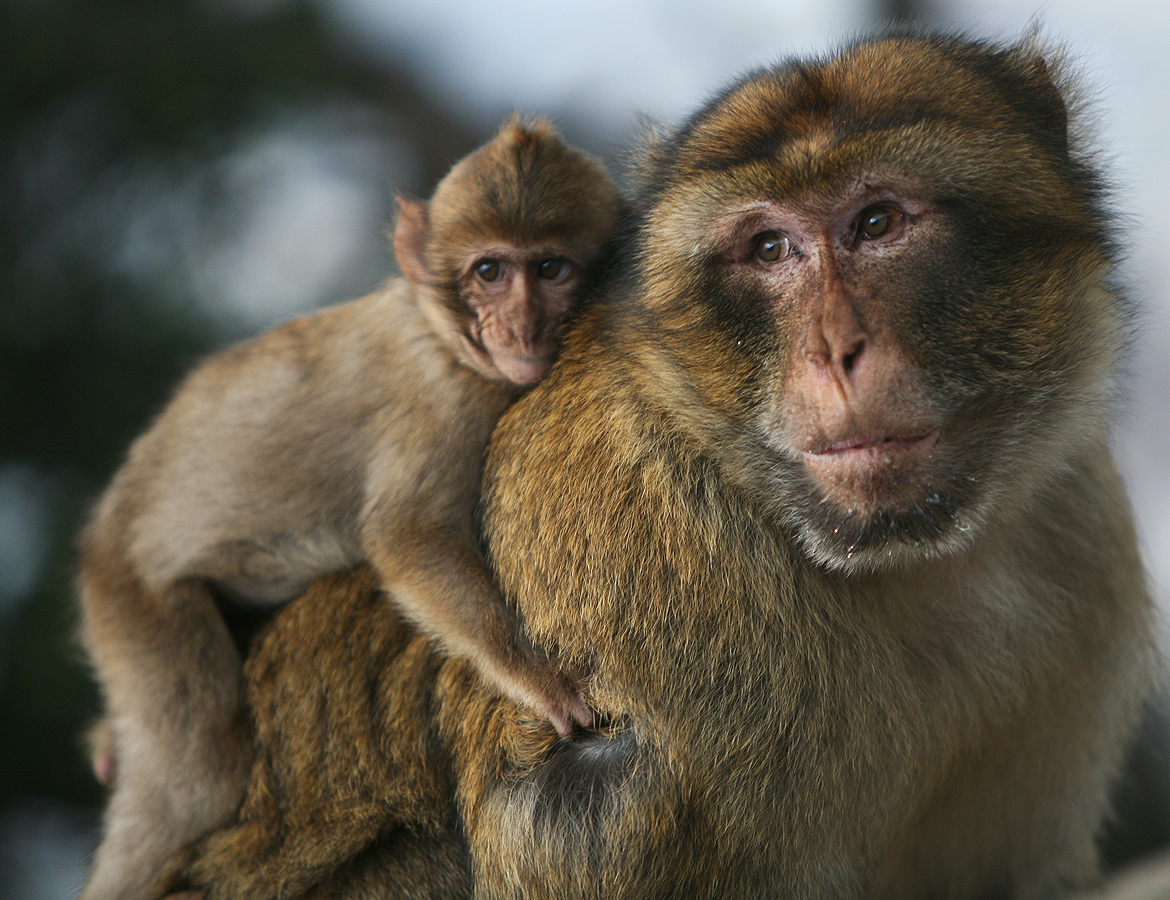
Un macac Barbary mascul adult care își poartă descendenții, un comportament rar întâlnit la alte primate

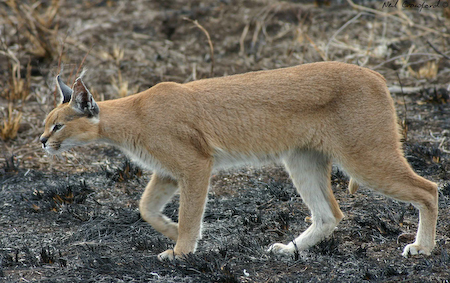
Caracalul

Marocul găzduiește o biodiversitate bogată. Face parte din bazinul mediteranean, o zonă cu concentrații excepționale de specii endemice, care suferă însă rate rapide de pierdere a habitatului, fiind considerat astfel un punct fierbinte pentru prioritățile de conservare. Fauna aviară este remarcabil de variată. Avifauna din Maroc include un total de 454 specii, dintre care cinci au fost introduse de oameni, iar 156 sunt rare sau observate accidental.
Leul berber, vânat până la extincție în sălbăticie, a fost o subspecie endemică în Maroc și este un simbol național. Ultimul leu berber sălbatic a fost împușcat în Munții Atlas în 1922. Ceilalți doi mari prădători din nordul Africii, ursul din Atlas și leopardul berber, sunt, respectiv, dispăruți și în pericol critic de dispariție. Populații relicte de crocodil vest-african au supraviețuit în râul Draa până în secolul al XX-lea.
Maimuța magot (Macaca sylvanus), un primat endemic în Maroc și Algeria, se confruntă, de asemenea, cu riscul dispariției din cauza capturării pentru comerț, a intervenției umane, a urbanizării, a extinderii suprafețelor pentru exploatare forestieră și imobiliare, care reduc habitatul forestier al acestei specii.
Comerțul cu animale și plante pentru hrană, animale de companie, scopuri medicinale, suveniruri și recuzită fotografică este comun în Maroc, în ciuda legilor care interzic multe dintre aceste activități. Acest comerț este nereglementat și cauzează reduceri semnificative, dar neclare, ale populațiilor sălbatice din fauna autohtonă a Marocului. Datorită apropierii nordului Marocului de Europa, specii precum cactuși, țestoase, piei de mamifere și păsări valoroase (șoimi și dropii) sunt colectate în diverse regiuni ale țării și exportate în cantități semnificative, cu volume deosebit de mari de anghile – 60 de tone exportate în Orientul Îndepărtat între 2009 și 2011.
Marocul este gazda a șase ecoregiuni terestre: Păduri de conifere și păduri mixte mediteraneene, Stepă de ienupăr înaltă a Atlasului, păduri uscate de acacia-argania și vegetație suculentă, păduri și stepe uscate mediteraneene, păduri și păduri mediteraneene și stepă și păduri din nordul Saharei. În 2019, Marocul a obținut un scor mediu de 6,74/10 pe Indicele de Integritate a Peisajelor Forestiere, clasându-se pe locul 66 la nivel global din 172 de țări.

### Peisaje

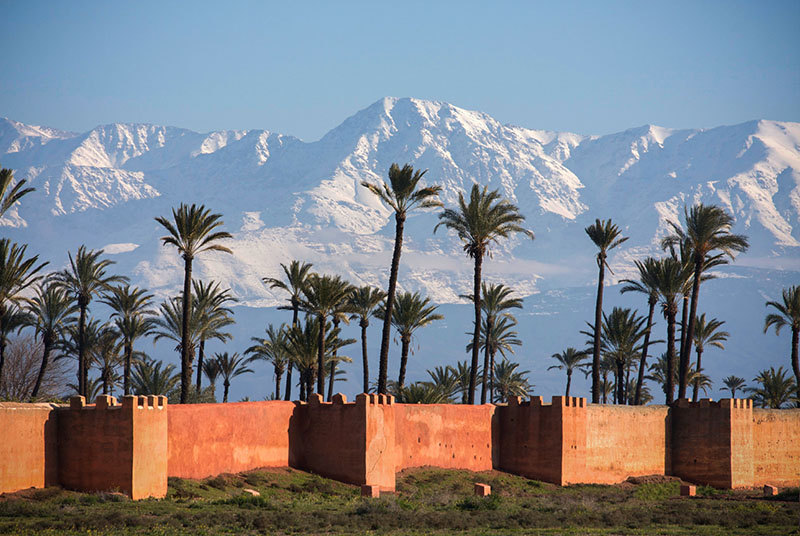
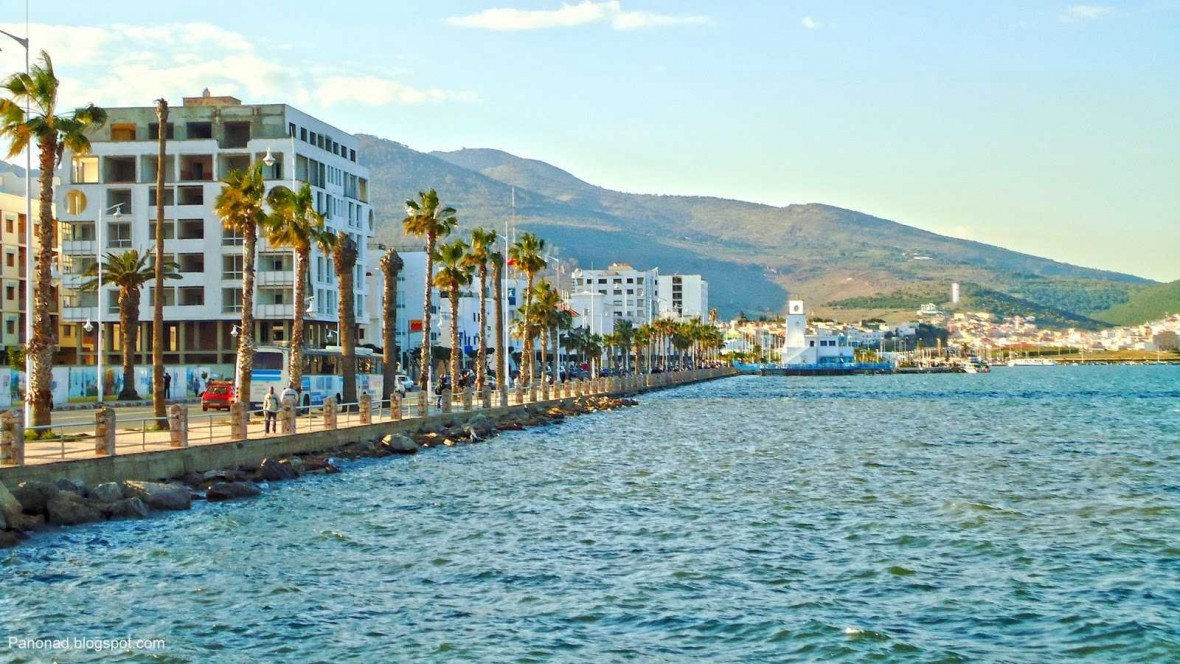
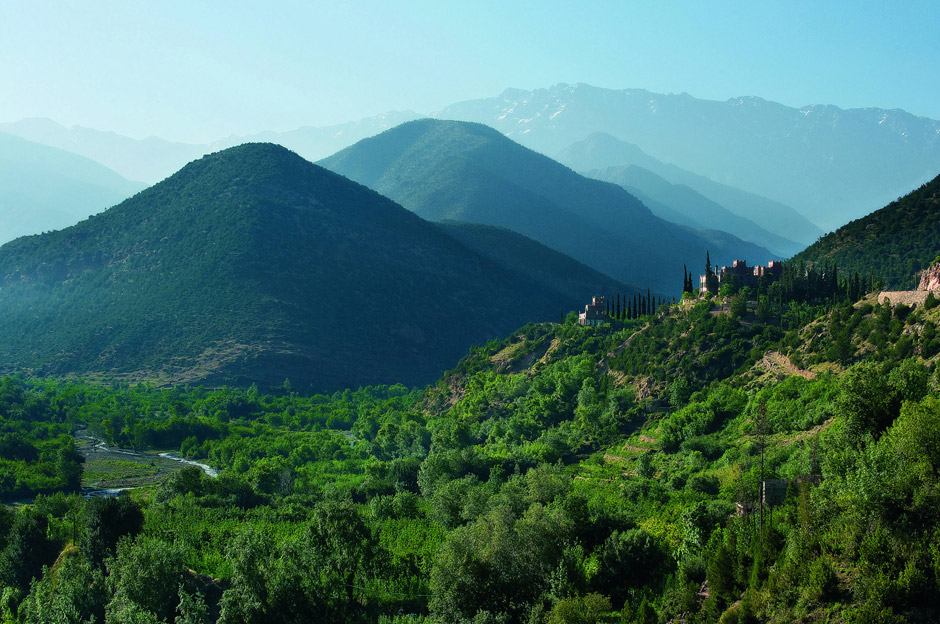
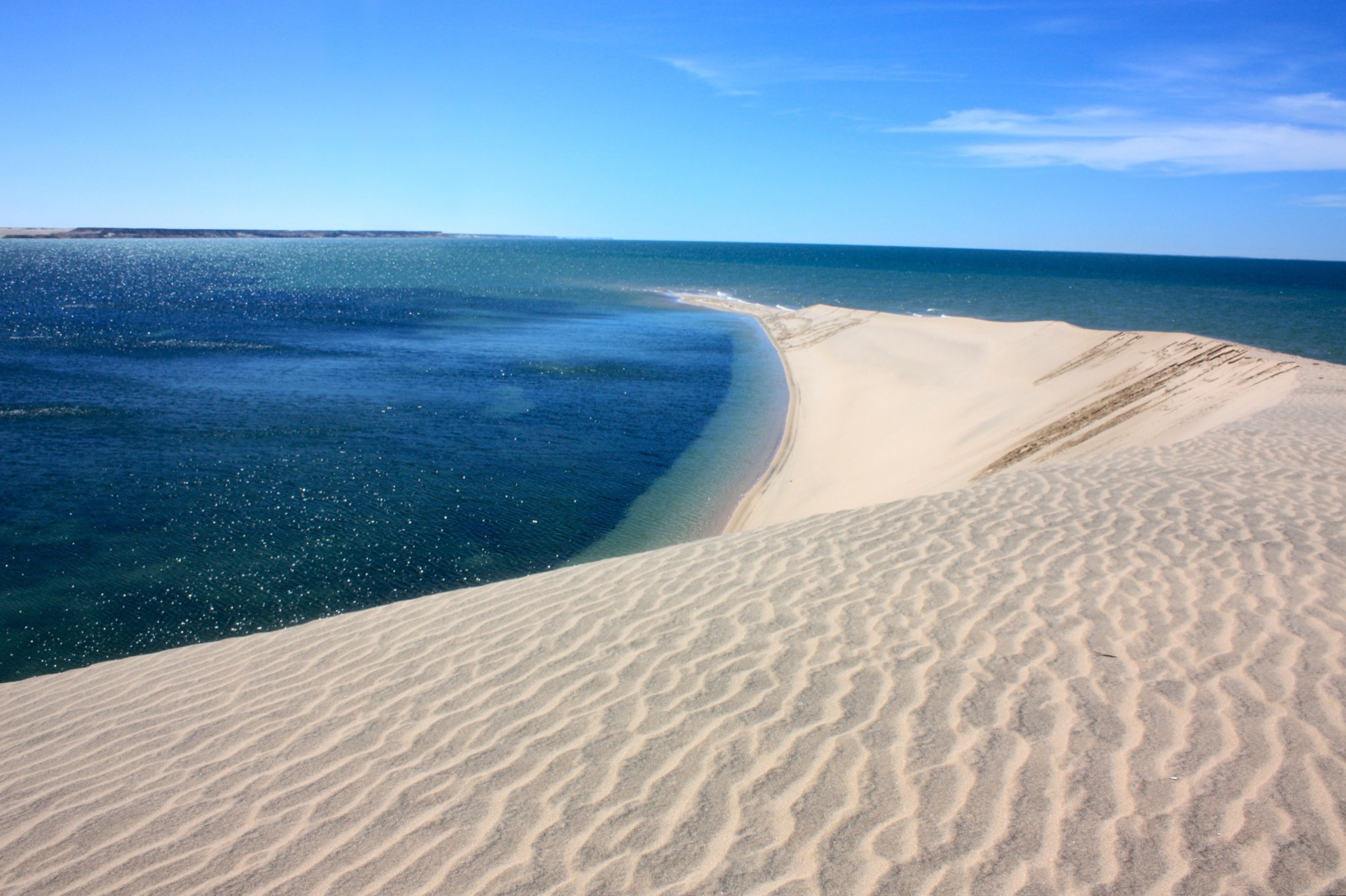
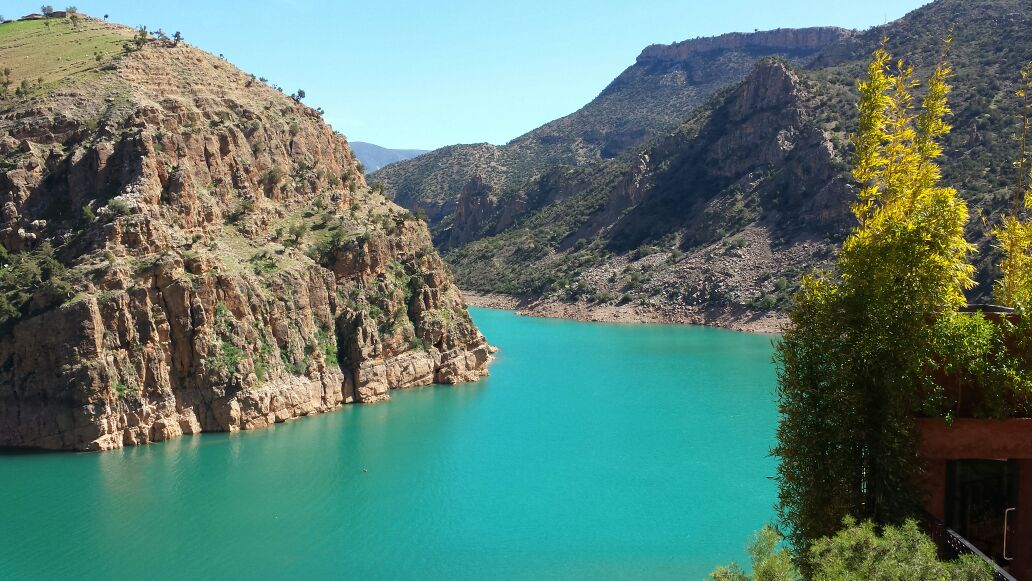
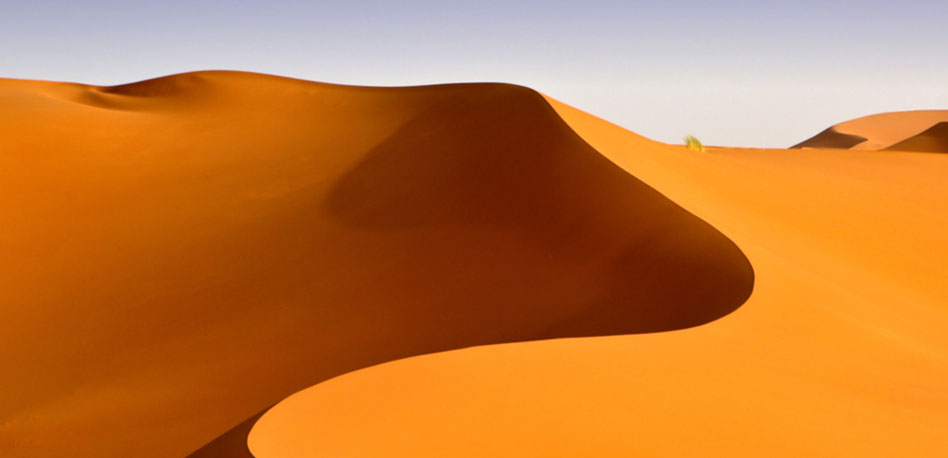
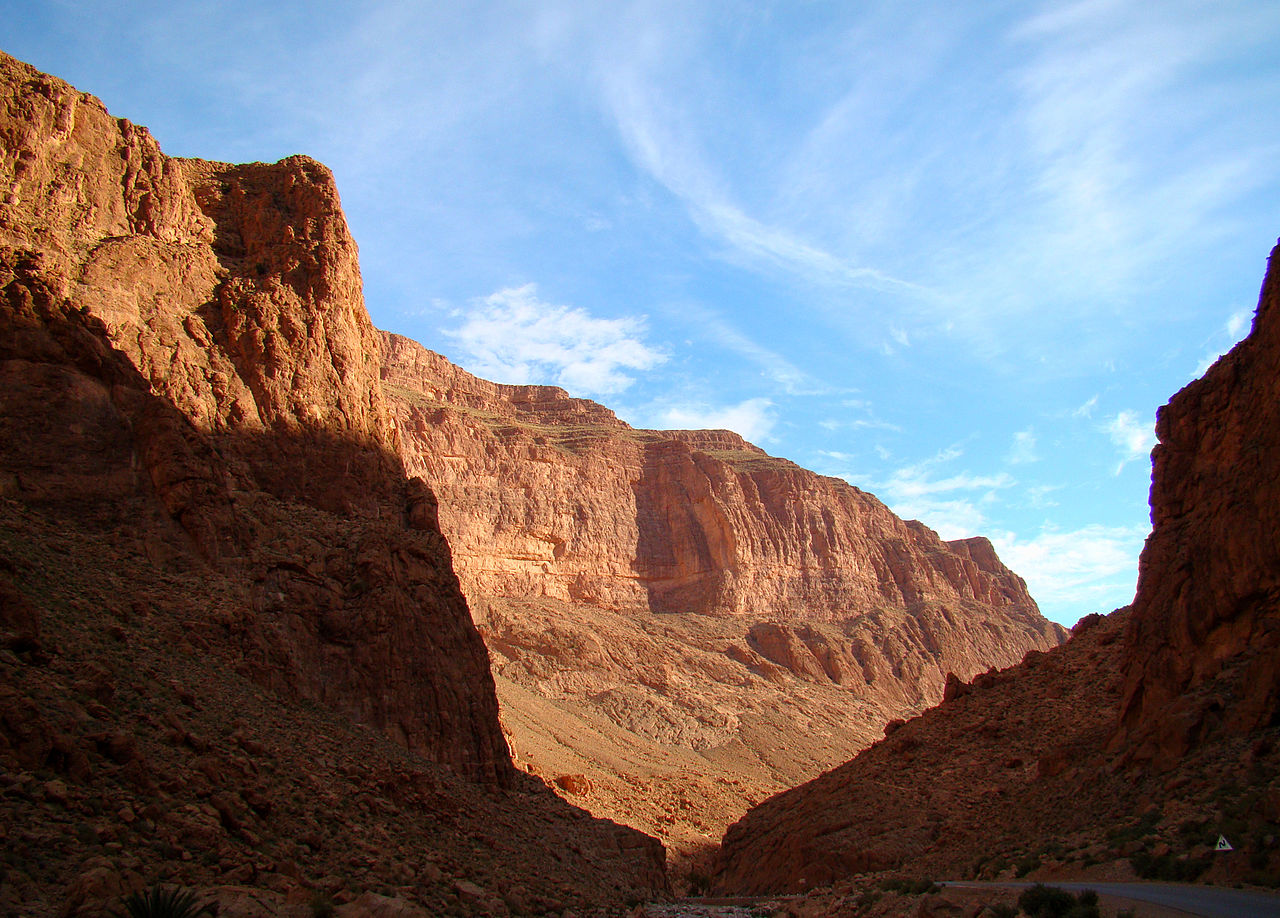
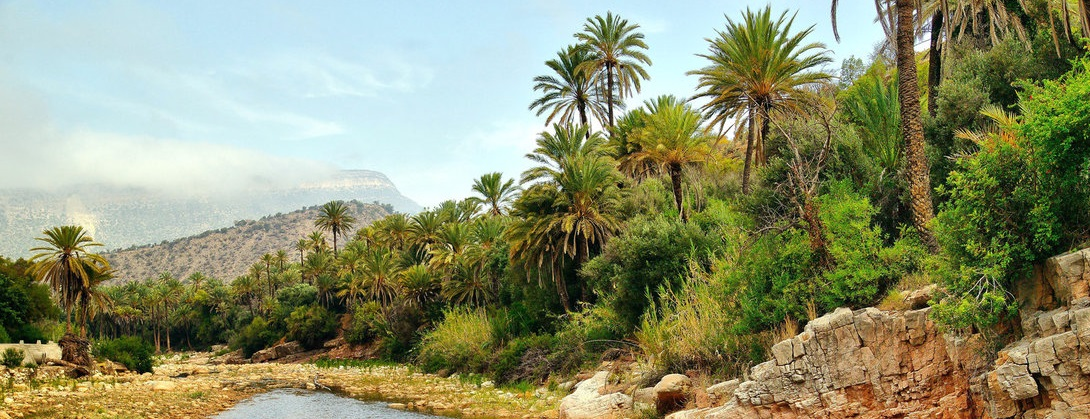

## Guvern și Politică

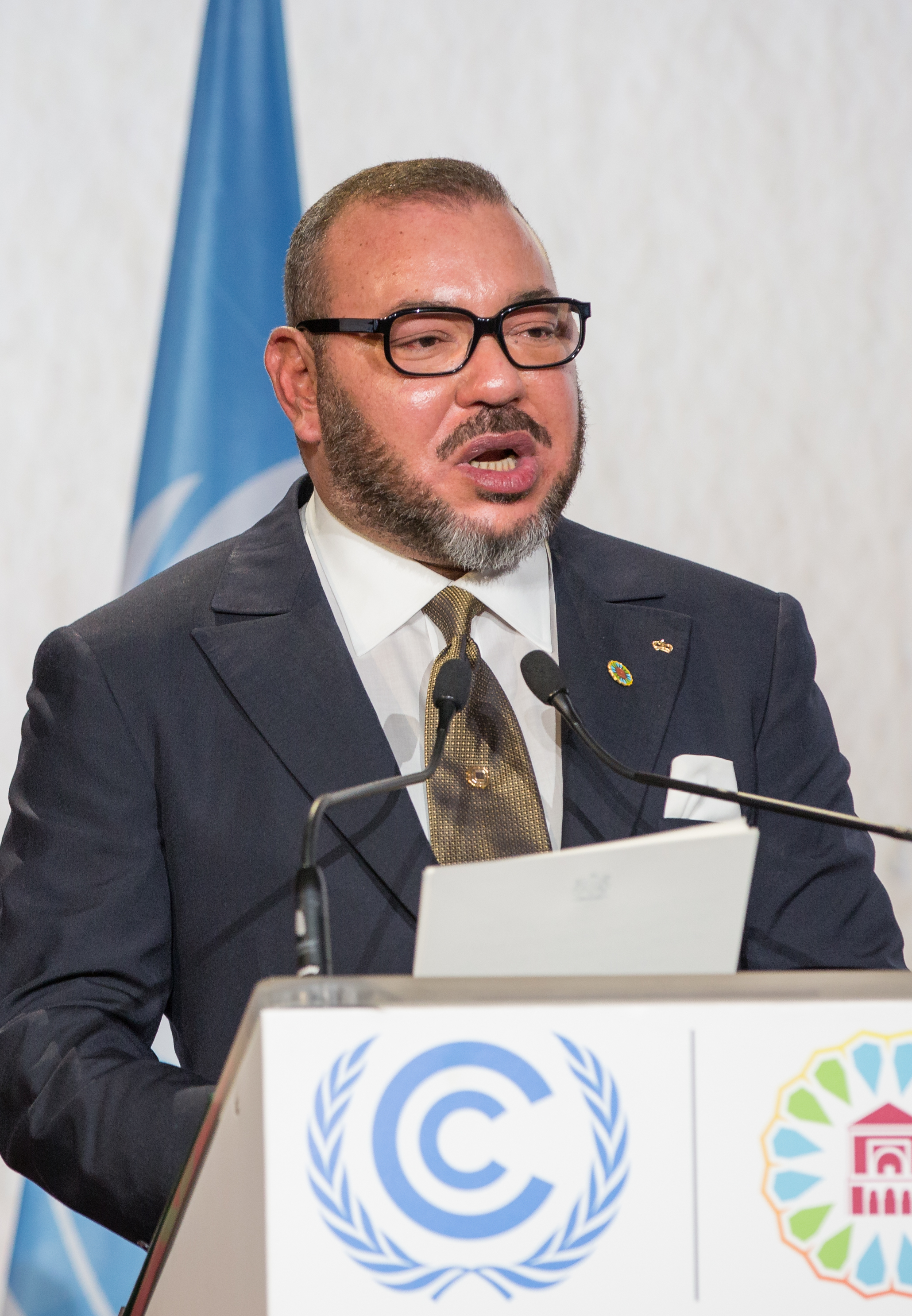
Regele Marocului, Mohammed VI

Conform Indicelui Democrației realizat de The Economist în 2022, Marocul este condus sub un regim hibrid, situându-se pe locul 3 în Orientul Mijlociu și Africa de Nord și pe locul 95 la nivel mondial. Marocul are un clasament „dificil” în Indexul Libertății Presei din 2023.
După alegerile din martie 1998, a fost format un guvern de coaliție condus de liderul socialist de opoziție Abderrahmane Youssoufi, compus în mare parte din miniștri proveniți din partide de opoziție. Guvernul premierului Youssoufi a fost primul guvern din Maroc format în principal din opoziție și a reprezentat prima ocazie pentru o coaliție de socialiști, partide de centru-stânga și naționaliste să fie incluse în guvern până în octombrie 2002. De asemenea, aceasta a fost prima dată în istoria politică modernă a lumii arabe când opoziția a preluat puterea în urma unor alegeri. Guvernul actual este condus de Aziz Akhannouch.
Constituția Marocului prevede o monarhie cu un Parlament și un sistem judiciar independent. Odată cu reformele constituționale din 2011, regele Marocului a păstrat mai puține puteri executive, în timp ce atribuțiile prim-ministrului au fost extinse.
Constituția acordă regelui puteri onorifice (pe lângă alte prerogative); acesta este atât lider politic laic, cât și „Comandantul Credincioșilor”, fiind descendent direct al Profetului Mohammed. El prezidează Consiliul de Miniștri, numește Prim-ministrul din partidul politic care a obținut cele mai multe locuri în alegerile parlamentare și, la recomandarea acestuia, numește membrii guvernului.
Constituția din 1996 permitea, teoretic, regelui să încheie mandatul oricărui ministru și, după consultarea cu președinții Adunării Superioare și Inferioare, să dizolve Parlamentul, să suspende constituția, să convoace noi alegeri sau să guverneze prin decret. Singura dată când acest lucru s-a întâmplat a fost în 1965. Regele este, de asemenea, comandantul suprem al forțelor armate.

### Ramura legislativă

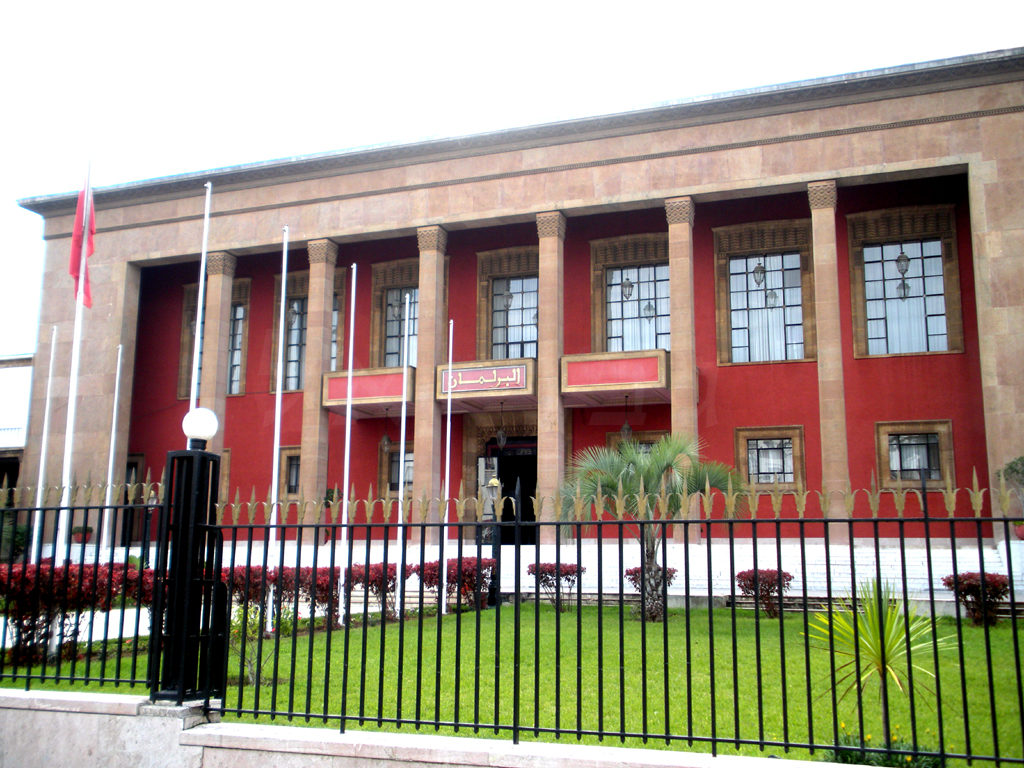
Clădirea legislativului din Rabat

De la reforma constituțională din 1996, legislativul bicameral al Marocului este format din două camere. Adunarea Reprezentanților Marocului (Majlis an-Nuwwâb/Assemblée des Répresentants) are 395 de membri aleși pentru un mandat de cinci ani: 305 sunt aleși în circumscripții cu mai multe locuri, iar 90 pe liste naționale care includ femei și tineri.
Adunarea Consilierilor (Majlis al-Mustasharin) are 120 de membri aleși pentru un mandat de șase ani. 72 de membri sunt aleși la nivel regional, 20 din partea sindicatelor, 8 din organizații profesionale și 20 din partea salariaților.
Deși puterile Parlamentului sunt încă relativ limitate, acestea au fost extinse prin revizuirile constituționale din 1992, 1996 și, mai semnificativ, în 2011. Printre competențele Parlamentului se numără probleme bugetare, aprobarea proiectelor de lege, interpelarea miniștrilor și înființarea de comisii de anchetă ad-hoc pentru investigarea acțiunilor guvernului. Camera inferioară a Parlamentului poate dizolva guvernul printr-un vot de neîncredere.
Cele mai recente alegeri parlamentare au avut loc pe 8 septembrie 2021, iar prezența la vot a fost estimată la 50,35% din alegătorii înregistrați.

### Diviziuni administrative

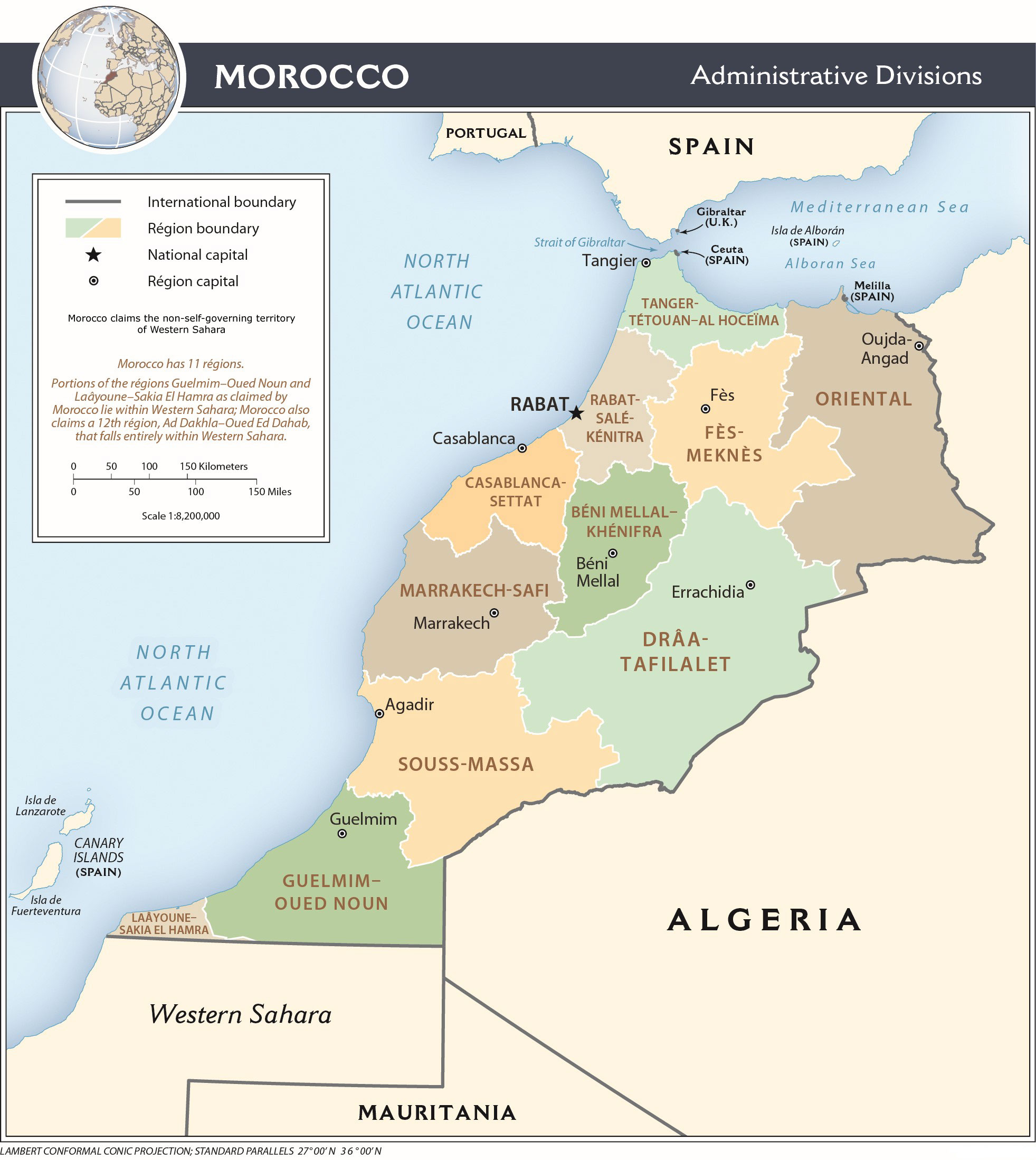
Regiunile administrative ale Marocului

Marocul este împărțit oficial în 12 regiuni care, la rândul lor, sunt subdivizate în 62 de provincii și 13 prefecturi.

#### Regiuni
1. Tanger-Tetouan-Al Hoceima
2. Oriental
3. Fès-Meknès
4. Rabat-Salé-Kénitra
5. Béni Mellal-Khénifra
6. Casablanca-Settat
7. Marrakesh-Safi
8. Drâa-Tafilalet
9. Souss-Massa
10. Guelmim-Oued Noun
11. Laâyoune-Sakia El Hamra
12. Dakhla-Oued Ed-Dahab

### Relații internaționale

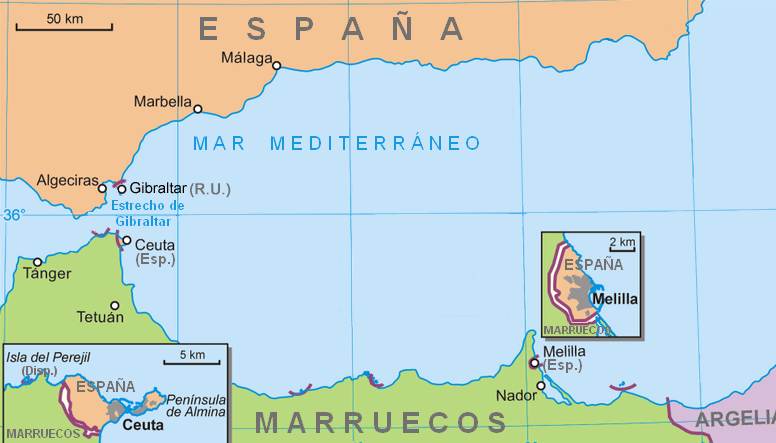
Marocul pretinde suveranitatea asupra enclavelor spaniole de Ceuta și Melilla.

Marocul este membru al Organizației Națiunilor Unite și face parte din Uniunea Africană (UA), Liga Arabă, Uniunea Magrebului Arab (UMA), Organizația Cooperării Islamice (OCI), Mișcarea de Nealiniere și Comunitatea Statelor Sahelo-Sahariene (CEN-SAD). Relațiile Marocului variază considerabil între statele africane, arabe și occidentale. Marocul a avut legături strânse cu Occidentul pentru a obține beneficii economice și politice. Franța și Spania rămân principalii parteneri comerciali, creditori și investitori străini ai Marocului. Din totalul investițiilor străine în Maroc, Uniunea Europeană contribuie cu aproximativ 73,5%, în timp ce lumea arabă investește doar 19,3%. Multe țări din regiunile Golfului Persic și Maghrebului se implică din ce în ce mai mult în proiecte de dezvoltare de mare amploare în Maroc.
Apartenența Marocului la Uniunea Africană a fost marcată de evenimente semnificative. În 1984, Marocul s-a retras din organizație după ce aceasta a admis Republica Arabă Democrată Saharawi în 1982 fără organizarea unui referendum de autodeterminare în teritoriul disputat al Saharei Occidentale. Această decizie a fost luată unilateral de către Maroc. Totuși, în 2017, Marocul a revenit în UA, semnalând o schimbare în poziția sa diplomatică. În august 2021, Algeria a rupt relațiile diplomatice cu Marocul.
În 2002, un conflict cu Spania privind mica insulă Perejil a atras atenția asupra problemei suveranității asupra enclavelor Melilla și Ceuta. Aceste mici teritorii de pe coasta Mediteranei, înconjurate de Maroc, se află sub administrație spaniolă de secole.
În 2004, administrația George W. Bush a acordat Marocului statutul de aliat major non-NATO. Marocul a fost prima țară din lume care a recunoscut suveranitatea SUA, în 1777.
După obținerea independenței, Marocul a stabilit legături puternice cu Statele Unite, primind ajutor economic și militar semnificativ. Acest parteneriat s-a consolidat în timpul Războiului Rece, Marocul devenind un aliat-cheie împotriva extinderii comunismului în Africa de Nord. În schimb, SUA au sprijinit ambițiile teritoriale ale Marocului și eforturile de modernizare economică. Între 1957 și 1963, Marocul a primit mai mult de 400 de milioane de dolari sub formă de ajutor american, devenind al cincilea cel mai mare beneficiar al asistenței agricole americane până în 1966. Relația de lungă durată dintre cele două națiuni a rezistat în timp, SUA rămânând unul dintre cei mai importanți aliați ai Marocului.
De asemenea, Marocul este inclus în Politica Europeană de Vecinătate (ENP) a Uniunii Europene, care urmărește apropierea UE de vecinii săi.

### Statutul Sahara de Vest

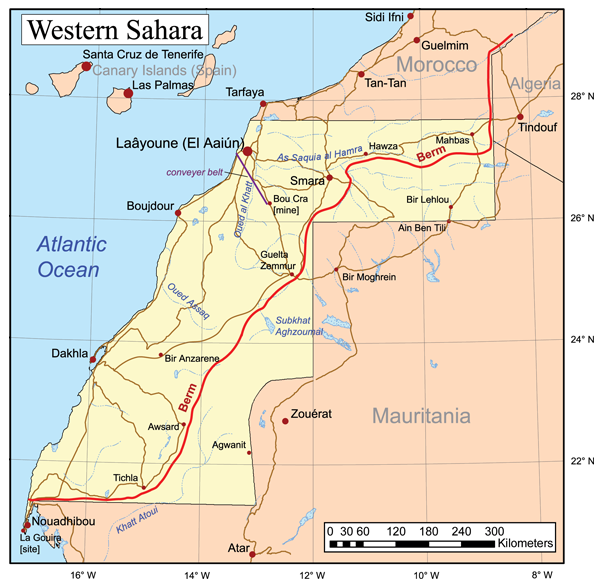
Marocul a anexat Sahara de Vest în 1975.

Statutul regiunilor Saguia el-Hamra și Río de Oro este disputat. Războiul din Sahara Occidentală a implicat Frontul Polisario, mișcarea națională de eliberare sahrawi, care a luptat împotriva Marocului și Mauritaniei între 1976 și un armistițiu în 1991, care este încă în vigoare. O misiune a Națiunilor Unite, MINURSO, are sarcina de a organiza un referendum pentru a decide dacă teritoriul ar trebui să devină independent sau să fie recunoscut ca parte a Marocului.
O parte a teritoriului, denumită Zona Liberă, este o zonă în mare parte nelocuită, controlată de Frontul Polisario ca Republica Arabă Democratică Sahrawi. Sediul administrativ al acesteia se află în Tindouf, Algeria. Începând cu 2006, niciun stat membru al ONU nu a recunoscut suveranitatea marocană asupra Saharei Occidentale. În 2020, Statele Unite, sub administrația Trump, au devenit prima țară occidentală care a susținut suveranitatea contestată a Marocului asupra regiunii disputate Sahara Occidentală, în schimbul unui acord prin care Marocul să normalizeze relațiile cu Israelul.
În 2006, guvernul Marocului a propus un statut de autonomie pentru regiune, prin Consiliul Consultativ Regal Marocan pentru Afacerile Sahariene (CORCAS). Proiectul a fost prezentat Consiliului de Securitate al Națiunilor Unite la mijlocul lunii aprilie 2007. Propunerea a fost încurajată de aliații Marocului, precum Statele Unite, Franța și Spania. Consiliul de Securitate a cerut părților implicate să intre în negocieri directe și necondiționate pentru a ajunge la o soluție politică acceptată de ambele părți.

### Armata

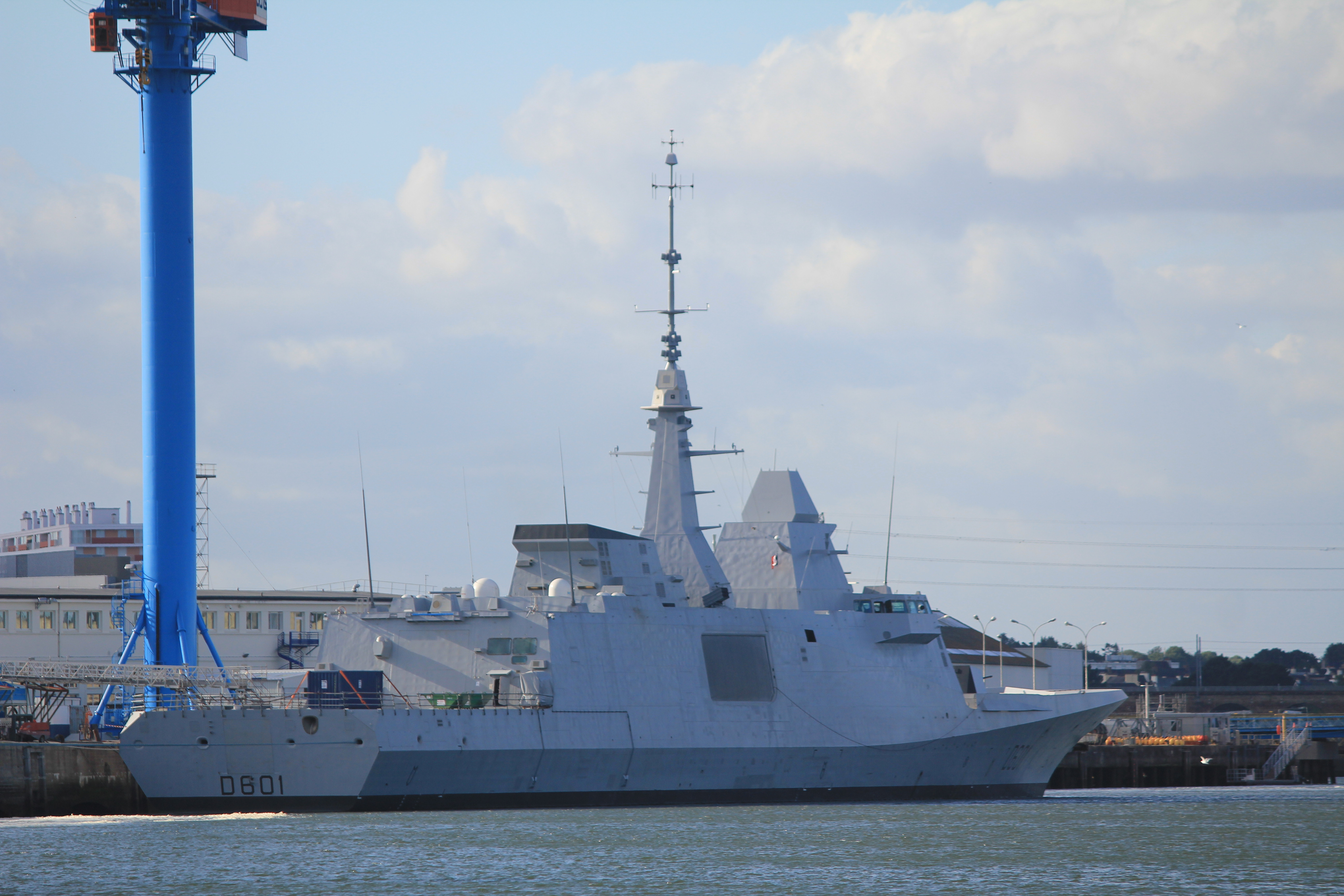
Mohammed VI, o fregată multifuncțională FREMM a Marinei Regale a Marocului

Forțele armate ale Marocului sunt reprezentate de Forțele Armate Regale, care includ Armata (cea mai mare ramură), Marina, Forțele Aeriene, Garda Regală, Jandarmeria Regală și Forțele Auxiliare. Securitatea internă este, în general, eficientă, iar actele de violență politică sunt rare (cu o excepție notabilă, atentatele cu bombă din Casablanca din 2003, care au provocat 45 de morți).
ONU menține o mică forță de observatori în Sahara Occidentală, unde este staționat un număr mare de trupe marocane. Frontul Polisario sahrawi dispune de o miliție activă estimată la aproximativ 5.000 de luptători în Sahara Occidentală și a fost implicat în războaie intermitente cu forțele marocane încă din anii 1970.

### Drepturile omului
În perioada începutului anilor 1960 până la sfârșitul anilor 1980, sub conducerea lui Hassan al II-lea, Marocul a avut unul dintre cele mai proaste bilanțuri în materie de drepturi ale omului din Africa și din lume. Reprimarea guvernamentală a disidenței politice a fost larg răspândită în timpul conducerii lui Hassan al II-lea, până când aceasta a scăzut semnificativ la mijlocul anilor 1990. Deceniile în care s-au comis abuzuri sunt cunoscute drept Anii de Plumb (les années de plomb), incluzând dispariții forțate, asasinate ale oponenților guvernamentali și protestatarilor, precum și lagăre de internare secrete, cum ar fi Tazmamart. Pentru a investiga abuzurile comise în timpul domniei regelui Hassan al II-lea (1961–1999), guvernul sub conducerea regelui Mohammed al VI-lea a înființat Comisia pentru Echitate și Reconciliere (IER).
Conform unui raport anual al Human Rights Watch din 2016, autoritățile marocane au restricționat drepturile la exprimare pașnică, asociere și adunare prin diverse legi. Autoritățile continuă să acuze presa tipărită și online care critică guvernul, regele sau familia regală. De asemenea, există acuzații persistente de violență împotriva demonstranților pro-independență sahrawi și pro-Polisario în Sahara Occidentală, un teritoriu disputat, ocupat și considerat de Maroc ca parte a Provinciilor sale Sudice. Marocul a fost acuzat de detenția activiștilor sahrawi pro-independență ca prizonieri de conștiință.
Actele homosexuale, precum și relațiile sexuale înainte de căsătorie, sunt ilegale în Maroc și pot fi pedepsite cu închisoare de la șase luni la trei ani. Este, de asemenea, ilegală prozelitismul pentru orice religie în afară de islam (articolul 220 din Codul Penal al Marocului), infracțiune care poate fi pedepsită cu până la 15 ani de închisoare. Violența împotriva femeilor și hărțuirea sexuală au fost incriminate, cu pedepse cuprinse între o lună și cinci ani de închisoare, plus amenzi între 200 și 1.000 de dolari.
Este o infracțiune penală în Maroc să subminezi monarhia; în august 2023, un rezident marocan din Qatar a fost condamnat la cinci ani de închisoare pentru criticarea deciziilor politice ale regelui pe Facebook.

## Economie

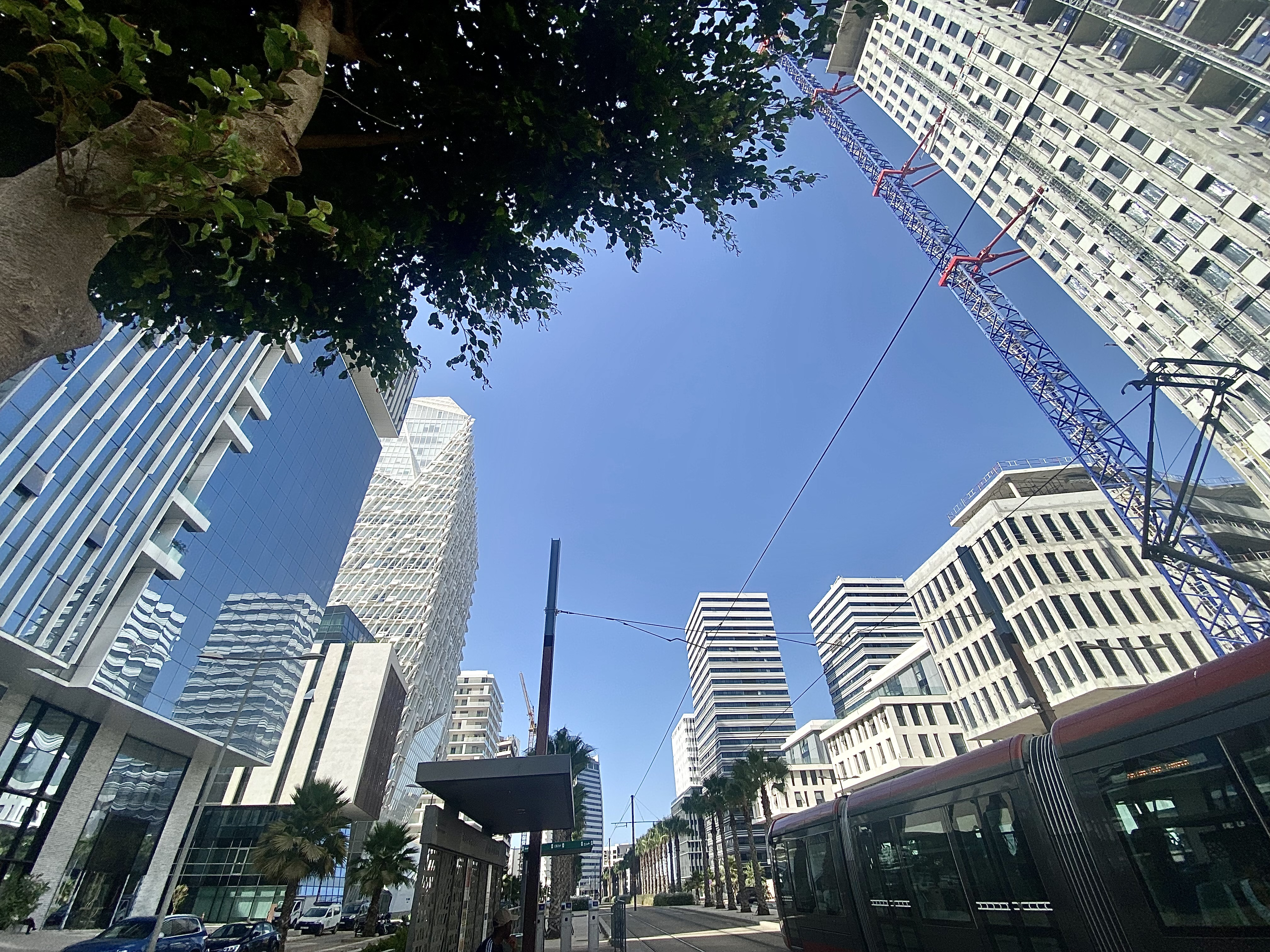
Orașul financiar Casablanca

Economia Marocului este considerată o economie relativ liberală, guvernată de legea cererii și ofertei. Începând din 1993, țara a urmat o politică de privatizare a unor sectoare economice care erau anterior în mâinile guvernului. Marocul a devenit un jucător important în afacerile economice africane și este a șasea cea mai mare economie din Africa în funcție de PIB (PPP). Marocul a fost clasat ca prima țară africană în indexul calității vieții realizat de Economist Intelligence Unit, înaintea Africii de Sud. Cu toate acestea, în anii de după obținerea acestui loc fruntaș, Marocul a coborât pe locul al patrulea, după Egipt.
Reformele guvernamentale și o creștere anuală constantă de 4–5% între 2000 și 2007, inclusiv o creștere medie anuală de 4,9% în perioada 2003–2007, au ajutat economia marocană să devină mult mai robustă în comparație cu anii anteriori. Pentru 2012, Banca Mondială a prognozat o rată de creștere de 4% pentru Maroc și de 4,2% pentru anul următor, 2013.
Sectorul serviciilor contribuie cu puțin peste jumătate din PIB, iar industria, compusă din minerit, construcții și producție, reprezintă încă un sfert. Industriile care au înregistrat cea mai mare creștere sunt turismul, telecomunicațiile, tehnologia informației și textilele.

### Turism

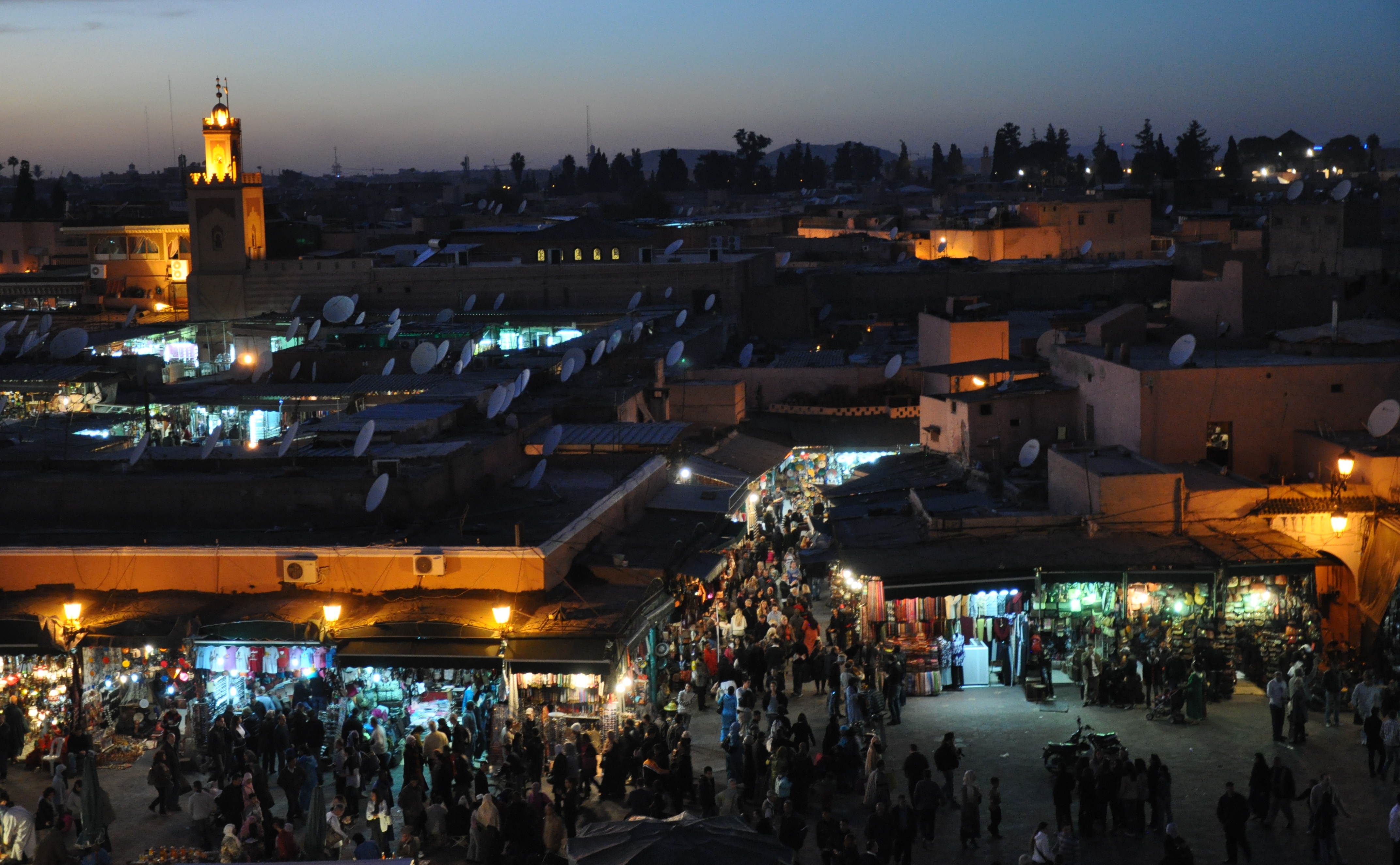
Jemaa el-Fnaa din Marrakech

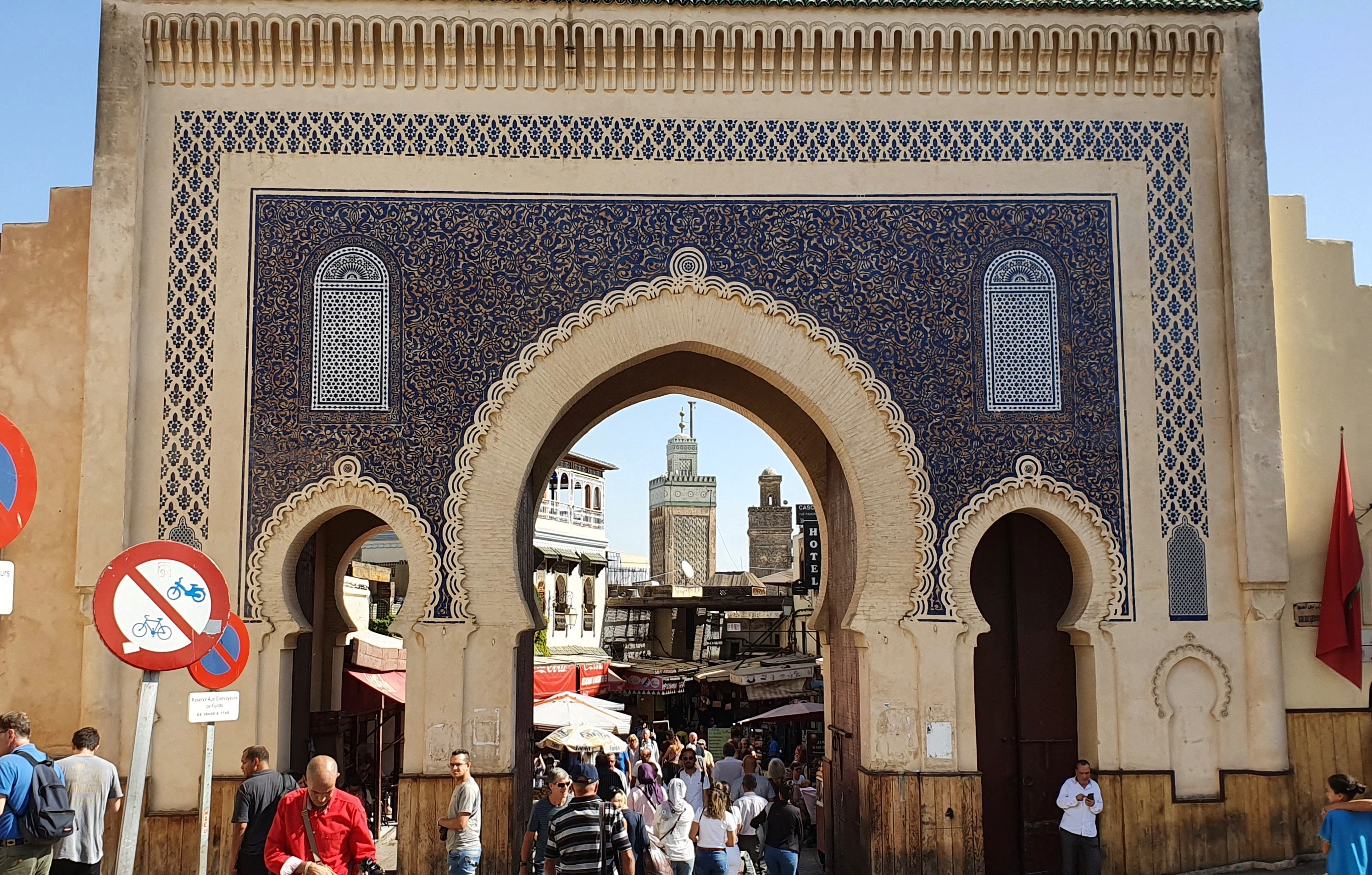
Vedere asupra Medinei (orașul vechi) din Fez

Turismul este unul dintre cele mai importante sectoare ale economiei marocane. Este bine dezvoltat, cu o industrie turistică puternică axată pe coastele, cultura și istoria țării. Marocul a atras peste 13 milioane de turiști în 2019. Turismul este al doilea cel mai mare generator de venituri din valută străină pentru Maroc, după industria fosfaților. Guvernul marocan investește masiv în dezvoltarea turismului, iar în 2010 a lansat strategia Vision 2020, care avea ca obiectiv transformarea Marocului într-una dintre primele 20 de destinații turistice din lume și dublarea numărului anual de sosiri internaționale la 20 de milioane până în 2020, cu speranța că turismul va contribui cu 20% la PIB.
Campanii ample de marketing sponsorizate de guvern pentru atragerea turiștilor au promovat Marocul ca o destinație ieftină și exotică, dar sigură. Majoritatea vizitatorilor în Maroc continuă să fie europeni, francezii reprezentând aproape 20% din totalul vizitatorilor. Majoritatea europenilor vizitează Marocul între aprilie și august. Numărul relativ mare de turiști din Maroc a fost facilitat de locația sa—Marocul este aproape de Europa și atrage vizitatori pe plajele sale. Datorită apropierii de Spania, turiștii din zonele de coastă din sudul Spaniei fac excursii de una până la trei zile în Maroc.
De la stabilirea zborurilor între Maroc și Algeria, mulți algerieni vizitează Marocul pentru cumpărături sau pentru a-și vedea familia și prietenii. Marocul este relativ ieftin datorită devalorizării dirhamului și creșterii prețurilor la hoteluri în Spania. Infrastructura rutieră și feroviară excelentă a Marocului leagă principalele orașe și destinații turistice de porturi și orașe cu aeroporturi internaționale. Companiile aeriene low-cost oferă zboruri la prețuri reduse către Maroc. Turismul este tot mai axat pe cultura Marocului, inclusiv orașele sale vechi. Industria modernă a turismului valorifică siturile antice și islamice ale Marocului, peisajul său și istoria culturală. 60% dintre turiștii Marocului vizitează țara pentru cultura și patrimoniul său.
Agadir este o stațiune majoră de pe coastă și concentrează o treime din nopțile de cazare din Maroc. Este un punct de plecare pentru excursii către Munții Atlas. Alte stațiuni din nordul Marocului sunt, de asemenea, foarte populare.
Casablanca este principalul port de croazieră din Maroc și are cea mai bine dezvoltată piață turistică. Marrakech, situat în centrul Marocului, este o destinație turistică populară, mai ales pentru excursii de una sau două zile care oferă o incursiune în istoria și cultura Marocului. Grădina botanică Majorelle din Marrakech este o atracție turistică apreciată. Grădina a fost cumpărată de designerul Yves Saint-Laurent și Pierre Bergé în 1980, prezența lor în oraș contribuind la creșterea profilului orașului ca destinație turistică.
Din 2006, turismul de aventură și activități în Munții Atlas și Rif este sectorul cu cea mai rapidă creștere din turismul marocan. Aceste locații oferă oportunități excelente pentru drumeții și trekking din martie până în noiembrie. Guvernul investește în circuite pentru drumeții și dezvoltă, de asemenea, turismul deșertic în competiție cu Tunisia.

### Agricultură
Agricultura în Maroc angajează aproximativ 40% din forța de muncă a țării, fiind astfel cel mai mare angajator național. În regiunile ploioase din nord-vest, Orzul, Grâul și alte cereale pot fi cultivate fără irigații. Pe coasta Atlanticului, unde se găsesc câmpii extinse, se cultivă Măsline, Citrice și struguri de vin, în mare parte folosind apă din puțuri arteziene. Se cresc Animale, iar pădurile furnizează plută, Lemn pentru mobilier și materiale de construcție. O parte din populația maritimă se ocupă de pescuit pentru a-și câștiga existența. Agadir, Essaouira, El Jadida și Larache se numără printre porturile de pescuit importante. Atât agricultura, cât și industria pescuitului sunt așteptate să fie grav afectate de schimbările climatice.
Producția agricolă marocană include și portocale, roșii, cartofi, măsline și ulei de măsline. Produsele agricole de înaltă calitate sunt de obicei exportate în Europa. Marocul produce suficient alimente pentru consumul intern, cu excepția cerealelor, zahărului, cafelei și ceaiului. Mai mult de 40% din consumul de cereale și făină al Marocului este importat din Statele Unite și Franța.
Industria agricolă din Maroc a beneficiat de o scutire completă de taxe până în 2013. Mulți critici marocani au afirmat că fermierii bogați și marile companii agricole beneficiau excesiv de pe urma acestei scutiri fiscale, în timp ce fermierii săraci se confruntau cu costuri ridicate și primeau un sprijin foarte slab din partea statului. În 2014, ca parte a Legii Finanțelor, s-a decis ca firmele agricole cu o cifră de afaceri mai mare de 5 milioane MAD să plătească impozite progresive pe profit.

### Infrastructură

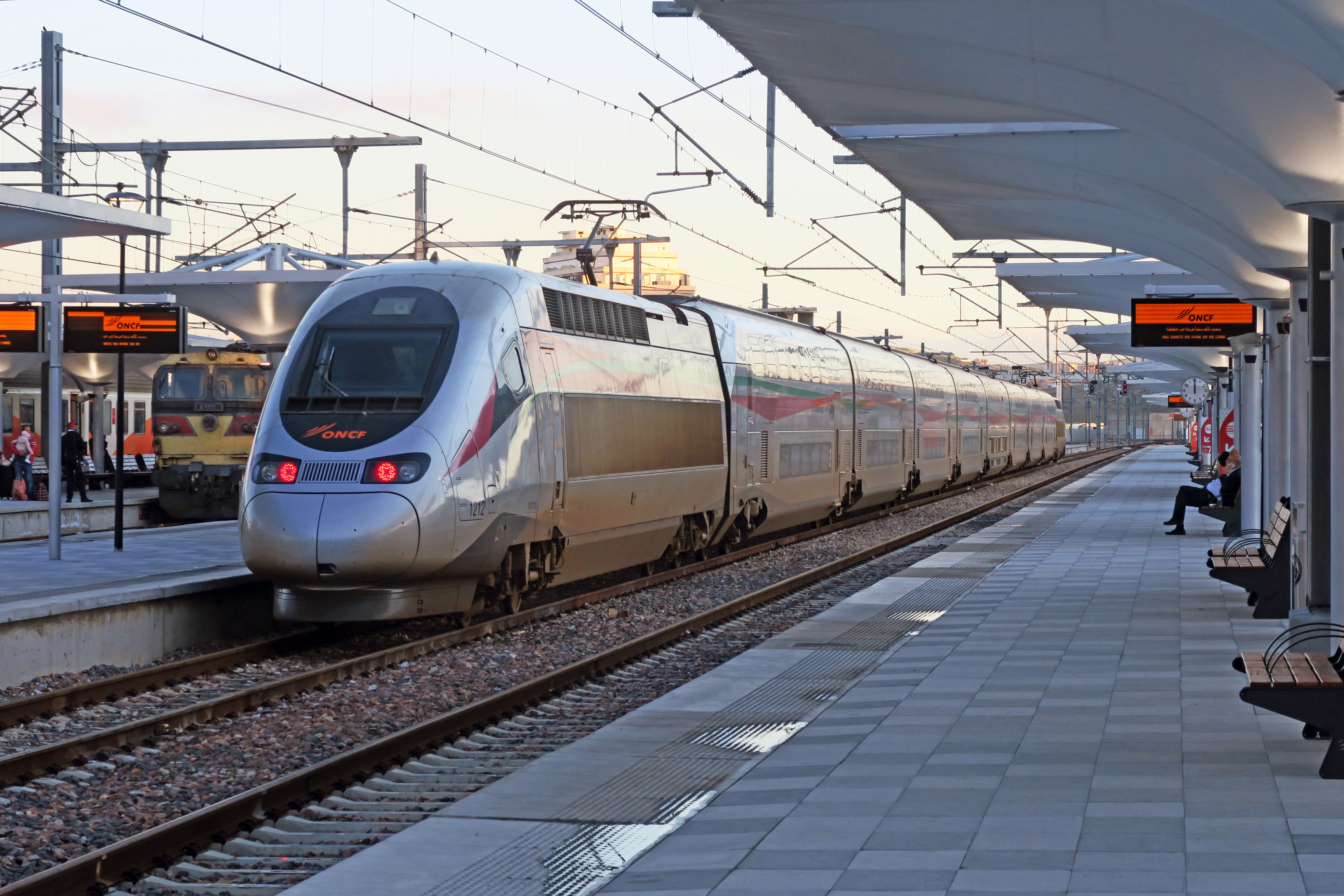
Trenul de mare viteză Al Boraq RGV2N2 la gara Tanger-Ville în luna noiembrie a anului 2018

Conform Raportului Global al Competitivității din 2019, Marocul s-a clasat pe locul 32 la nivel mondial în ceea ce privește drumurile, pe locul 16 pentru transportul maritim, pe locul 45 pentru transportul aerian și pe locul 64 pentru căile ferate. Aceste rezultate plasează Marocul pe primul loc în Africa în ceea ce privește infrastructura.
Dezvoltarea infrastructurii moderne, precum porturi, aeroporturi și legături feroviare, este o prioritate majoră a guvernului. Pentru a satisface cererea internă în creștere, guvernul marocan a investit peste 15 miliarde de dolari între 2010 și 2015 în modernizarea infrastructurii de bază.
Marocul are unul dintre cele mai bune sisteme rutiere de pe continent. În ultimele două decenii, guvernul a construit aproximativ 1.770 de kilometri de drumuri moderne, conectând majoritatea orașelor importante prin autostrăzi cu taxă. Ministerul marocan al Echipamentelor, Transporturilor, Logisticii și Apei intenționează să construiască încă 3.380 de kilometri de drumuri expres și 2.100 de kilometri de autostrăzi până în 2030, cu un cost estimat la 9,6 miliarde de dolari, punând accent pe conectarea provinciilor sudice, în special orașele Laayoune și Dakhla, cu restul țării.
În 2014, Marocul a început construcția primului sistem de cale ferată de mare viteză din Africa, care leagă orașele Tanger și Casablanca. Acesta a fost inaugurat în 2018 de către rege, după mai bine de un deceniu de planificare și construcție realizate de compania națională de căi ferate ONCF. Este prima fază din ceea ce se preconizează a fi o rețea feroviară de mare viteză de 1.500 de kilometri în Maroc. O extindere a liniei către Marrakesh este deja în faza de planificare.
Marocul găzduiește, de asemenea, cel mai mare port din Africa și din zona mediteraneană, Tanger-Med, care ocupă locul 18 la nivel mondial, având o capacitate de manipulare de peste 9 milioane de containere. Acesta este situat în zona economică liberă Tanger și servește drept un hub logistic pentru Africa și pentru restul lumii.

### Energie

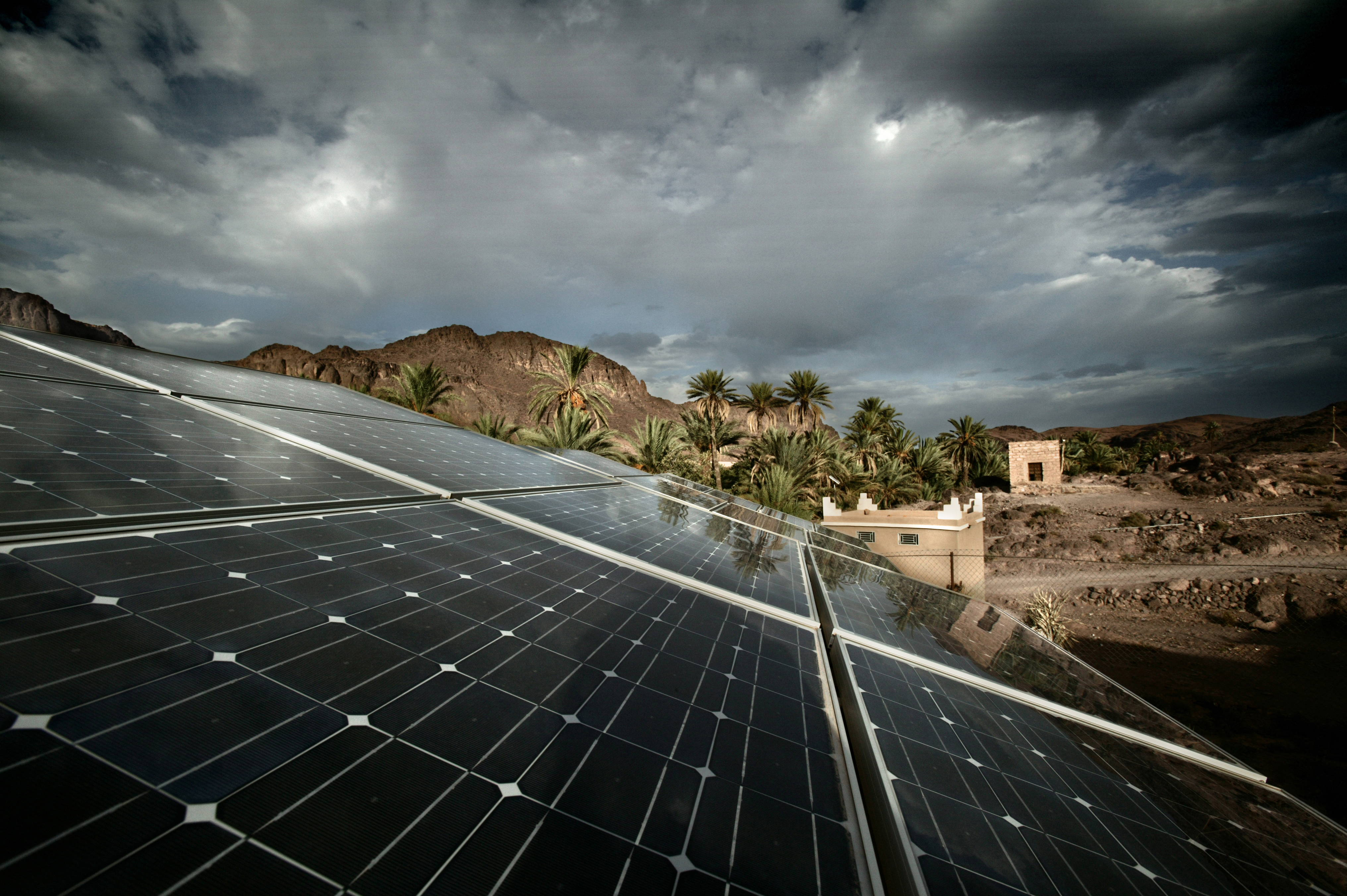
Panouri cu celule solare în estul Marocului

În 2008, aproximativ 56% din energia electrică a Marocului era produsă pe bază de cărbune. Cu toate acestea, având în vedere prognozele care indică o creștere anuală de 6% a cererii de energie între 2012 și 2050, a fost adoptată o nouă lege care încurajează diversificarea surselor de energie, inclusiv utilizarea resurselor regenerabile. Guvernul marocan a lansat un proiect pentru construirea unei centrale electrice solare termice și explorează, de asemenea, utilizarea gazului natural ca o potențială sursă de venit pentru stat.
Marocul a demarat construcția unor mari ferme solare pentru a reduce dependența de combustibili fosili și, pe termen lung, pentru a exporta energie electrică către Europa.
Pe 17 aprilie 2022, agenția marocană pentru energie solară (Masen) și Ministerul Tranziției Energetice și Dezvoltării Durabile au anunțat lansarea primei faze a mega-proiectului de energie solară Noor II. Acesta este un proiect solar multi-locație, cu o capacitate totală planificată de 400 megawați (MW).

### Narcotice

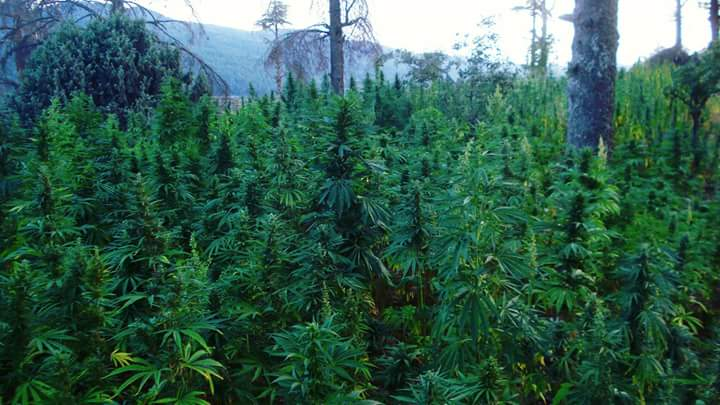
Câmp de canabis la muntele Ketama Tidighine, Maroc

Din secolul al VII-lea, cannabisul a fost cultivat în regiunea Rif. Potrivit Raportului Mondial al Drogurilor al ONU din 2004, cultivarea și transformarea cannabisului au reprezentat 0,57% din PIB-ul național al Marocului în 2002. Conform unui raport din 2006 al Ministerului de Interne al Franței, 80% din rășina de cannabis (hașiș) consumată în Europa provine din regiunea Rif din Maroc, care este în mare parte un teren muntos situat în nordul țării. Această regiune include și câmpii foarte fertile, care se extind de la râul Melwiyya și Ras Kebdana în est până la Tanger și Capul Spartel în vest. De asemenea, regiunea se întinde de la Marea Mediterană în sud, unde se află râul Wergha, până în nord.
În plus, Marocul este un punct de tranzit pentru cocaina din America de Sud, destinată Europei de Vest.

### Alimentare cu apă și canalizare
Aprovizionarea cu apă și canalizarea în Maroc sunt asigurate de o gamă largă de entități. Acestea includ companii private în cel mai mare oraș, Casablanca, în capitala Rabat și în alte două orașe [necesită clarificare], companii municipale publice în alte 13 orașe, precum și o companie națională de electricitate și apă (ONEE). ONEE este responsabilă de furnizarea apei în vrac către utilitățile menționate anterior, de distribuția apei în aproximativ 500 de orașe mici, precum și de canalizare și tratarea apelor uzate în 60 dintre aceste orașe.
În ultimii cincisprezece ani, s-au înregistrat îmbunătățiri semnificative în accesul la apă potabilă și, într-o mai mică măsură, la canalizare. Printre provocările rămase se numără un nivel scăzut al tratării apelor uzate (doar 13% din apele uzate colectate sunt tratate), lipsa racordurilor la rețea în cele mai sărace cartiere urbane și sustenabilitatea limitată a sistemelor rurale (se estimează că 20% dintre acestea nu funcționează).
În 2005, a fost aprobat un Program Național de Canalizare, care urmărește să trateze 60% din apele uzate colectate și să conecteze 80% dintre gospodăriile urbane la rețelele de canalizare până în 2020. Problema lipsei conexiunilor la apă pentru unele dintre cartierele urbane sărace este abordată în cadrul Inițiativei Naționale pentru Dezvoltare Umană, prin care locuitorii așezărilor informale au primit titluri de proprietate și scutiri de taxe care, în mod normal, sunt plătite utilităților pentru conectarea la rețeaua de apă și canalizare.

### Știință și tehnologie

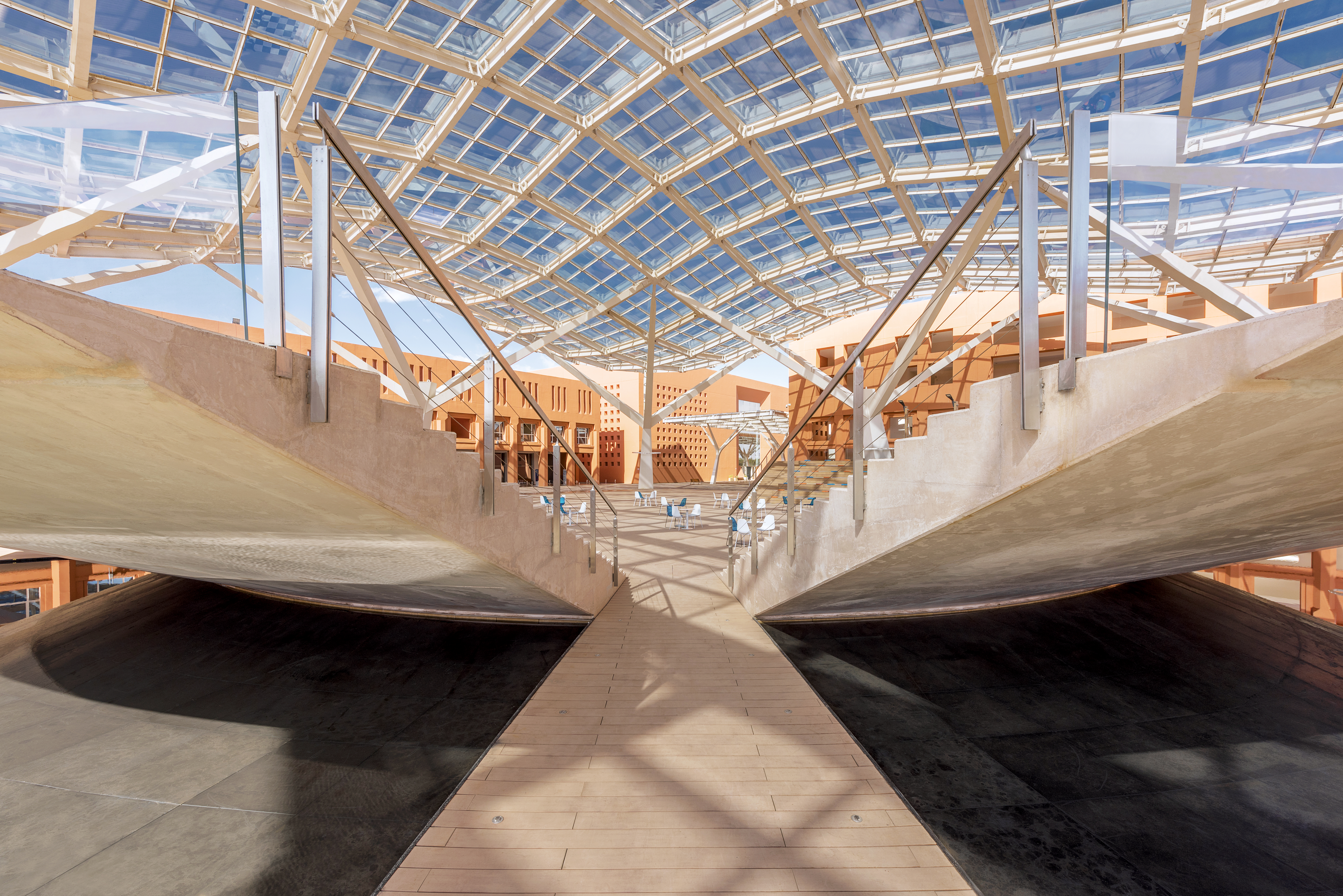
Campusul Universității Politehnice Mohammed VI din Benguerir

Guvernul marocan implementează reforme pentru a îmbunătăți calitatea educației și pentru a face cercetarea mai receptivă la nevoile socio-economice. În mai 2009, prim-ministrul Marocului, Abbas El Fassi, a anunțat un sprijin sporit pentru știință, în cadrul unei întâlniri la Centrul Național pentru Cercetare Științifică și Tehnică. Scopul era de a oferi universităților o autonomie financiară mai mare față de guvern, pentru a le face mai receptive la cerințele cercetării și mai capabile să colaboreze cu sectorul privat, sperând astfel să promoveze o cultură a antreprenoriatului în mediul academic. El a anunțat creșterea investițiilor în știință și tehnologie de la 620.000 de dolari în 2008 la 8,5 milioane de dolari (69 milioane de dirhami marocani) în 2009, pentru a finanța modernizarea și construcția laboratoarelor, cursuri de formare pentru cercetători în management financiar, un program de burse pentru cercetare postuniversitară și măsuri de stimulare pentru companiile dispuse să finanțeze cercetarea, oferindu-le acces la rezultate științifice pe care le pot folosi pentru a dezvolta produse noi. Marocul s-a clasat pe locul 66 în Indicele Global al Inovației în 2024.
Strategia Marocană de Inovare a fost lansată în cadrul primului Summit Național al Inovării din iunie 2009 de către Ministerul Industriei, Comerțului, Investițiilor și Economiei Digitale. Strategia a stabilit obiectivul de a produce 1.000 de brevete marocane și de a crea 200 de start-up-uri inovatoare până în 2014. În 2012, inventatorii marocani au depus cereri pentru 197 de brevete, în creștere față de 152 cu doi ani înainte. În 2011, Ministerul Industriei, Comerțului și Noilor Tehnologii a creat Clubul Marocan de Inovare, în parteneriat cu Oficiul Marocan de Proprietate Industrială și Comercială. Scopul este de a crea o rețea de actori implicați în inovație, incluzând cercetători, antreprenori, studenți și academicieni, pentru a-i sprijini în dezvoltarea proiectelor inovatoare.
Ministerul Învățământului Superior și Cercetării Științifice sprijină cercetarea în tehnologii avansate și dezvoltarea orașelor inovatoare în Fez, Rabat și Marrakesh. Guvernul încurajează instituțiile publice să se implice alături de cetățeni în inovare. Un exemplu este Oficiul Marocan al Fosfaților, care a investit într-un proiect de dezvoltare a unui oraș inteligent, Orașul Verde Mohammed VI, în jurul Universității Mohammed VI, situat între Casablanca și Marrakech, cu un cost de 4,7 miliarde de dirhami (aproximativ 479 milioane de dolari).
Până în 2015, Marocul avea trei parcuri tehnologice. De la înființarea primului tehnoparc în Rabat, în 2005, a fost creat un al doilea în Casablanca, urmat, în 2015, de un al treilea în Tanger. Aceste tehnoparcuri găzduiesc start-up-uri și întreprinderi mici și mijlocii specializate în tehnologiile informației și comunicațiilor (TIC), tehnologii „verzi” (prietenoase cu mediul) și industrii culturale.
În 2012, Academia Hassan II pentru Știință și Tehnologie a identificat mai multe sectoare în care Marocul are un avantaj comparativ și capital uman calificat, inclusiv mineritul, pescuitul, chimia alimentară și noile tehnologii. De asemenea, a evidențiat sectoare strategice precum energia, cu un accent pe energiile regenerabile, cum ar fi energia solară fotovoltaică, energia solară termică, energia eoliană și biomasa, precum și sectoarele de apă, nutriție, sănătate, mediu și geostiințe.
Pe 20 mai 2015, la mai puțin de un an de la înființare, Consiliul Superior pentru Educație, Formare și Cercetare Științifică a prezentat regelui un raport care oferă o Viziune pentru Educația în Maroc 2015–2030. Raportul a pledat pentru egalitatea în educație, astfel încât să fie accesibilă pentru un număr cât mai mare de oameni. Dat fiind că îmbunătățirea calității educației este strâns legată de promovarea cercetării și dezvoltării, raportul a recomandat dezvoltarea unui sistem național integrat de inovare, finanțat prin creșterea graduală a cotei din PIB alocată cercetării și dezvoltării, de la 0,73% din PIB în 2010, la 1% pe termen scurt, 1,5% până în 2025 și 2% până în 2030.

## Demografie

### Populație
Marocul are o populație de aproximativ 37.076.584 de locuitori (estimare pentru 2021). Populația Marocului era de 11,6 milioane în 1960. Conform recensământului populației din Maroc din 2014, în țară se aflau aproximativ 84.000 de imigranți. Dintre aceștia, majoritatea proveneau din Franța, urmați de persoane originare din diverse țări din Africa de Vest și Algeria. Există, de asemenea, un număr de rezidenți străini de origine spaniolă. Unii dintre aceștia sunt descendenți ai coloniștilor, care lucrează în principal pentru companii multinaționale europene, în timp ce alții sunt căsătoriți cu marocani sau sunt pensionari.
Înainte de independență, Marocul găzduia o jumătate de milion de europeni, majoritatea creștini. De asemenea, înainte de independență, Marocul avea 250.000 de rezidenți spanioli. Comunitatea evreiască, cândva proeminentă, a scăzut semnificativ de la un vârf de 265.000 în 1948, ajungând la aproximativ 3.500 în 2022.
Marocul are o diasporă numeroasă, cea mai mare parte fiind situată în Franța, unde se estimează că trăiesc peste un milion de marocani, până la a treia generație. De asemenea, există comunități mari de marocani în Spania (aproximativ 700.000), în Țările de Jos (360.000) și în Belgia (300.000). Alte comunități importante se găsesc în Italia, Canada, Statele Unite și Israel, unde evreii marocani constituie al doilea cel mai mare subgrup etnic evreiesc.

#### Grupuri etnice

Harta etnolingvistică a Marocului (1973)

În Maroc, identitatea etnică este strâns legată de limbă și cultură, populația fiind alcătuită în principal din două grupuri majore: arabi și berberi. Cu toate acestea, Comisia Superioară de Planificare, biroul național de statistică al țării, nu colectează date despre demografia etnică, invocând dificultatea istorică de a distinge între arabi și berberi, chiar și în rândul vorbitorilor de limbă berberă.
Arabii formează cel mai mare și predominant grup etnic, reprezentând între 65% și 80% din populația Marocului. Se estimează că berberii indigeni, cunoscuți și sub denumirea de amazighi, constituie între 30% și 35% din populație. Berberii sunt împărțiți în trei grupuri principale, fiecare cu dialecte variate, care trăiesc răspândiți în zone rurale montane: rifienii din Munții Rif, zayanii din Atlasul Mijlociu și shilhii din Anti-Atlas. Începând cu secolul al VII-lea, fluxul de migranți arabi din Peninsula Arabică a contribuit la conturarea peisajului demografic, cultural și genetic al Marocului.
De asemenea, o parte semnificativă a populației include grupuri precum haratin, sahrawii și gnawa, descendenți ai populațiilor vest-africane înrobite sau de rasă mixtă, precum și moriscos, musulmani europeni expulzați din Spania și Portugalia în secolul al XVII-lea.
Potrivit Encyclopædia Britannica, 44% dintre marocani sunt arabi, 24% sunt berberi arabizați, 21% sunt berberi și 10% sunt mauri mauritani. De asemenea, conform estimărilor Minority Rights Group International, aproximativ 90.000 de sahrawi locuiesc în Marocul recunoscut internațional, comparativ cu circa 190.000 în Sahara Occidentală, regiunea disputată.

### Religie

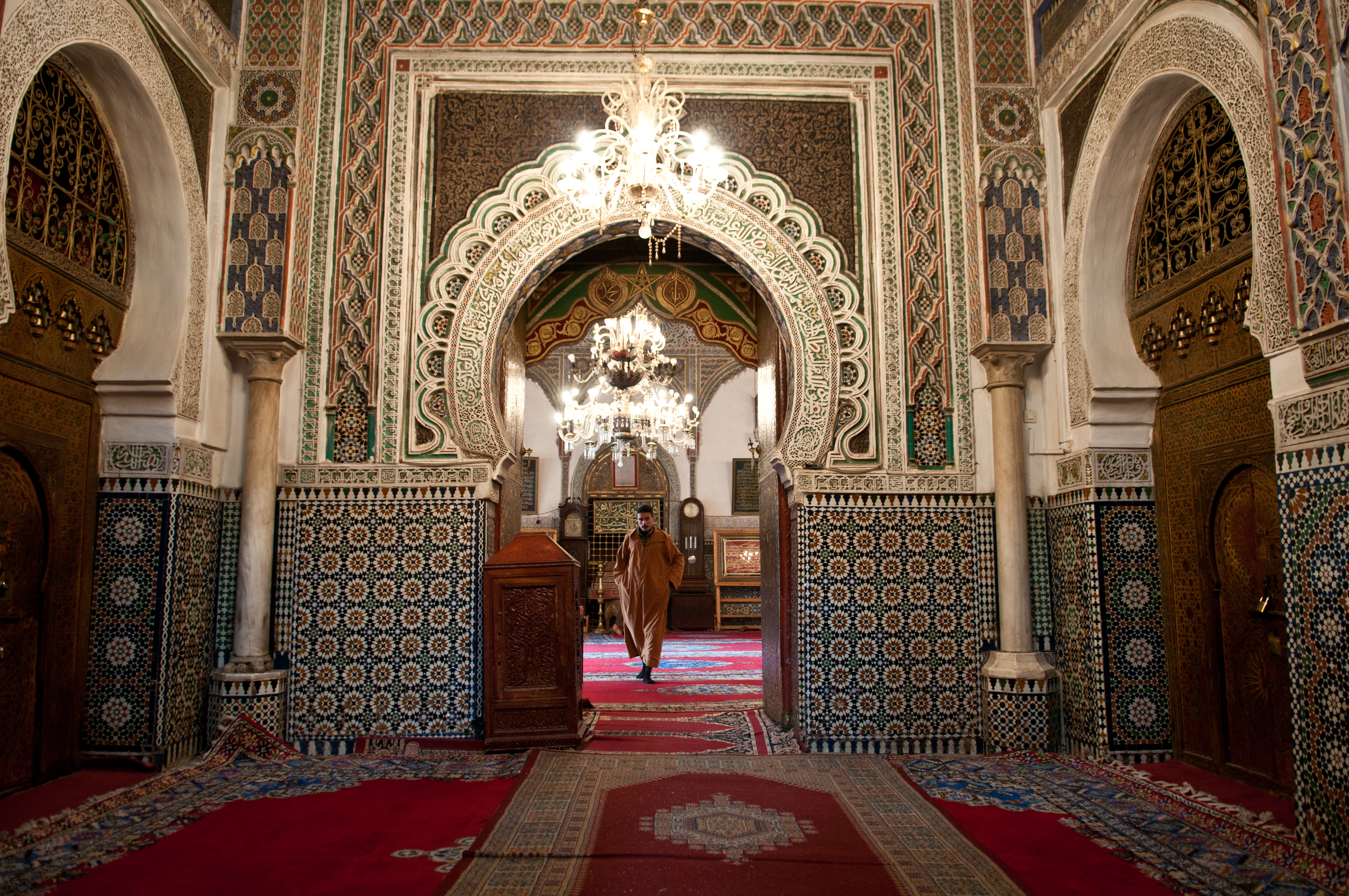
Interiorul unei moschei din Fes, Islamul este religia predominantă în Maroc

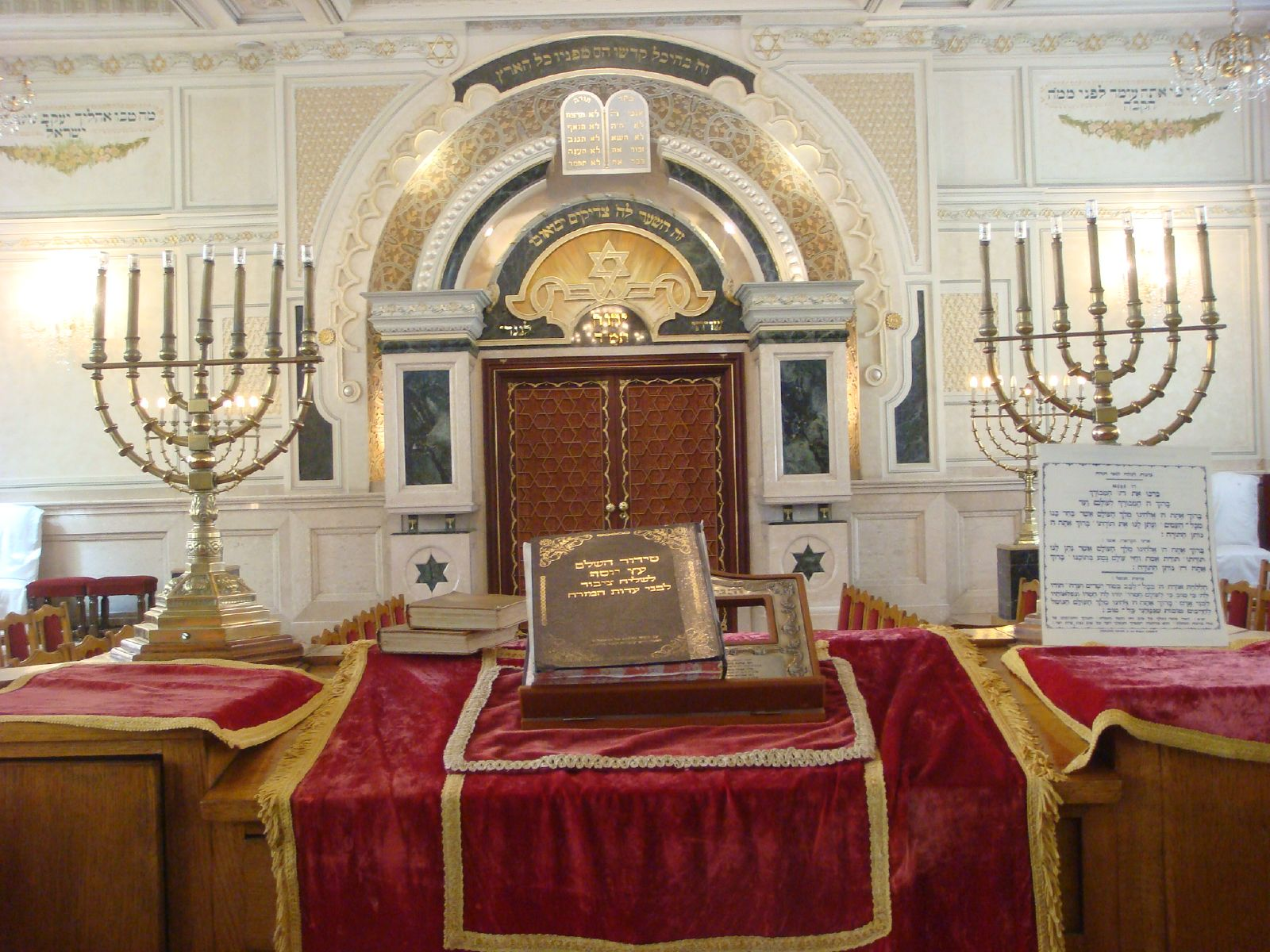
Sinagoga Beth-El din Casablanca, iudaismul a fost principala religie minoritară din Maroc

Afilierea religioasă în Maroc a fost estimată în 2010 de Pew Forum ca fiind 99% musulmană, toate celelalte grupuri reprezentând mai puțin de 1% din populație. Dintre cei afiliați islamului, aproape toți sunt musulmani sunniți, în timp ce musulmanii șiiți reprezintă mai puțin de 0,1%. Cu toate acestea, aproximativ 15% dintre marocani se descriau ca fiind nereligioși, conform unui sondaj realizat în 2018 de rețeaua de cercetare Arab Barometer; același sondaj arăta că aproape 100% dintre respondenți se identificau ca musulmani. Un alt sondaj al Arab Barometer din 2021 a relevat că 67,8% dintre marocani se identificau ca religioși, 29,1% ca oarecum religioși, iar 3,1% ca nereligioși. În 2015, un sondaj Gallup International a raportat că 93% dintre marocani se considerau religioși.
Înainte de independență, Marocul găzduia peste 500.000 de creștini (în mare parte de origine spaniolă și franceză). Mulți coloniști creștini au plecat în Spania sau Franța după independența din 1956. Comunitatea creștină străină rezidentă, predominant catolică și protestantă, este formată din aproximativ 40.000 de membri practicanți. Majoritatea creștinilor rezidenți străini locuiesc în zonele urbane Casablanca, Tanger, Marrakesh și Rabat. Diferite surse locale estimează că, între 2005 și 2010, există aproximativ 5.000 de creștini convertiți cetățeni marocani (majoritatea berberi), care frecventează în mod regulat biserici de tip „casnic” și trăiesc predominant în sud. Unele estimări locale indică până la 8.000 de cetățeni creștini în întreaga țară, dar mulți nu se întâlnesc regulat din cauza temerilor de supraveghere guvernamentală și persecuție socială. Asociația Marocană pentru Drepturile Omului estimează existența a aproximativ 25.000 de creștini cetățeni. Numărul marocanilor convertiți la creștinism (majoritatea dintre ei fiind credincioși discreți) este estimat între 8.000 și 50.000.
Înainte de fondarea Statului Israel în 1948, Marocul avea aproximativ 265.000 de evrei, fiind astfel comunitatea evreiască cea mai mare din lumea musulmană. Cele mai recente estimări plasează dimensiunea comunității evreiești istorice din Casablanca la aproximativ 2.500 de membri, iar cele din Rabat și Marrakesh la câte aproximativ 100 de membri fiecare. Restul populației evreiești este dispersat în întreaga țară, fiind compusă în mare parte din persoane în vârstă, cu un număr tot mai mic de tineri. Comunitatea de credincioși Bahá’í, situată în zonele urbane, numără între 350 și 400 de persoane.

### Limbi

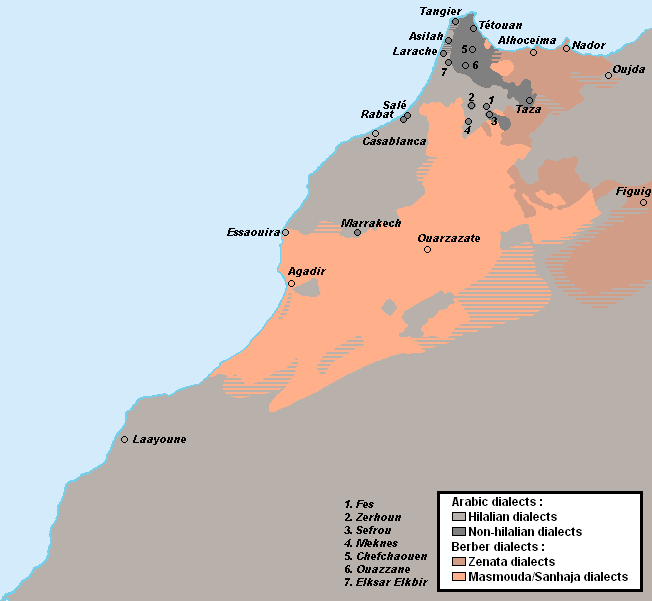
Harta lingvistică a Marocului

Limbile oficiale ale Marocului sunt araba și berbera. Grupul distinctiv de dialecte arabe marocane este cunoscut sub numele de Darija. Aproximativ 89,8% din întreaga populație poate comunica într-o anumită măsură în araba marocană. Limba berberă este vorbită în trei dialecte principale (Tarifit, Tashelhit și Tamazight din Atlasul Central). În 2008, Frédéric Deroche a estimat că existau 12 milioane de vorbitori de berberă, reprezentând aproximativ 40% din populație. Recensământul populației din 2004 a raportat că 28,1% din populație vorbește limba berberă.
Franceza este utilizată pe scară largă în instituțiile guvernamentale, mass-media, companii de dimensiuni medii și mari, comerțul internațional cu țările francofone și, adesea, în diplomația internațională. Franceza este predată ca limbă obligatorie în toate școlile. În 2010, Marocul avea 10.366.000 de vorbitori de franceză, reprezentând aproximativ 32% din populație.
Conform recensământului din 2004, 2,19 milioane de marocani vorbeau o limbă străină alta decât franceza. Deși mult în urma francezei în ceea ce privește numărul de vorbitori, engleza este prima limbă străină aleasă, deoarece franceza este obligatorie, printre tinerii educați și profesioniști.
Potrivit Ethnologue, în 2016, existau 1.536.590 de persoane în Maroc (aproximativ 4,5% din populație) care vorbeau spaniola. Spaniola este vorbită în principal în nordul Marocului și în fostul Sahara Spaniolă, deoarece Spania a ocupat anterior aceste regiuni. Un studiu din 2018 al Instituto Cervantes a identificat 1,7 milioane de marocani care aveau cel puțin un nivel de competență în spaniolă, plasând Marocul ca țara cu cei mai mulți vorbitori de spaniolă din afara lumii hispanofone (cu excepția Statelor Unite, dacă acestea sunt excluse). O parte semnificativă a nordului Marocului recepționează mass-media spaniolă, semnale de televiziune și posturi de radio, ceea ce facilitează competența lingvistică în regiune.
După ce Marocul și-a declarat independența în 1956, franceza și araba au devenit principalele limbi de administrație și educație, ceea ce a dus la scăderea rolului limbii spaniole.

### Educație

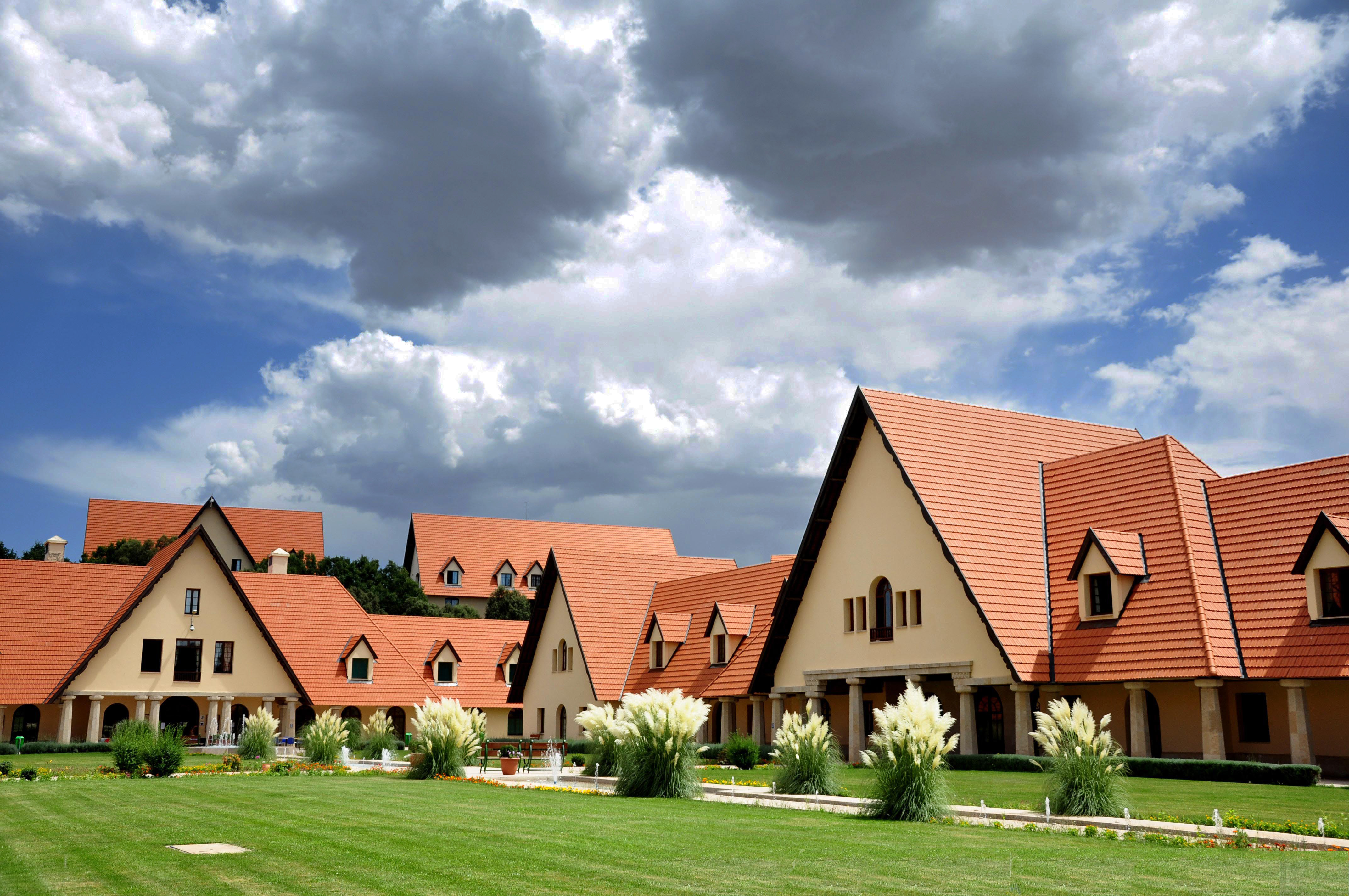
Universitatea Al Akhawayn din Ifrane

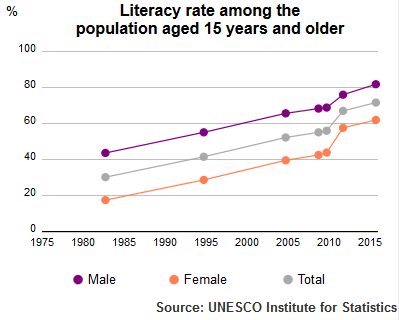
Rata de alfabetizare UIS Populația Marocului cu vârsta peste 15 ani 1980–2015

Educația în Maroc este gratuită și obligatorie până la finalizarea școlii primare. Rata estimată de alfabetizare a țării în 2012 era de 72%. În septembrie 2006, UNESCO a acordat Marocului, alături de alte țări precum Cuba, Pakistan, India și Turcia, „Premiul UNESCO pentru Alfabetizare 2006”.
Marocul are peste patru duzini de universități, institute de învățământ superior și politehnici, răspândite în centrele urbane din întreaga țară. Printre instituțiile de frunte se numără Universitatea Mohammed V din Rabat, cea mai mare universitate din țară, cu filiale în Casablanca și Fès; Institutul Hassan II de Agricultură și Medicină Veterinară din Rabat, care desfășoară cercetări de vârf în științele sociale, pe lângă specializările sale agricole; și Universitatea Al-Akhawayn din Ifrane, prima universitate cu predare în limba engleză din Africa de Nord-Vest, inaugurată în 1995 cu contribuții din partea Arabiei Saudite și a Statelor Unite.
Universitatea al-Qarawiyin, fondată de Fatima al-Fihri în orașul Fez în 859 ca madrasa, este considerată de unele surse, inclusiv UNESCO, drept „cea mai veche universitate din lume”. Marocul are, de asemenea, câteva școli postuniversitare prestigioase, printre care: Universitatea Politehnică Mohammed VI, Institutul Național al Poștei și Telecomunicațiilor, École Nationale Supérieure d'Électricité et de Mécanique (ENSEM), EMI, ISCAE, INSEA, Școala Națională a Industriei Miniere, École Hassania des Travaux Publics, Școlile Naționale de Comerț și Management, precum și École Supérieure de Technologie din Casablanca.

### Sănătate

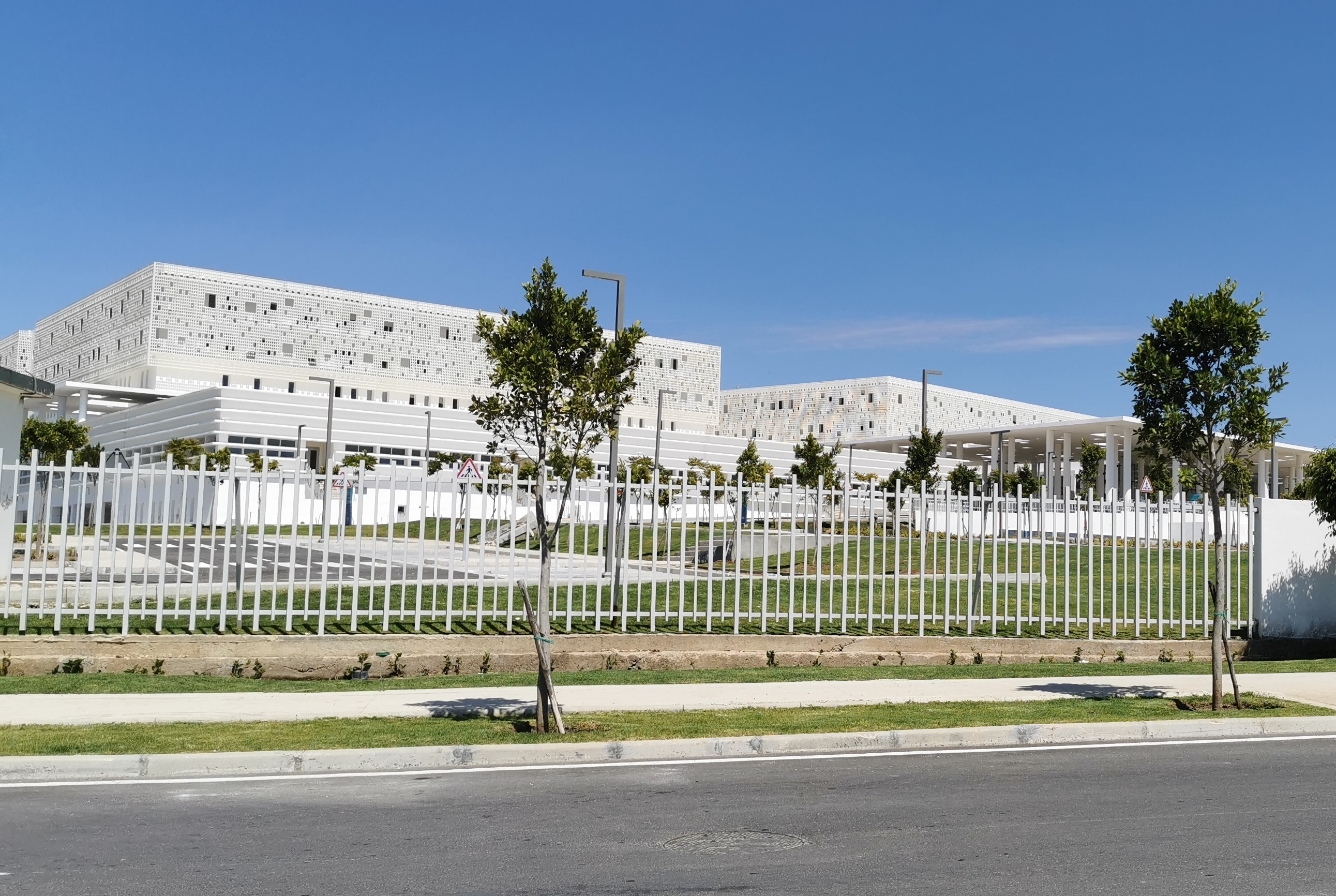
Centrul Spitalului Universitar Mohammed VI din Tanger

Multe eforturi sunt depuse de către țările din întreaga lume pentru a aborda problemele de sănătate și a eradica bolile, inclusiv Marocul. Sănătatea copiilor, sănătatea maternă și bolile sunt toate componente ale sănătății și bunăstării. Marocul este o țară în dezvoltare care a făcut progrese semnificative în îmbunătățirea acestor domenii. Cu toate acestea, Marocul se confruntă încă cu multe probleme de sănătate care necesită îmbunătățiri. Conform cercetărilor publicate, în 2005 doar 16% dintre cetățenii din Maroc aveau asigurare de sănătate sau acoperire. Potrivit datelor de la Banca Mondială, Marocul înregistrează rate ridicate de mortalitate infantilă, de 20 de decese la 1.000 de nașteri (2017) și rate mari de mortalitate maternă, de 121 de decese la 100.000 de nașteri (2015).
Guvernul Marocului a implementat sisteme de supraveghere în cadrul sistemului de sănătate existent pentru a monitoriza și colecta date. Educația de masă în domeniul igienei este implementată în școlile de învățământ primar, care sunt gratuite pentru rezidenții Marocului. În 2005, guvernul Marocului a aprobat două reforme pentru a extinde acoperirea asigurărilor de sănătate. Prima reformă a fost un plan de asigurare de sănătate obligatoriu pentru angajații din sectorul public și privat, care a extins acoperirea de la 16% la 30% din populație. A doua reformă a creat un fond pentru a acoperi serviciile pentru persoanele sărace. Ambele reforme au îmbunătățit accesul la îngrijiri de sănătate de calitate. Mortalitatea infantilă a cunoscut o îmbunătățire semnificativă față de 1960, când erau 144 de decese la 1.000 de nașteri vii, în 2000 erau 42 la 1.000 de nașteri vii, iar acum este de 20 la 1.000 de nașteri vii. Rata mortalității la copii sub 5 ani a scăzut cu 60% între 1990 și 2011.
Conform datelor de la Banca Mondială, rata actuală de mortalitate este încă foarte ridicată, de peste șapte ori mai mare decât în țara vecină, Spania. În 2014, Marocul a adoptat un plan național pentru a accelera progresul în sănătatea maternă și infantilă. Planul Marocan a fost lansat de ministrul sănătății al Marocului, El Houssaine Louardi, și Ala Alwan, directorul regional al OMS pentru Regiunea Mediteraneană de Est, pe 13 noiembrie 2013, în Rabat. Marocul a făcut progrese semnificative în reducerea mortalității atât în rândul copiilor, cât și al mamelor. Conform datelor Băncii Mondiale, raportul mortalității materne al țării a scăzut cu 67% între 1990 și 2010. În 2014, cheltuielile pentru sănătate reprezentau 5,9% din PIB-ul țării. De la 2014, cheltuielile pentru sănătate ca procent din PIB au scăzut, însă cheltuielile pentru sănătate per capita (PPP) au crescut constant din 2000. În 2015, cheltuielile pentru sănătate în Maroc erau de 435,29 USD per capita. În 2016, speranța de viață la naștere era de 74,3 ani, respectiv 73,3 ani pentru bărbați și 75,4 ani pentru femei, iar țara avea 6,3 medici și 8,9 asistente și moașe la 10.000 de locuitori. În 2017, Marocul se afla pe locul 16 din 29 de țări în cadrul Indicelui Global de Bunăstare a Tineretului. Tinerii din Maroc au o rată mai scăzută a autovătămării comparativ cu media globală, cu o diferență de 4 cazuri pe an.

## Cultură

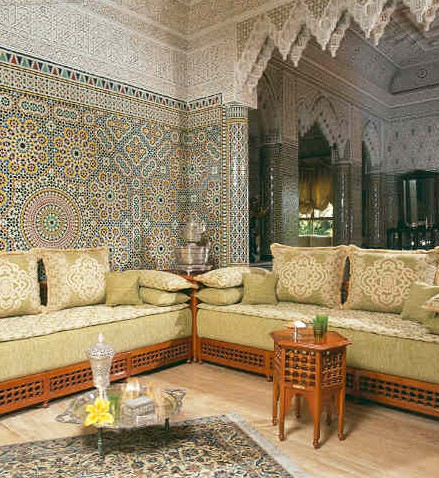
O cameră de zi cu un interior tradițional marocan

Marocul este o țară cu o cultură și civilizație bogate. De-a lungul istoriei sale, a găzduit multe popoare, toate având un impact asupra structurii sociale a Marocului.
De la obținerea independenței, a avut loc o adevărată înflorire în domeniul picturii și sculpturii, muzicii populare, teatrului amator și realizării de filme. Teatrul Național Marocan (fondat în 1956) oferă producții regulate ale lucrărilor dramatice marocane și franceze. Festivalurile de artă și muzică au loc pe tot parcursul verii în întreaga țară, printre acestea aflându-se Festivalul Muzicii Sacre din Fès.
Fiecare regiune deține specificitățile sale, contribuind astfel la cultura națională și la moștenirea civilizației. Marocul a stabilit printre prioritățile sale de vârf protejarea moștenirii sale diverse și conservarea patrimoniului cultural.
Din punct de vedere cultural, Marocul a reușit întotdeauna să combine moștenirea sa culturală arabă, berberă și evreiască cu influențe externe, cum ar fi cele franceze și spaniole și, în ultimele decenii, stilurile de viață anglo-americane.

### Arhitectură

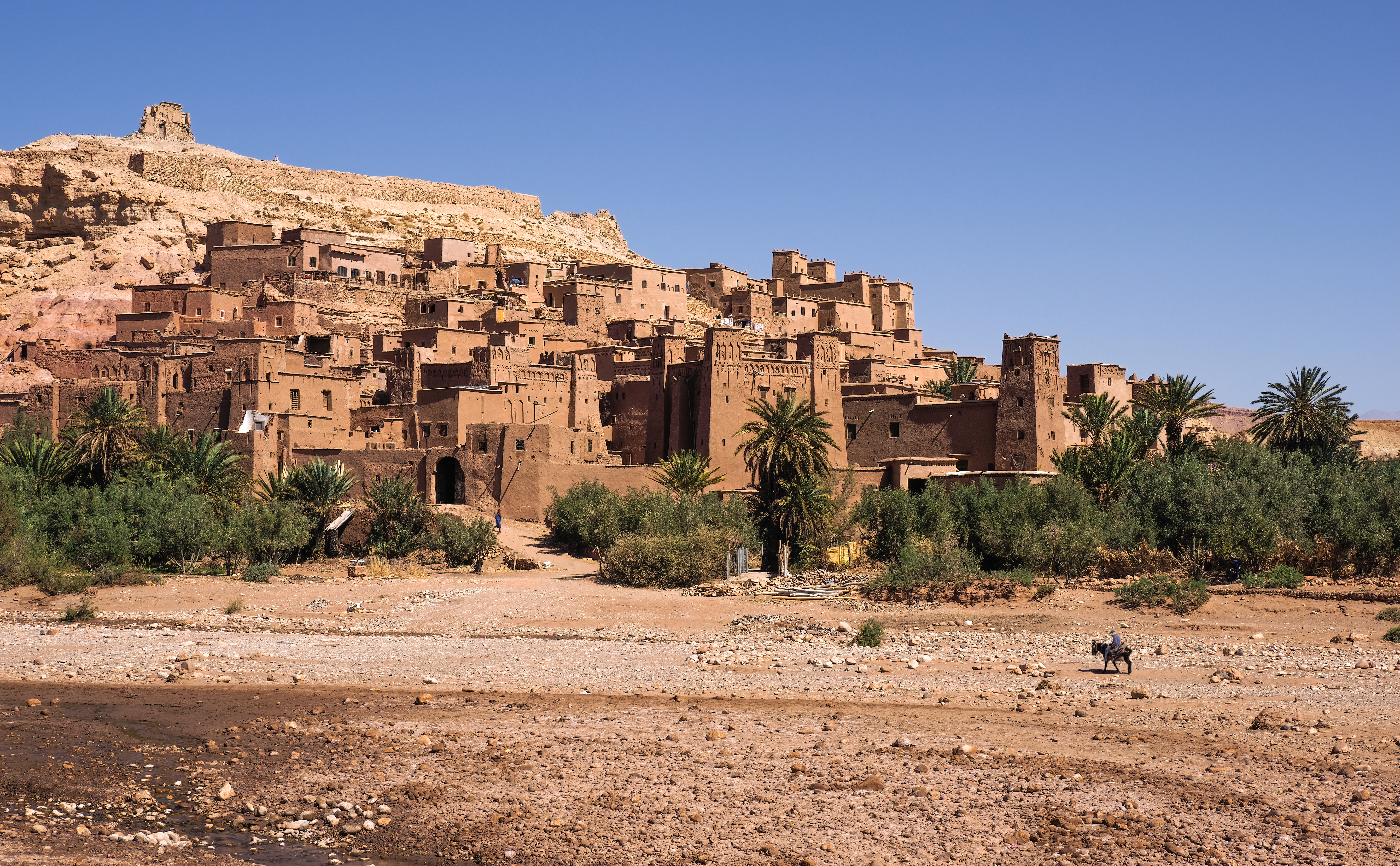
Ksarul din Ait Benhaddou din sudul munților Atlasului Înalt

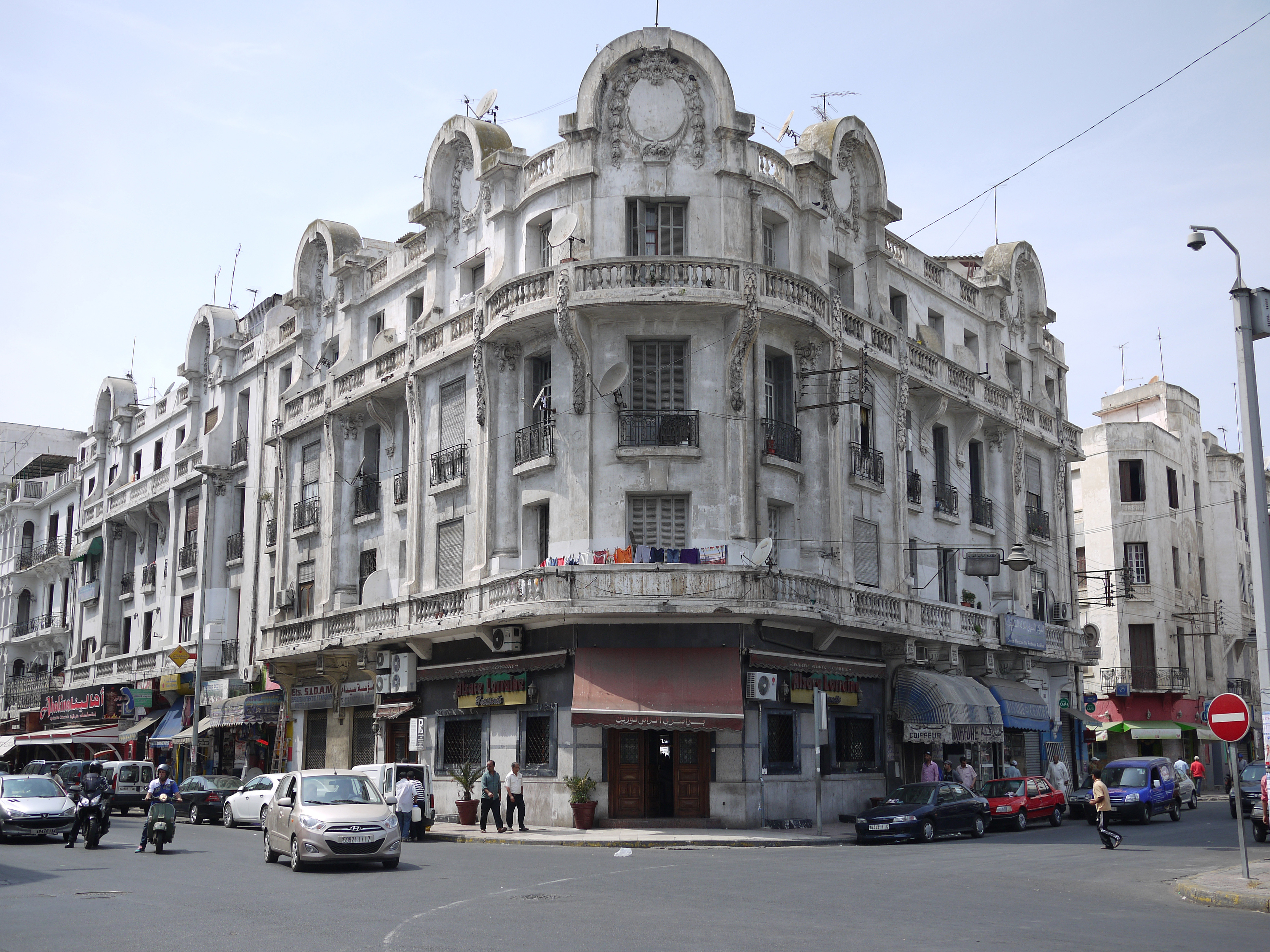
Arhitectura colonială în Casablanca (secolul XX)

Arhitectura marocană reflectă diversitatea geografică și istoria îndelungată a Marocului, marcată de valuri succesive de colonizatori, atât prin migrație, cât și prin cuceriri militare. Această moștenire arhitecturală include situri romane antice, arhitectură islamică istorică, arhitectură vernaculară locală, arhitectură colonială franceză din secolul XX și arhitectură modernă.
Marea majoritate a arhitecturii tradiționale marocane este marcată de stilul care s-a dezvoltat în perioada islamică, din secolul VII încoace. Această arhitectură face parte dintr-o tradiție mai largă de arhitectură „maurică” sau islamică vestică, care a caracterizat atât Maghreb-ul (Maroc, Algeria și Tunisia), cât și al-Andalus (Spania și Portugalia musulmane). Ea a îmbinat influențe din cultura amazigh (berberă) din Nordul Africii, din Spania pre-islamică (romano-bizantină și vizigotă) și din curentele artistice contemporane din Orientul Mijlociu islamic, elaborând un stil unic de-a lungul secolelor, cu trăsături recognoscibile, cum ar fi arcada în formă de potcoavă, grădinile riad, și motive geometrice și arabesce elaborate în lemn, stucco sculptat și mozaicuri de zellij.
Deși arhitectura amazigh marocană nu este strict separată de restul arhitecturii marocane, multe structuri și stiluri arhitecturale sunt asociate distinct cu regiunile tradițional amazigh sau dominate de amazigh, cum ar fi Munții Atlas și regiunile din Sahara și pre-Sahara. Aceste regiuni în mare parte rurale sunt marcate de numeroase kasbah-uri (fortărețe) și ksour (village fortificate), modelate de geografia locală și de structurile sociale, dintre care una dintre cele mai faimoase este Ait Benhaddou. Acestea sunt de obicei construite din pământ bătut și decorate cu motive geometrice locale. Departe de a fi izolate de alte curente artistice istorice din jurul lor, popoarele amazigh din Maroc (și din întreaga Africă de Nord) au adaptat formele și ideile arhitecturii islamice la condițiile lor proprii și, la rândul lor, au contribuit la formarea artei islamice vestice, în special în timpul dominației lor politice asupra regiunii în secolele de guvernare Almoravidă, Almohadă și Marinidă.
Arhitectura modernă din Maroc include numeroase exemple de arhitectură Art Deco din începutul secolului XX și arhitectură neo-maurică locală, construite în timpul ocupației coloniale franceze și spaniole a țării între 1912 și 1956 (sau până în 1958 pentru Spania). În a doua jumătate a secolului XX, după ce Marocul și-a recâștigat independența, unele clădiri noi au continuat să aducă un omagiu arhitecturii tradiționale marocane și motivelor sale (chiar și atunci când au fost proiectate de arhitecți străini), așa cum este exemplificat de Mausoleul regelui Mohammed al V-lea (finalizat în 1971) și de imensa Moschee Hassan al II-lea din Casablanca (finalizată în 1993). Arhitectura modernistă este, de asemenea, evidentă în construcțiile contemporane, nu doar pentru structuri obișnuite, dar și pentru proiecte majore de prestigiu.

### Literatură

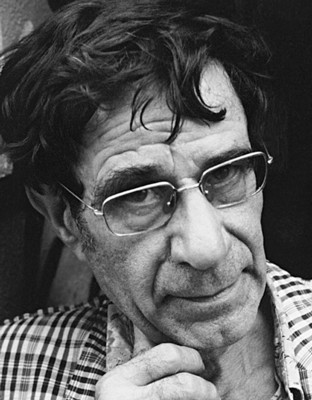
Driss Chraïbi

Literatura marocană este scrisă în principal în arabă, berberă, ebraică și franceză. În special sub imperiile Almoravid și Almohad, literatura marocană era strâns legată de literatura al-Andalus și împărtășea forme poetice și literare importante, cum ar fi zajal, muwashshah și maqama. Literatura islamică, cum ar fi exegeza coranică și alte lucrări religioase, precum Al-Shifa a lui Qadi Ayyad, au avut o influență semnificativă. Universitatea al-Qarawiyyin din Fes a fost un important centru literar, atrăgând învățați din străinătate, inclusiv pe Maimonides, Ibn al-Khatib și Ibn Khaldun.
Sub dinastia Almohad, Marocul a cunoscut o perioadă de prosperitate și de splendoare în învățătură. Almohazii au construit Moscheea Kutubiyya din Marrakeș, care adăpostea nu mai puțin de 25.000 de oameni, dar era, de asemenea, renumită pentru cărțile, manuscrisele, bibliotecile și librăriile sale, care i-au dat numele de prima piață de cărți din istorie. Califul Almohad Abu Yakub avea o mare dragoste pentru colectarea cărților. El a fondat o mare bibliotecă, care a fost în cele din urmă transportată la Casbah și transformată într-o bibliotecă publică.
Literatura modernă marocană a început în anii 1930. Două factori principali au dat Marocului impulsul de a asista la nașterea unei literaturi moderne. Marocul, ca protectorate francez și spaniol, le-a lăsat intelectualilor marocani oportunitatea de a schimba idei și de a produce lucrări literare liber, beneficiind de contactul cu alte literaturi arabe și europene. Trei generații de scriitori au modelat literatura marocană din secolul XX. Prima a fost generația care a trăit și a scris în timpul Protectoratului (1912–56), cel mai important reprezentant fiind Mohammed Ben Brahim (1897–1955).
A doua generație a fost cea care a jucat un rol important în tranziția către independență, cu scriitori precum Abdelkrim Ghallab (1919–2006), Allal al-Fassi (1910–1974) și Mohammed al-Mokhtar Soussi (1900–1963). A treia generație este cea a scriitorilor din anii șaizeci. Literatura marocană a înflorit atunci cu scriitori precum Mohamed Choukri, Driss Chraïbi, Mohamed Zafzaf și Driss El Khouri. Acești scriitori au avut o influență importantă asupra multor romancieri, poeți și dramaturgi marocani care aveau să apară ulterior.
În anii 1950 și 1960, Marocul a fost un refugiu și un centru artistic, atrăgând scriitori precum Paul Bowles, Tennessee Williams și William S. Burroughs. Literatura marocană a înflorit cu romancieri precum Mohamed Zafzaf și Mohamed Choukri, care scriau în arabă, și Driss Chraïbi și Tahar Ben Jelloun, care scriau în franceză. Alți autori importanți din Maroc includ: Abdellatif Laabi, Abdelkrim Ghallab, Fouad Laroui, Mohammed Berrada și Leila Abouzeid. Oratura (literatura orală) este o parte integrantă a culturii marocane, fie în arabă marocană, fie în berberă.

### Muzică

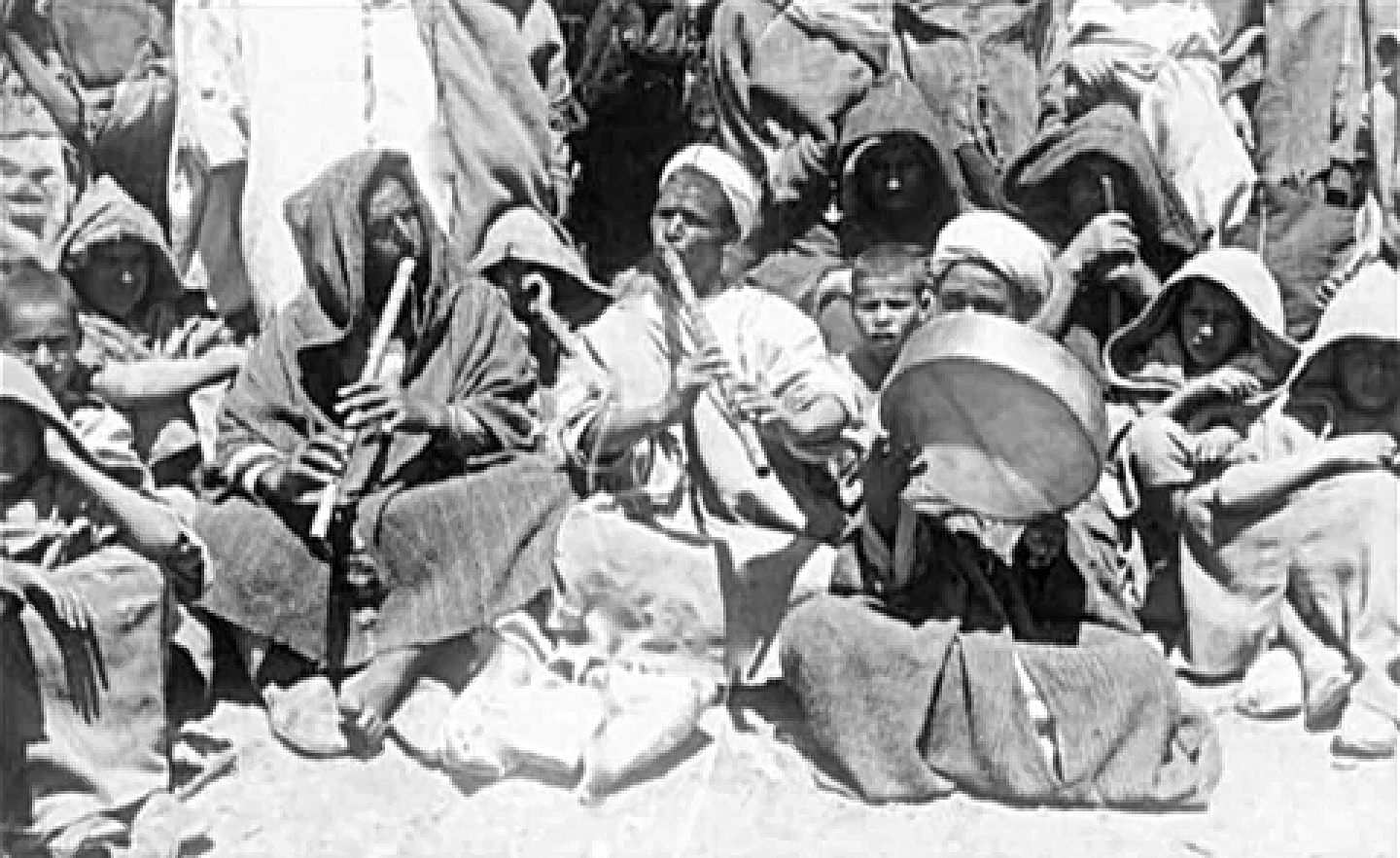
Un grup de muzicieni Jilala în anul1900

Muzica marocană are origini arabe, berbere și sub-sahariene. Formațiile de chaabi influențate de rock sunt răspândite, la fel ca și muzica trance cu origini istorice în muzica islamică.
Marocul este casa muzicii clasice andaluze, care se regăsește în toată Africa de Nord-Vest. Probabil că a evoluat sub stăpânirea maurilor din Cordoba, iar muzicianul de origine persană Ziryab este de obicei creditat cu invenția acesteia. Un gen cunoscut sub denumirea de Muzică și Artă Andaluză Contemporană este creația artistului vizual/compozitor/oudist moriscu Tarik Banzi, fondator al ansamblului Al-Andalus. Aita este un stil muzical beduin cântat în zonele rurale.
Chaabi ("popular") este un gen muzical care cuprinde numeroase varietăți, descendent din formele diverse ale muzicii populare marocane. Inițial, chaabi era interpretat în piețe, dar acum este întâlnit la orice sărbătoare sau întâlnire.
Formele populare de muzică occidentală devin din ce în ce mai populare în Maroc, cum ar fi fuziunea, rock-ul, country-ul, metal-ul și, în special, hip hop-ul.
Marocul a participat la Concursul Muzical Eurovision din 1980, unde a încheiat competiția pe penultimul loc.

### Media
Cinemaul din Maroc are o istorie lungă, care se întinde pe mai bine de un secol, începând cu filmarea lui Le chevrier Marocain („Ciobanul marocan”) de către Louis Lumière în 1897. Între acea perioadă și 1944, multe filme străine au fost filmate în țară, mai ales în zona Ouarzazate. În 1944, a fost înființat Centrul Cinematografic Marocan (CCM), agenția de reglementare a filmului a țării. Au fost deschise și studiouri în Rabat.
În 1952, Othello al lui Orson Welles a câștigat Palme d'Or la Festivalul de Film de la Cannes sub steagul marocan. Totuși, muzicienii festivalului nu au cântat imnul național al Marocului, deoarece nimeni din audiență nu știa care este acesta. Șase ani mai târziu, Mohammed Ousfour ar fi creat primul film marocan, Le fils maudit („Fiul blestemat”).
În 1968, a avut loc primul Festival al Filmului Mediteranean la Tanger. În prezent, evenimentul se desfășoară la Tetuan. A urmat, în 1982, primul festival național de cinema, care a avut loc în Rabat. În 2001, a avut loc și primul Festival Internațional de Film de la Marrakech (FIFM), organizat la Marrakech.

### Gastronomie

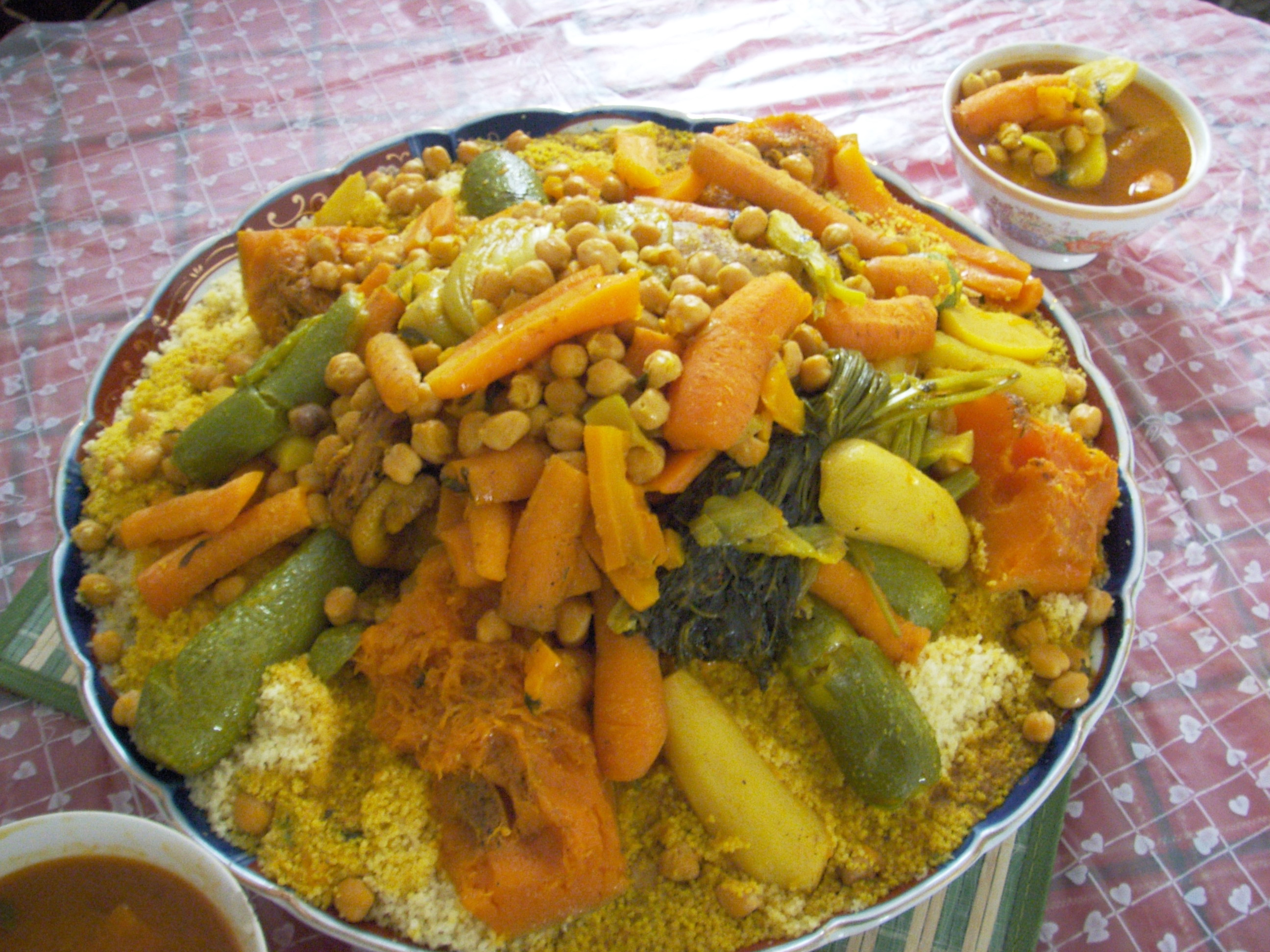
Cuscus marocan

Bucătăria marocană este considerată una dintre cele mai diversificate din lume. Acest lucru se datorează interacțiunii îndelungate a Marocului cu lumea exterioară. Bucătăria marocană este, în mare parte, o fuzionare a bucătăriilor maure, europene și mediteraneene.
Condimentele sunt folosite pe scară largă în bucătăria marocană. Deși condimentele au fost importate în Maroc de mii de ani, multe ingrediente, precum șofranul din Tiliouine, menta și măslinele din Meknes, și portocalele și lămâile din Fez, sunt cultivate local. Puiul este carnea cea mai consumată în Maroc. Cea mai frecvent consumată carne roșie în Maroc este carnea de vită; carnea de miel este preferată, dar este relativ scumpă. Felul de mâncare marocan cel mai cunoscut este couscous-ul, delicatesele naționale tradiționale.
Carnea de vită este cea mai frecvent consumată carne roșie în Maroc, de obicei gătită într-un tagine cu legume sau leguminoase. Puiul este, de asemenea, folosit frecvent în tagine, unul dintre cele mai cunoscute fiind tagine-ul de pui, cartofi și măsline. Mielul este, de asemenea, consumat, dar, deoarece oile din nord-vestul Africii își stochează majoritatea grăsimii în cozi, mielul marocan nu are gustul puternic al mielului sau berbecului occidental. Păsările de curte sunt, de asemenea, foarte comune, iar utilizarea fructelor de mare este în creștere în mâncărurile marocane. În plus, există carne uscată sărată și carne sărată conservată, cum ar fi kliia/khlia și „g'did”, care sunt folosite pentru a da gust taginelor sau în „el ghraif”, o clătită marocană sărată pliată.
Printre cele mai faimoase mâncăruri marocane se numără couscous-ul, pastilla (sau Bsteeya sau Bestilla), tajine, tanjia și harira. Deși aceasta din urmă este o supă, este considerată un fel de mâncare de sine stătător și se servește ca atare sau cu curmale, mai ales în luna Ramadanului. Consumarea porcului este interzisă conform legilor religioase islamice (Sharia).

### Sport

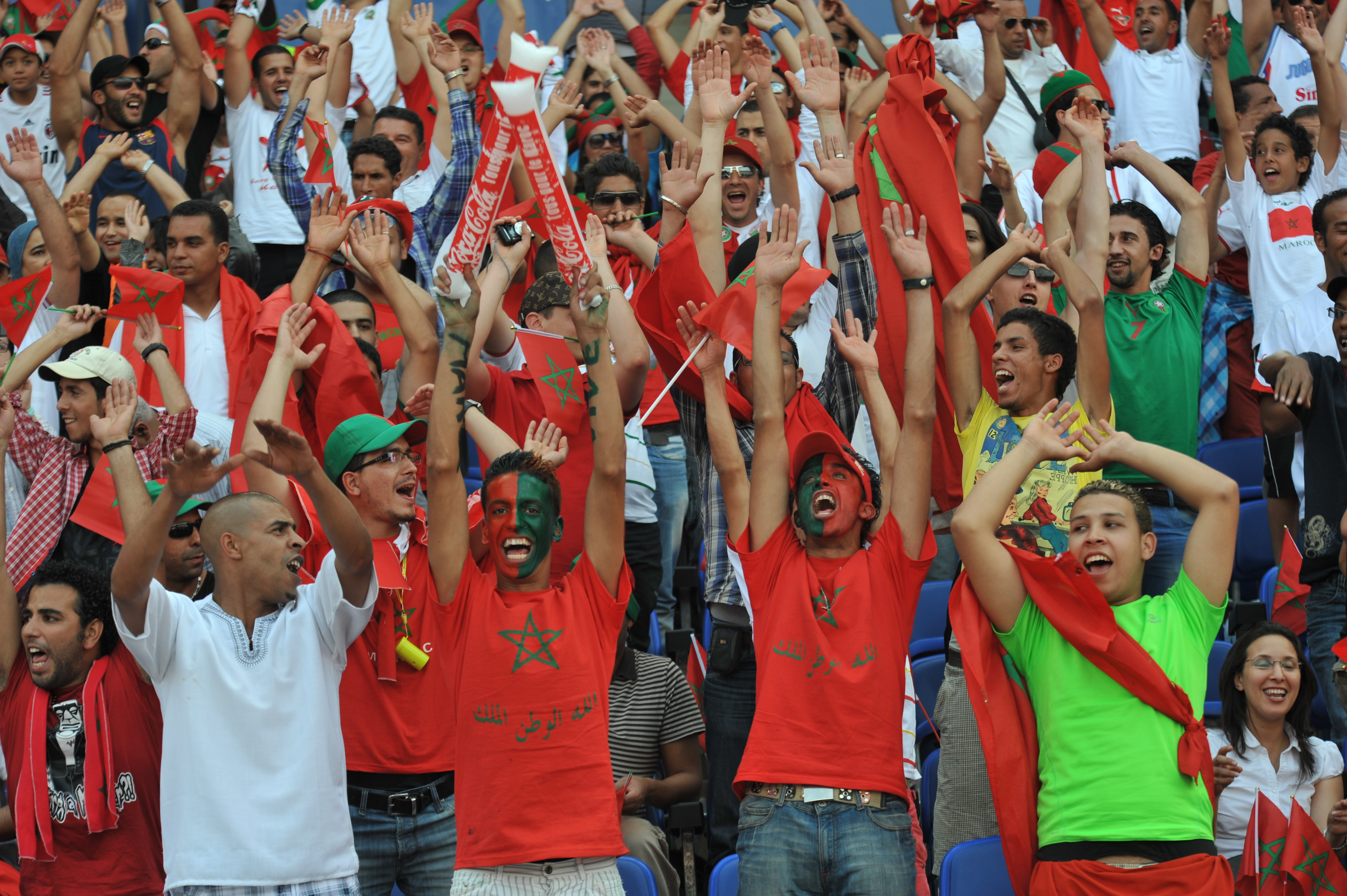
Fanii fotbalului marocan

Fotbalul este cel mai popular sport din țară, având o mare popularitate în rândul tineretului urban. În 1986, Maroc a devenit prima țară arabă și africană care s-a calificat în a doua rundă a Cupei Mondiale FIFA. Marocul a găzduit Cupa Africii pe Națiuni în 1988 și o va găzdui din nou în 2025, după ce gazda inițială, Guineea, a fost privat de drepturile de a organiza turneul din cauza pregătirilor inadecvate. Marocul urma să fie gazda Cupei Africii pe Națiuni din 2015, dar a refuzat să organizeze turneul la datele stabilite din cauza temerilor legate de epidemia de Ebola pe continent. Marocul a făcut șase încercări de a găzdui Cupa Mondială FIFA, dar a pierdut de cinci ori în fața Statelor Unite, Franței, Germaniei, Africii de Sud și a unei candidaturi comune Canada-Mexic-SUA; totuși, Marocul va fi co-gazdă în 2030, alături de Portugalia și Spania, după ce a câștigat în sfârșit licitația în a șasea încercare. În 2022, Marocul a devenit prima echipă africană și arabă care a ajuns în semifinalele Cupei Mondiale, terminând pe locul 4 în turneu.
La Jocurile Olimpice din 1984, doi marocani au câștigat medalii de aur la atletism. Nawal El Moutawakel a câștigat la 400 metri garduri, devenind prima femeie dintr-o țară arabă sau islamică care a câștigat o medalie de aur olimpică. Saïd Aouita a câștigat la 5000 metri în aceleași jocuri. Hicham El Guerrouj a câștigat medalii de aur pentru Maroc la Jocurile Olimpice de vară din 2004, la 1500 metri și 5000 metri, și deține mai multe recorduri mondiale la proba de milă.
Sporturile de spectacol în Maroc s-au concentrat tradițional pe arta echitației, până la introducerea sporturilor europene—Fotbal, Polo pe apă, Înot și Tenis—la sfârșitul secolului 19. Tenisul și golful au devenit populare. Mai mulți jucători profesioniști marocani au concurat în competiții internaționale, iar țara a avut prima echipă în Cupa Davis în 1999. Marocul a fost unul dintre pionierii baschetului pe continent, fiind printre primele țări africane care au înființat o ligă competițională. Rugby-ul a ajuns în Maroc la începutul secolului 20, în principal datorită francezilor care ocupau țara. Drept rezultat, rugby-ul marocan a fost legat de soarta Franței, în timpul primelor și celor de-al Doilea Război Mondial, mulți jucători marocani plecând să lupte. Ca multe alte națiuni din Maghreb, rugby-ul marocan tindea să se inspire mai mult din Europa decât din restul Africii.
Kickboxing-ul este, de asemenea, popular în Maroc. Badr Hari, kickboxer marocano-olandez, fost campion K-1 la categoria grea și finalist al K-1 World Grand Prix în 2008 și 2009, este o figură proeminentă în acest sport.

## Imagini reprezentative

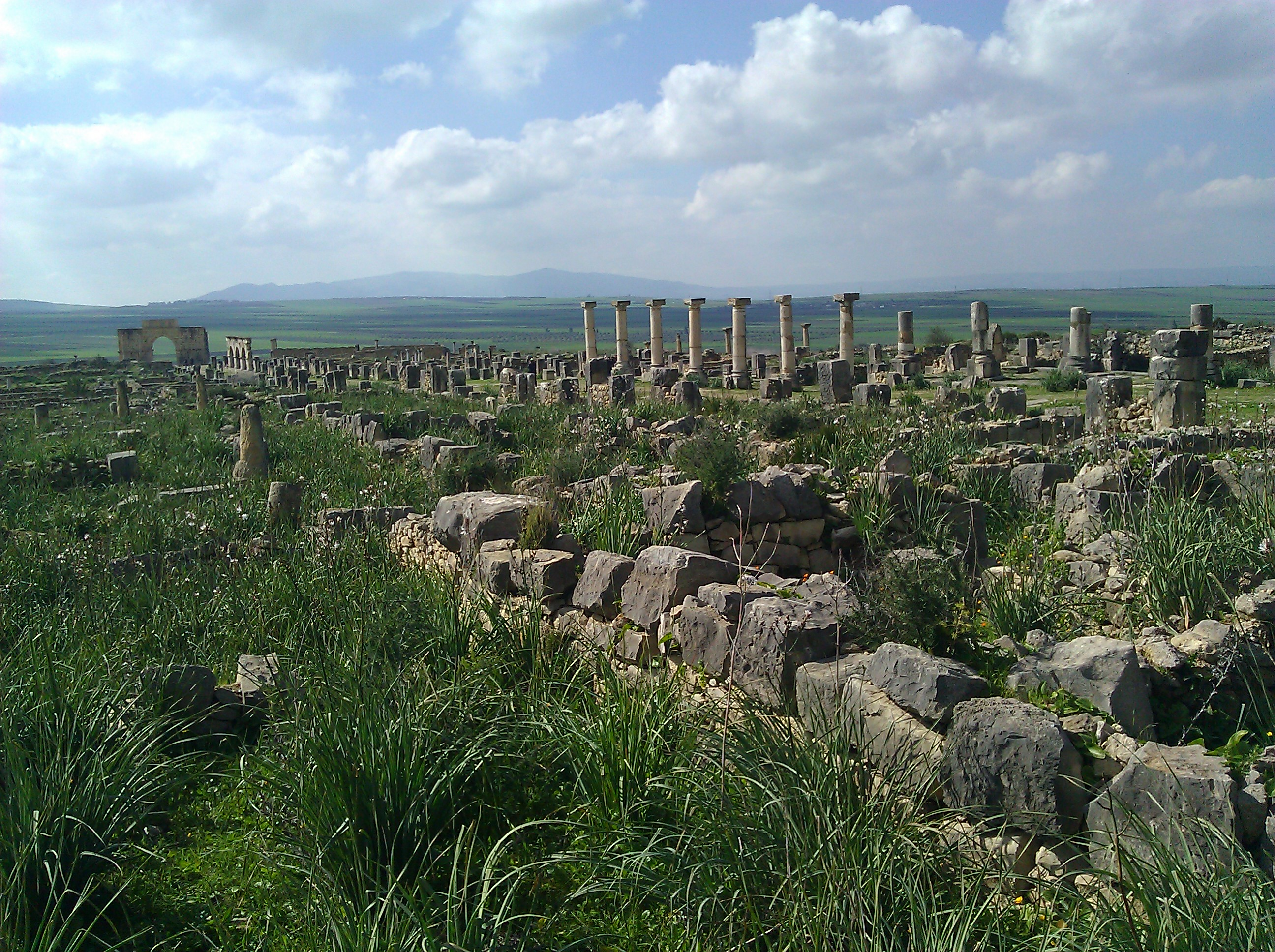
Situl arheologic Volubilis
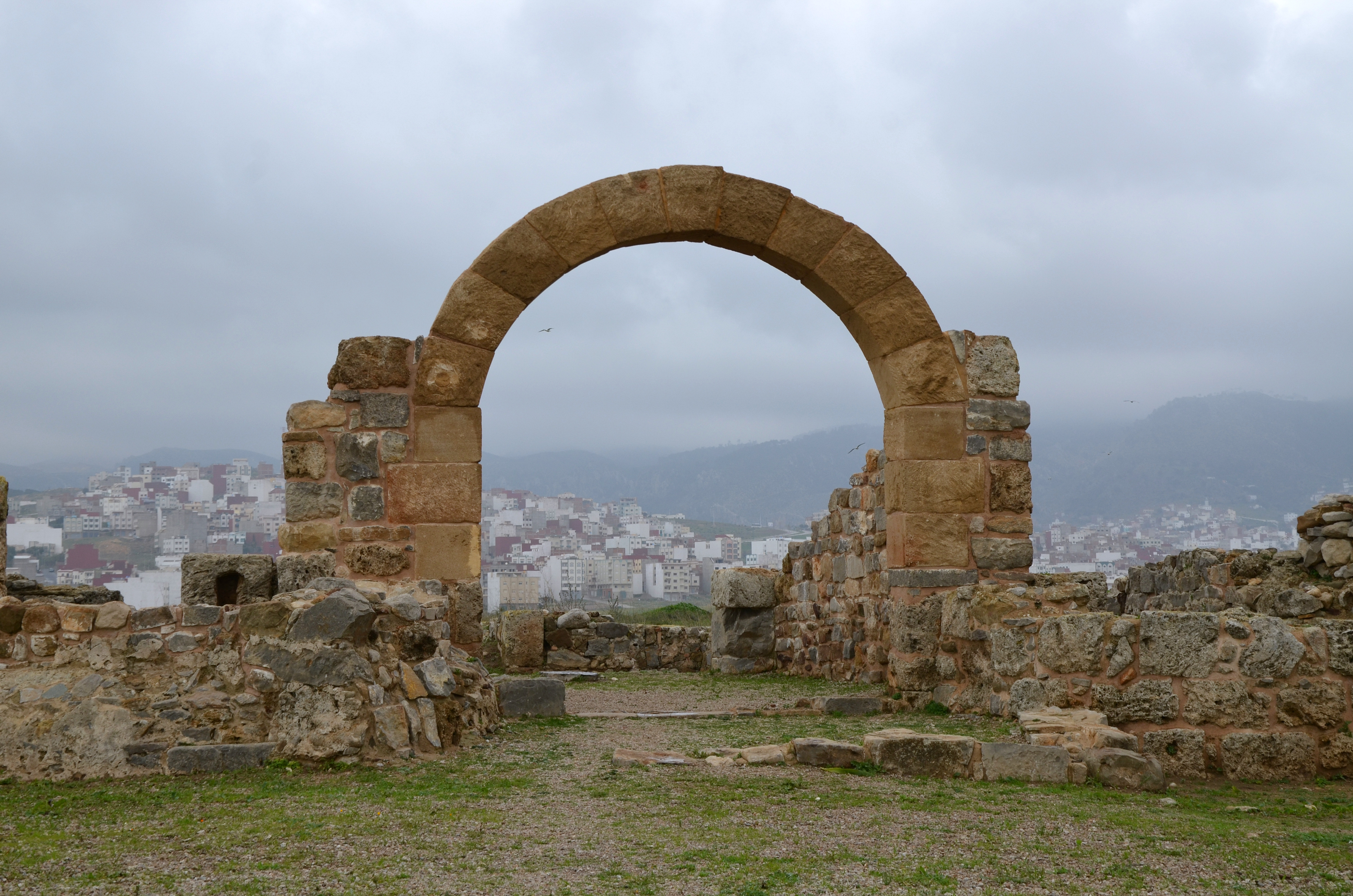
Orașul Antic Tamuda
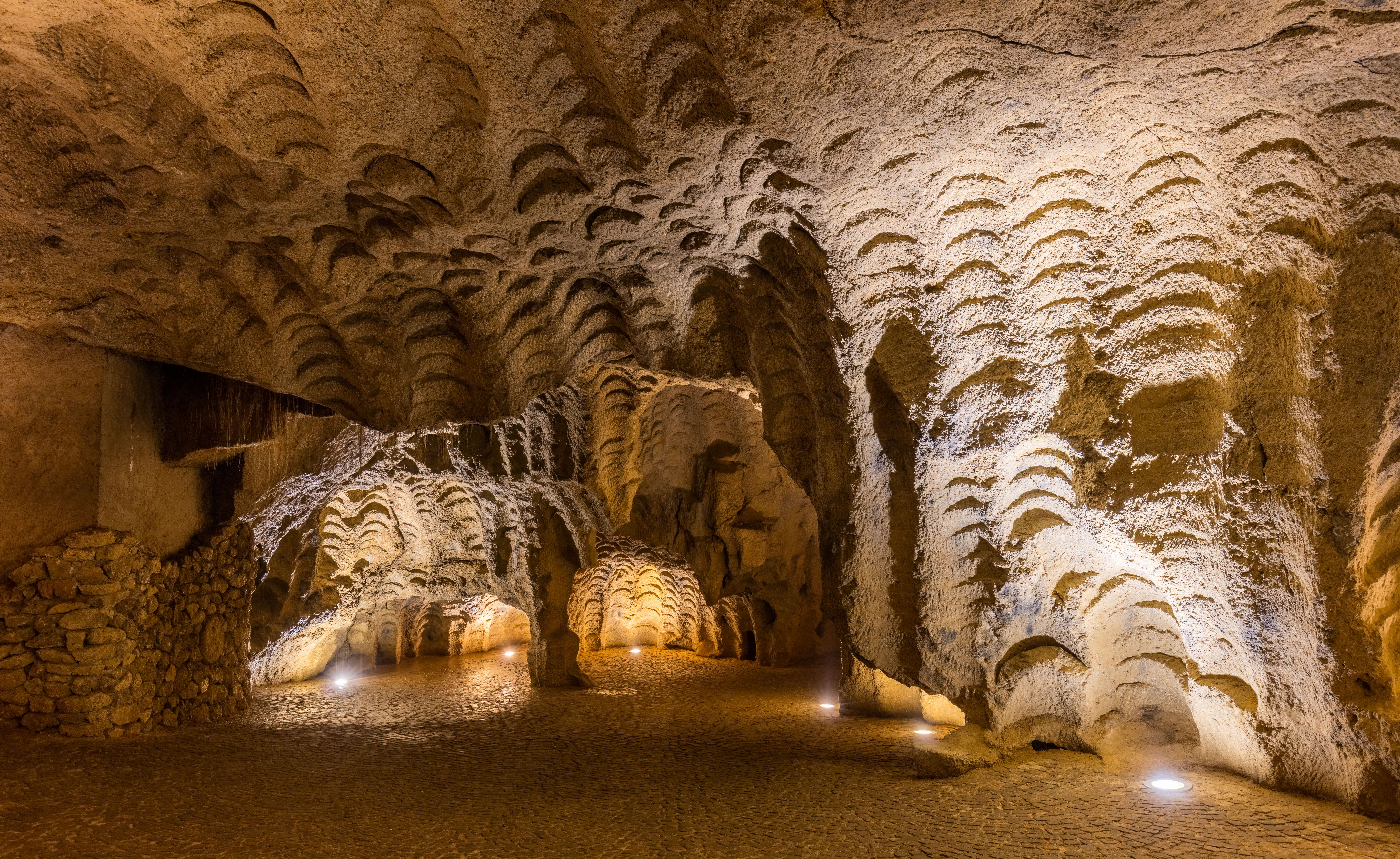
Peștera Hercule
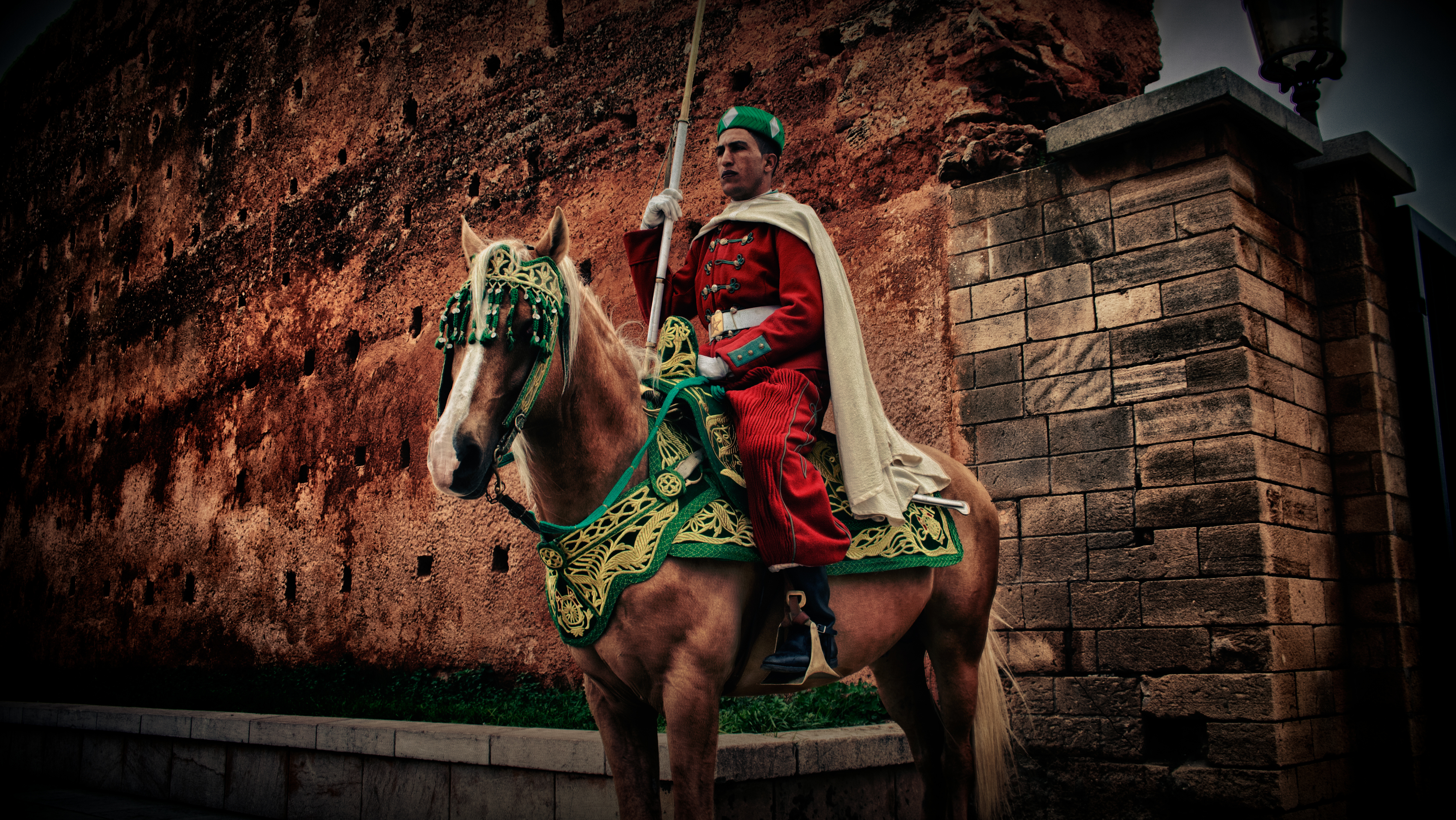
Garda Roială din Maroc
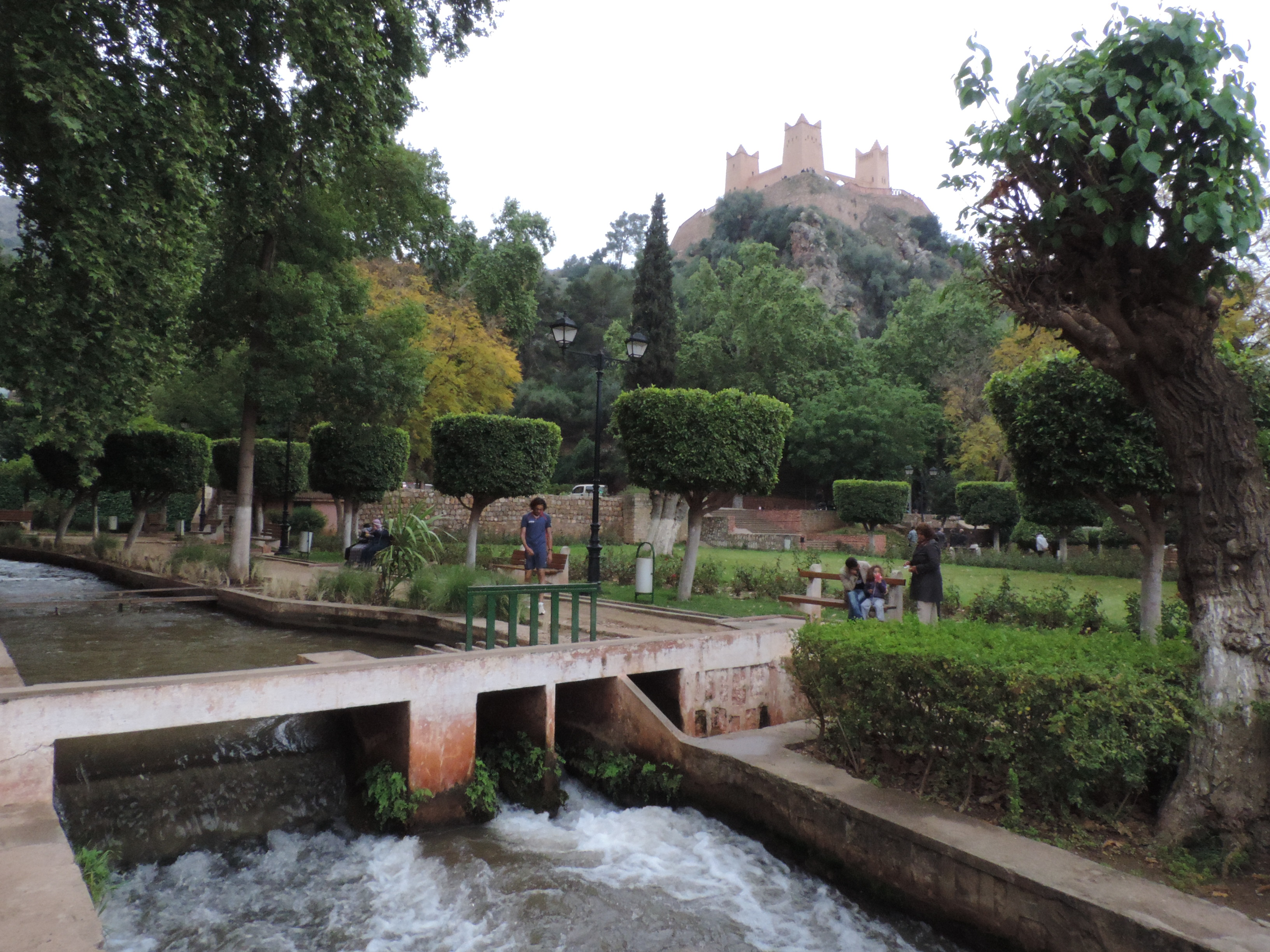
Orașul Beni Mellal
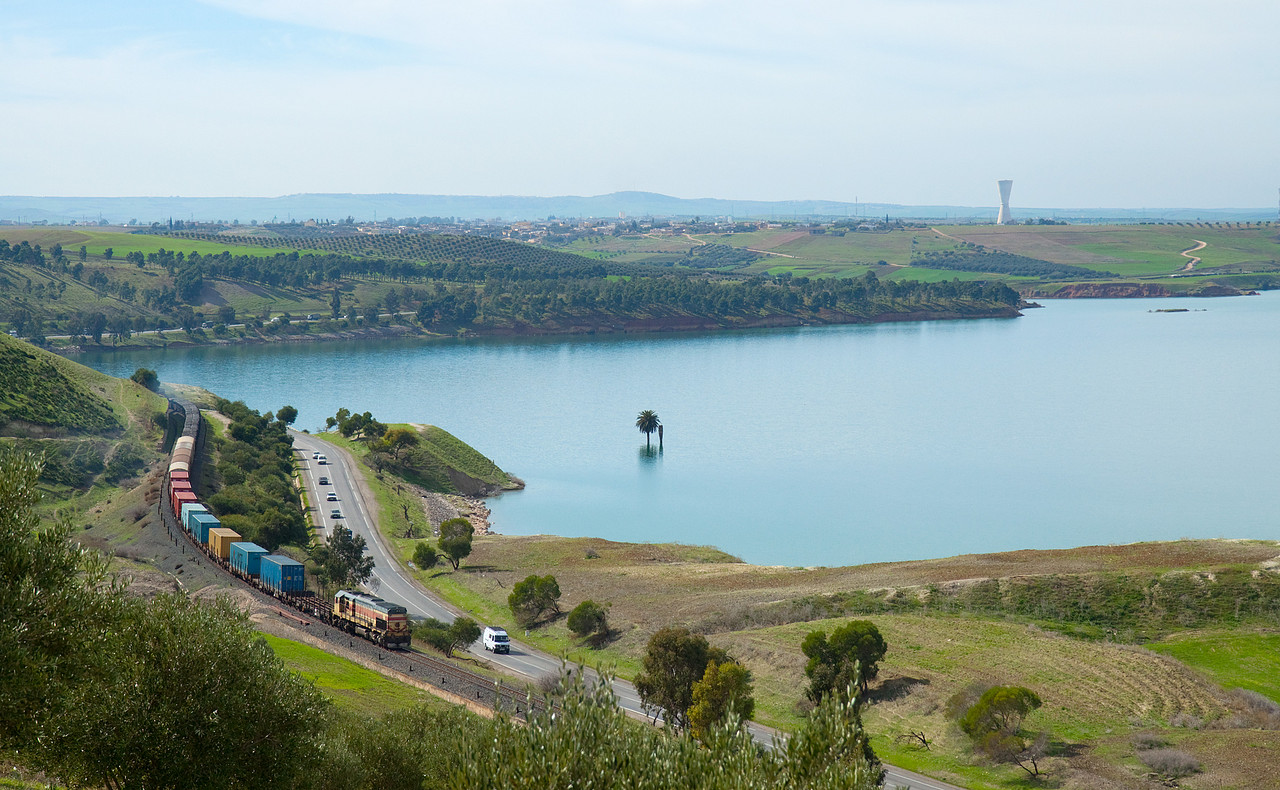
Orașul Ben Guerir
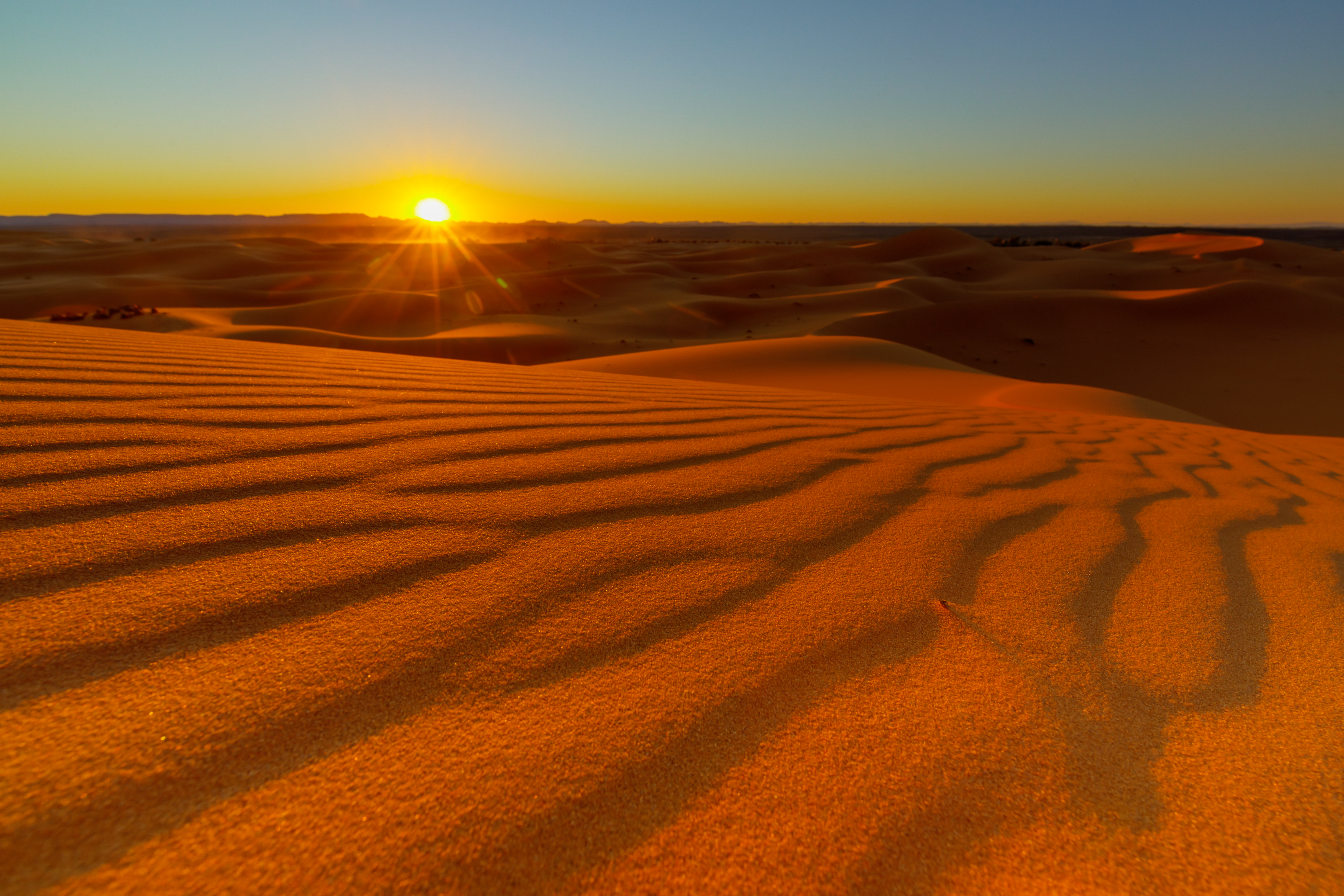
Dune de nisip în orașul Merzouga
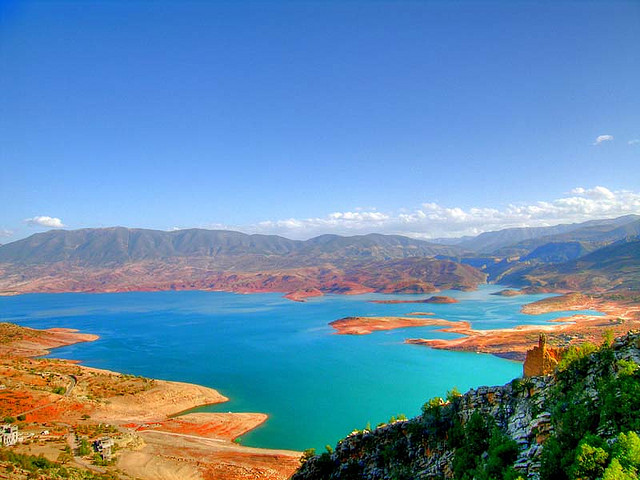
Vedere din Maroc
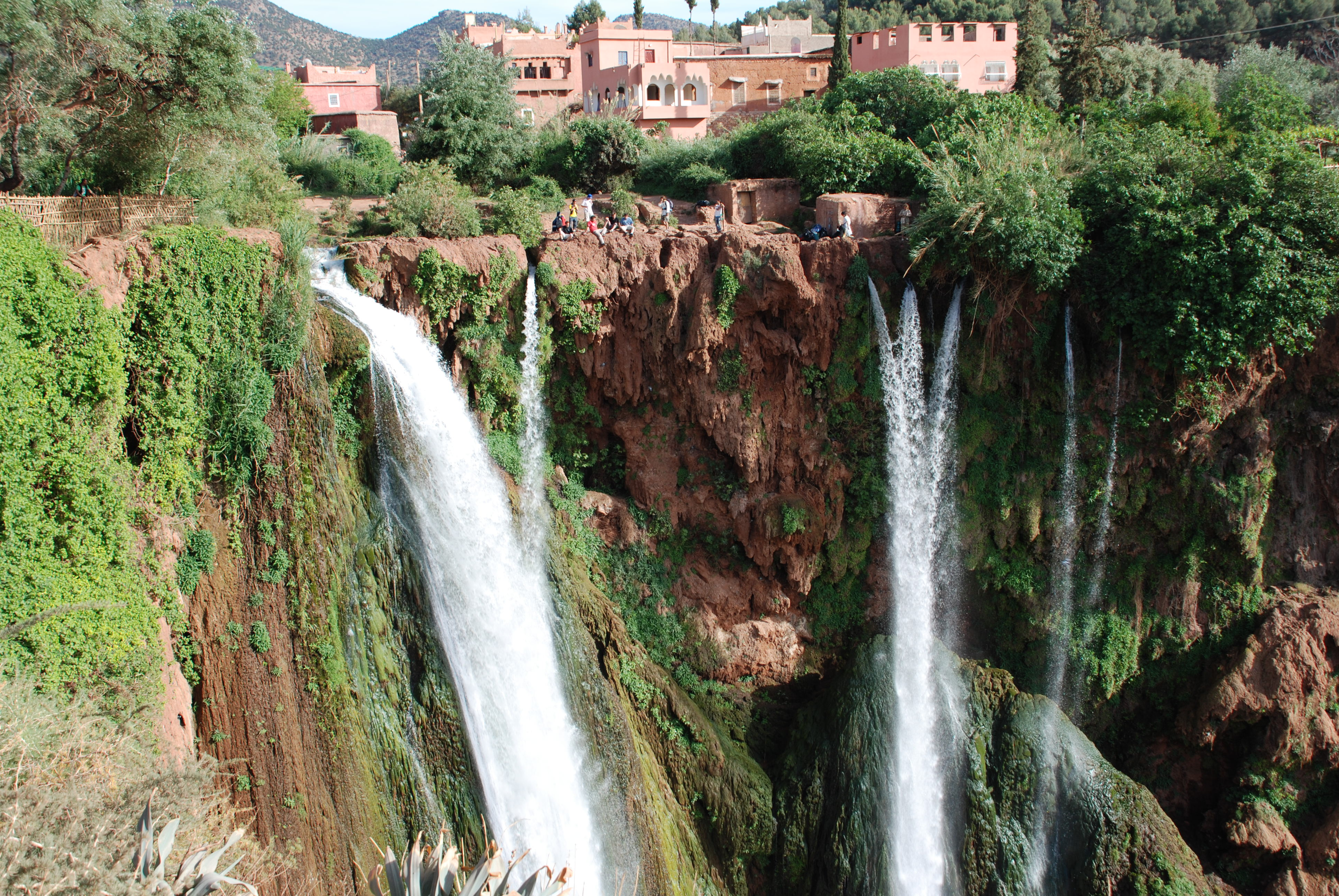
Cascada Ouzoud
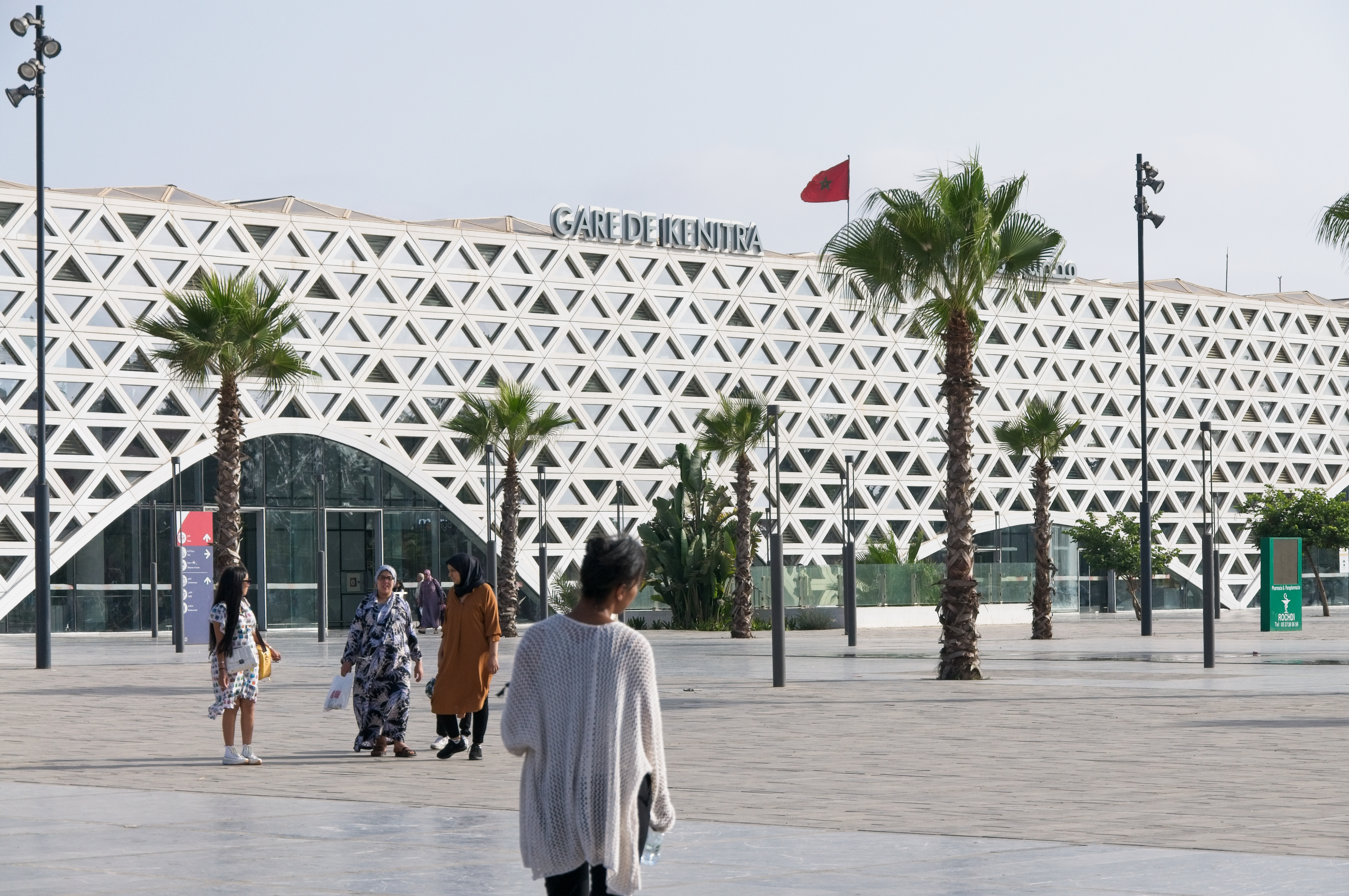
Orașul Kenitra
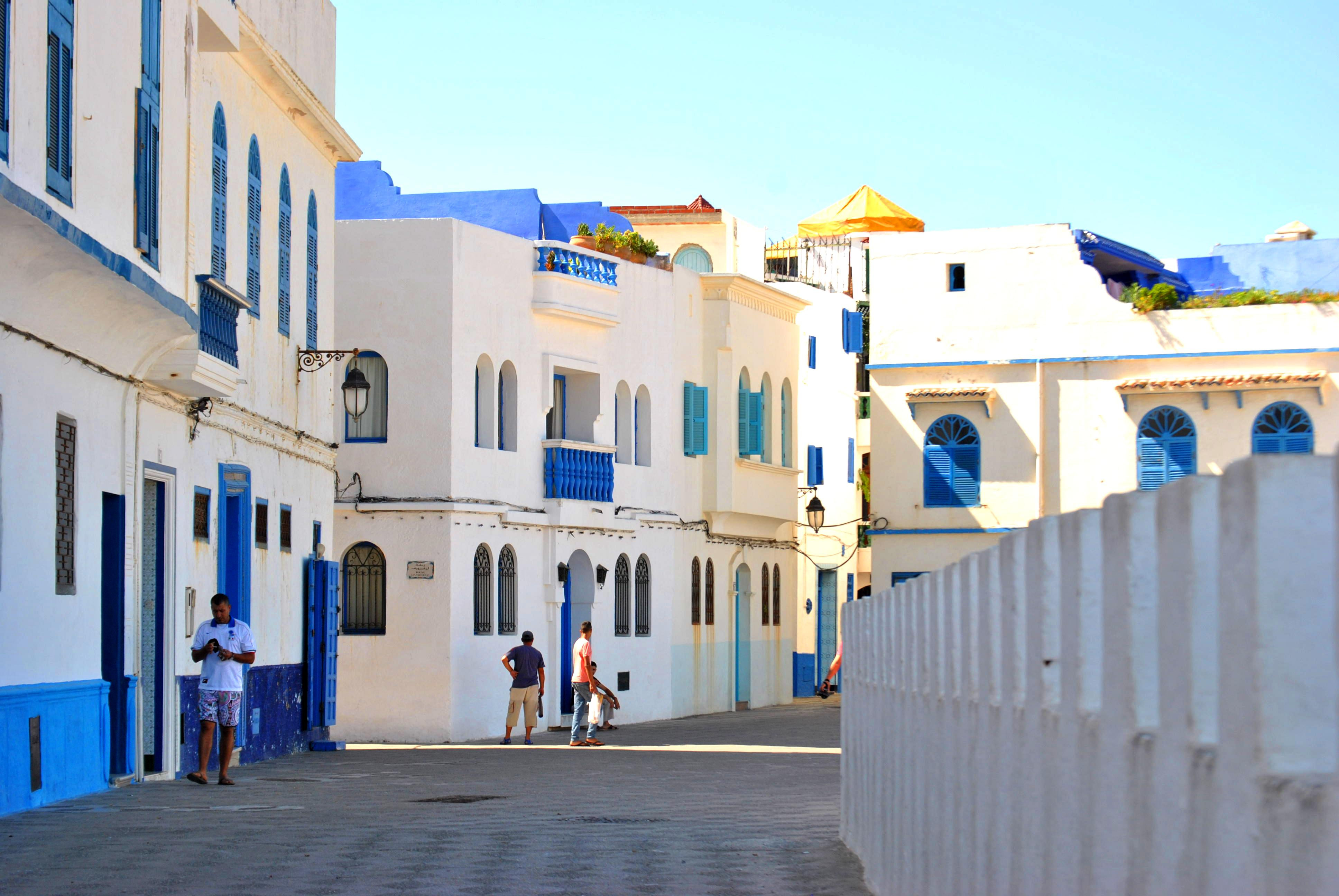
Orașul Asilah
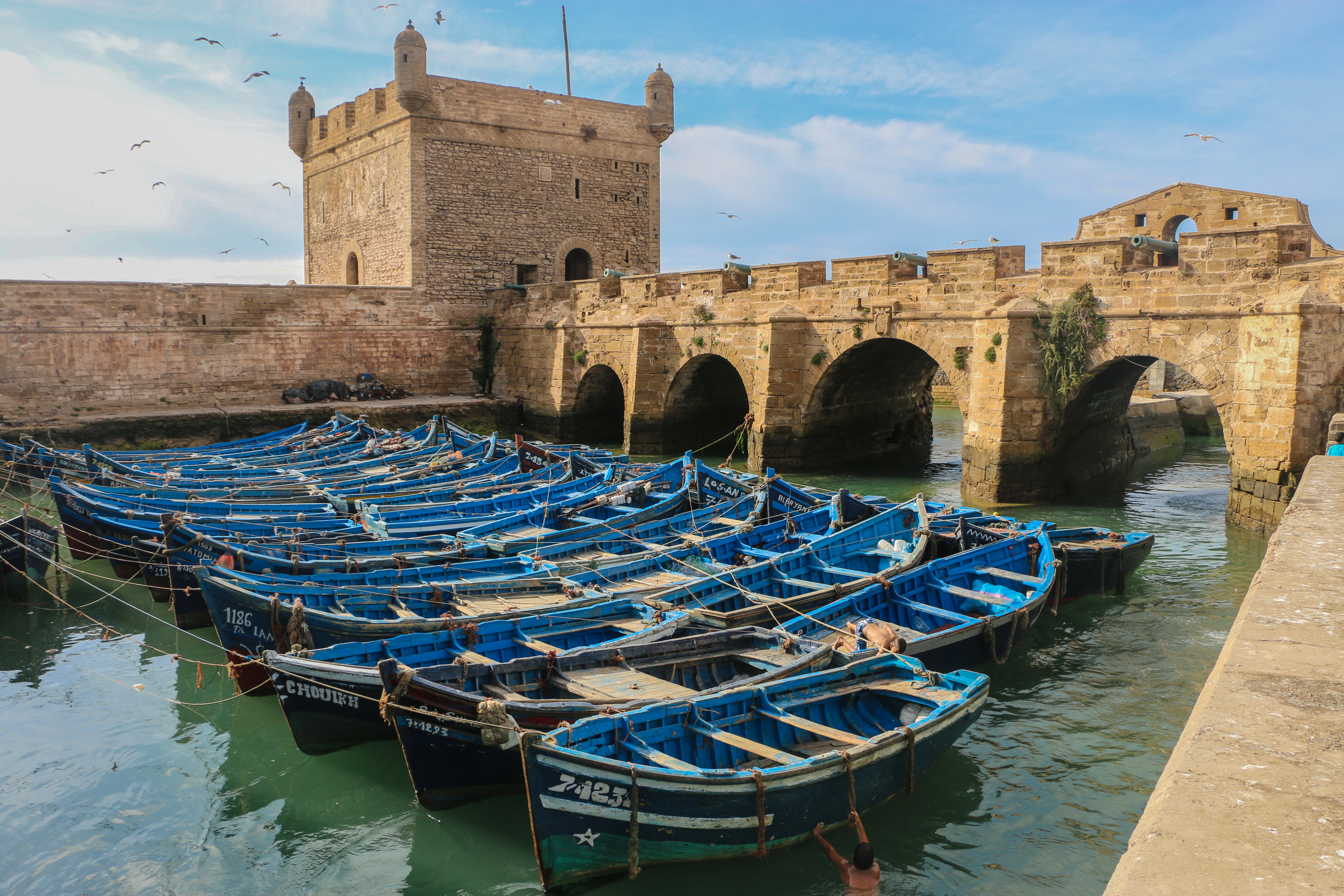
Orașul Essaouira
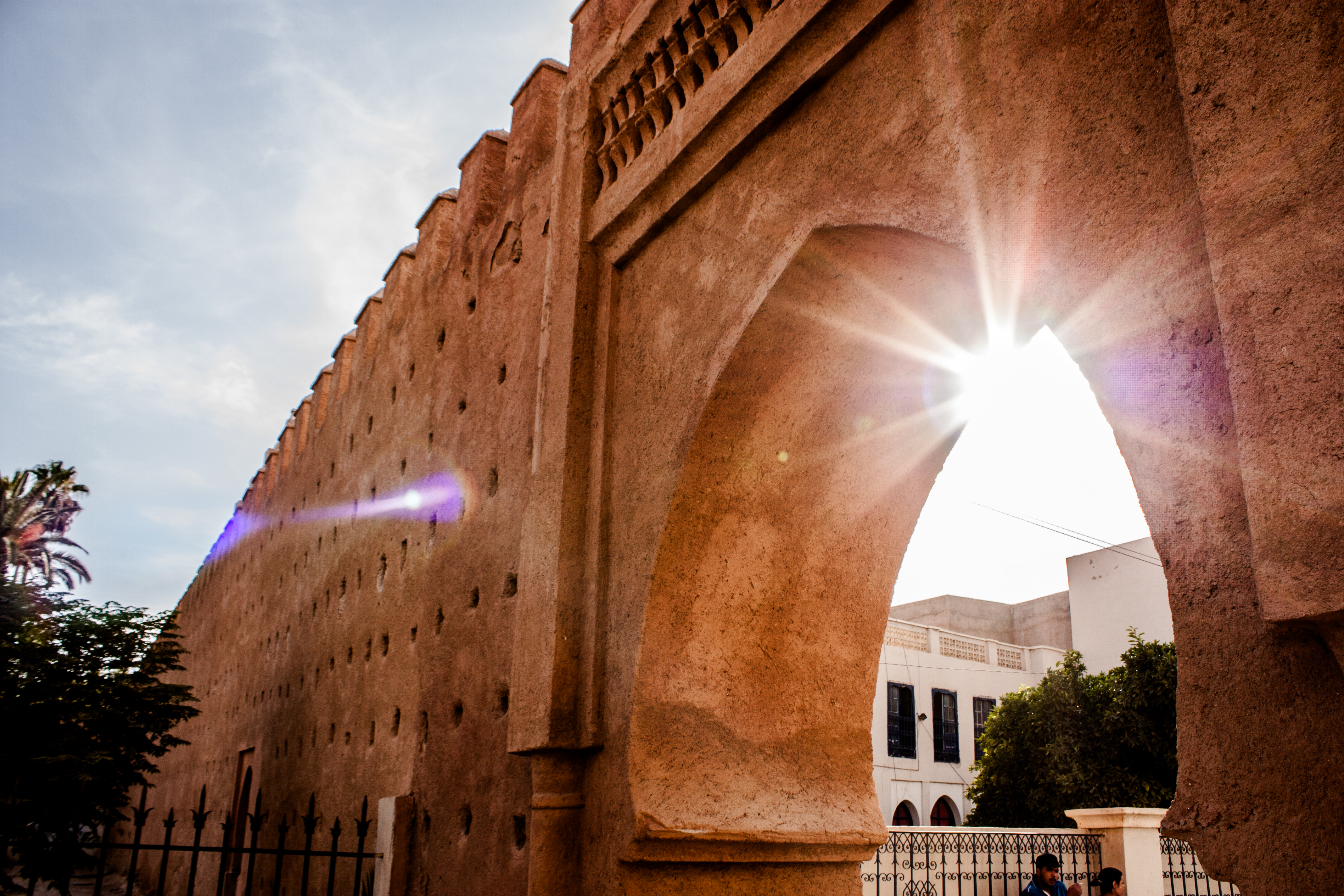
Orașul Jeddah
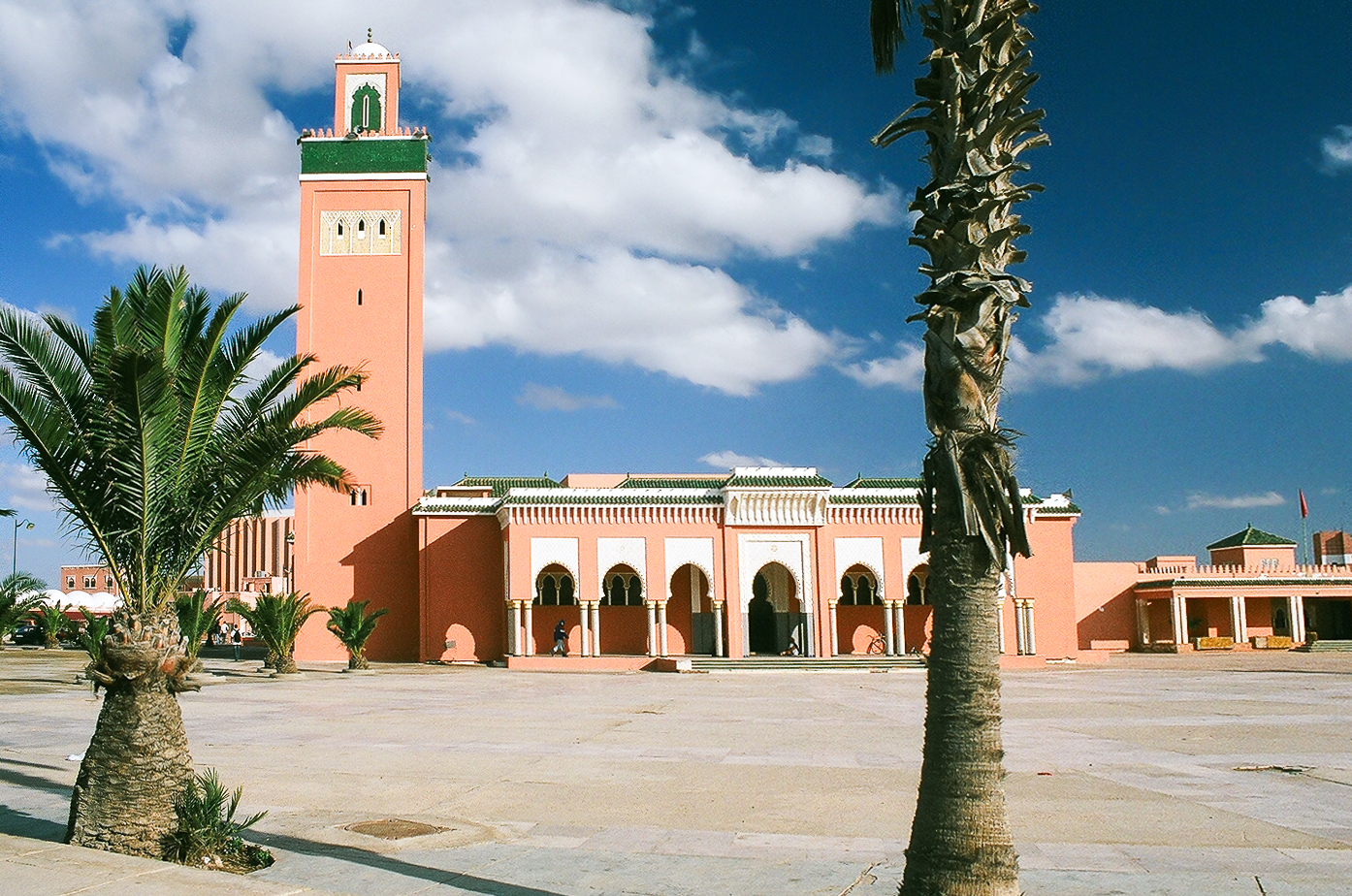
Orașul Laayaoune
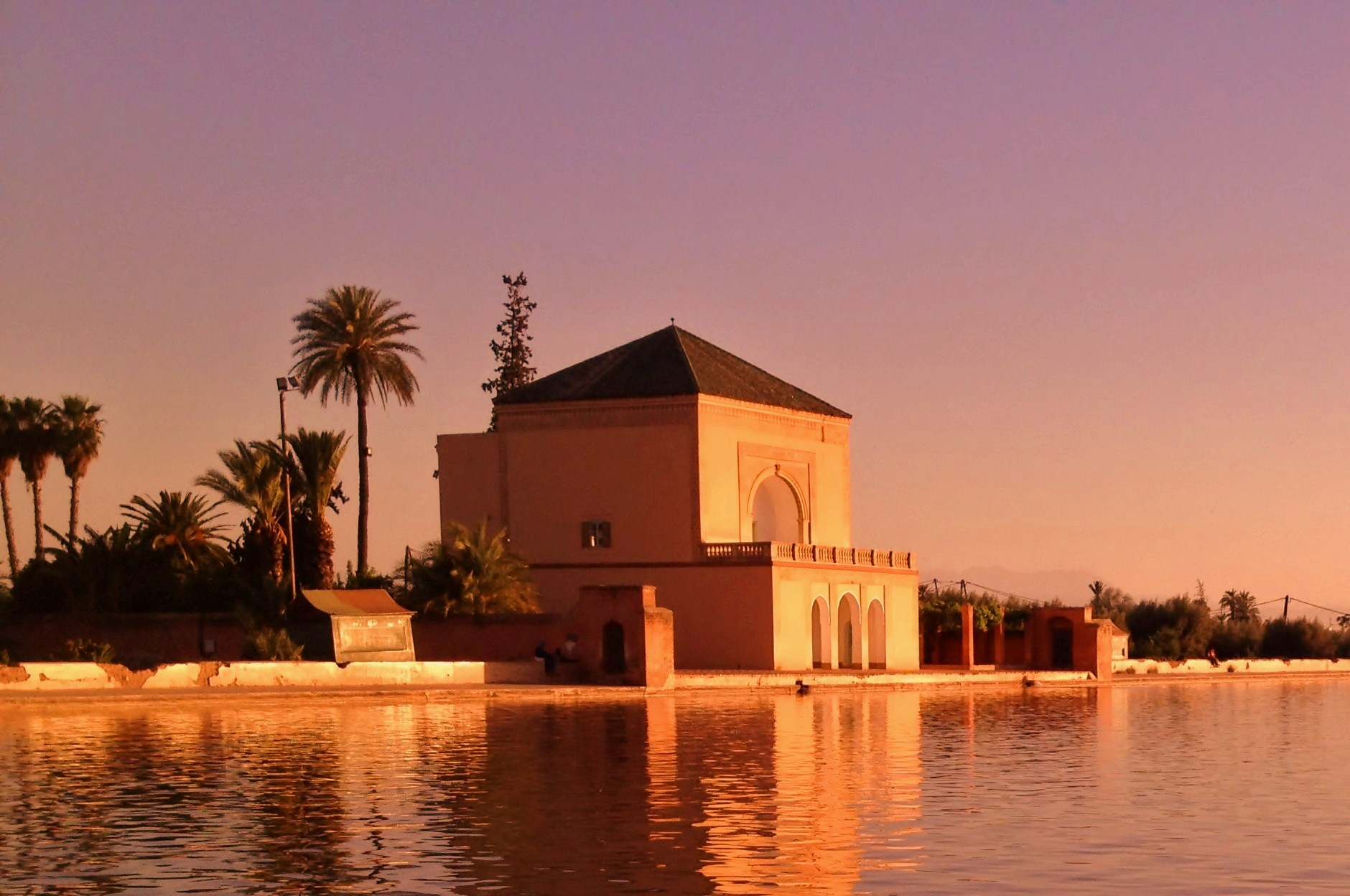
Orașul Marrakesh
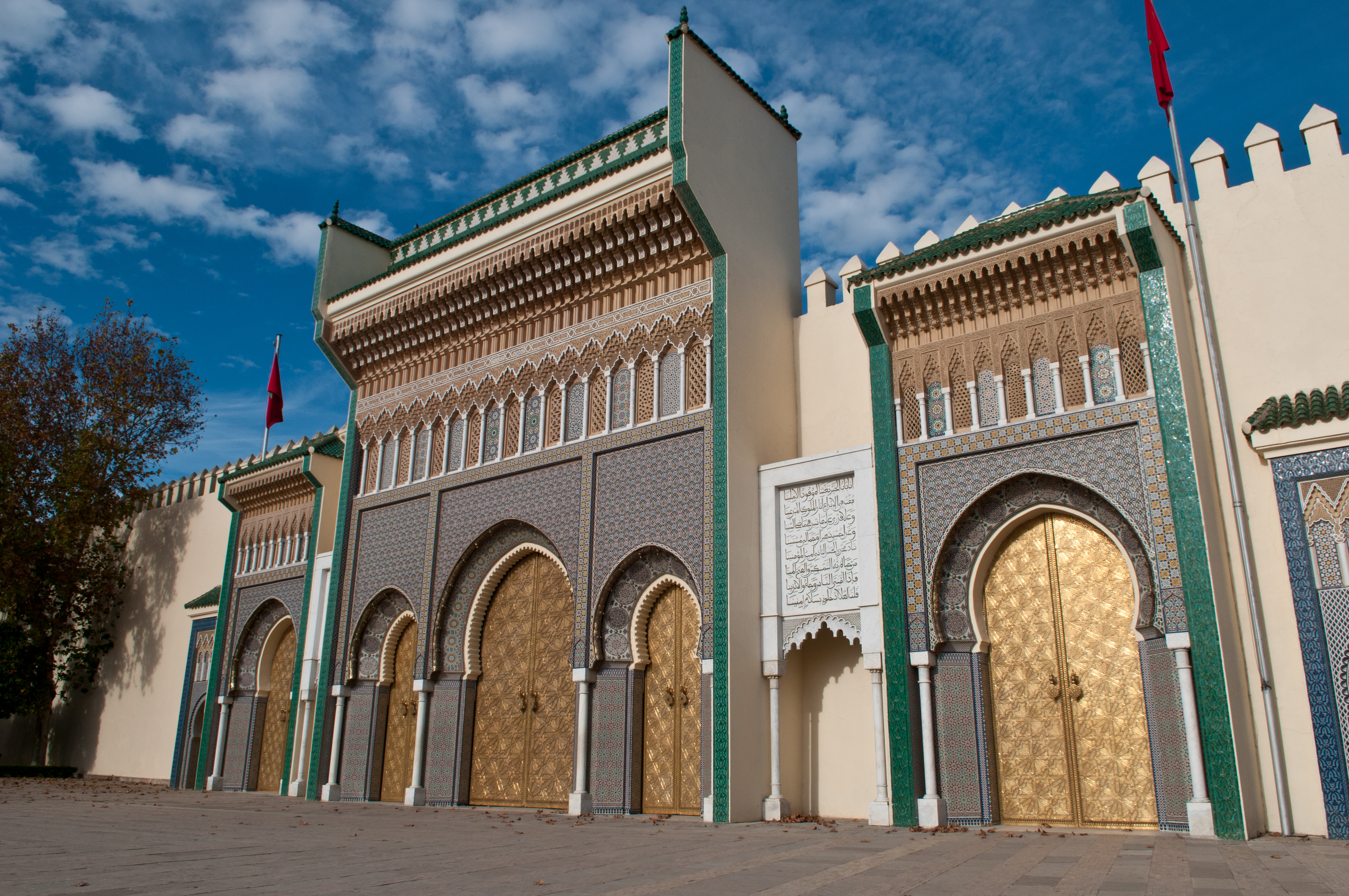
Capitala culturală Fez
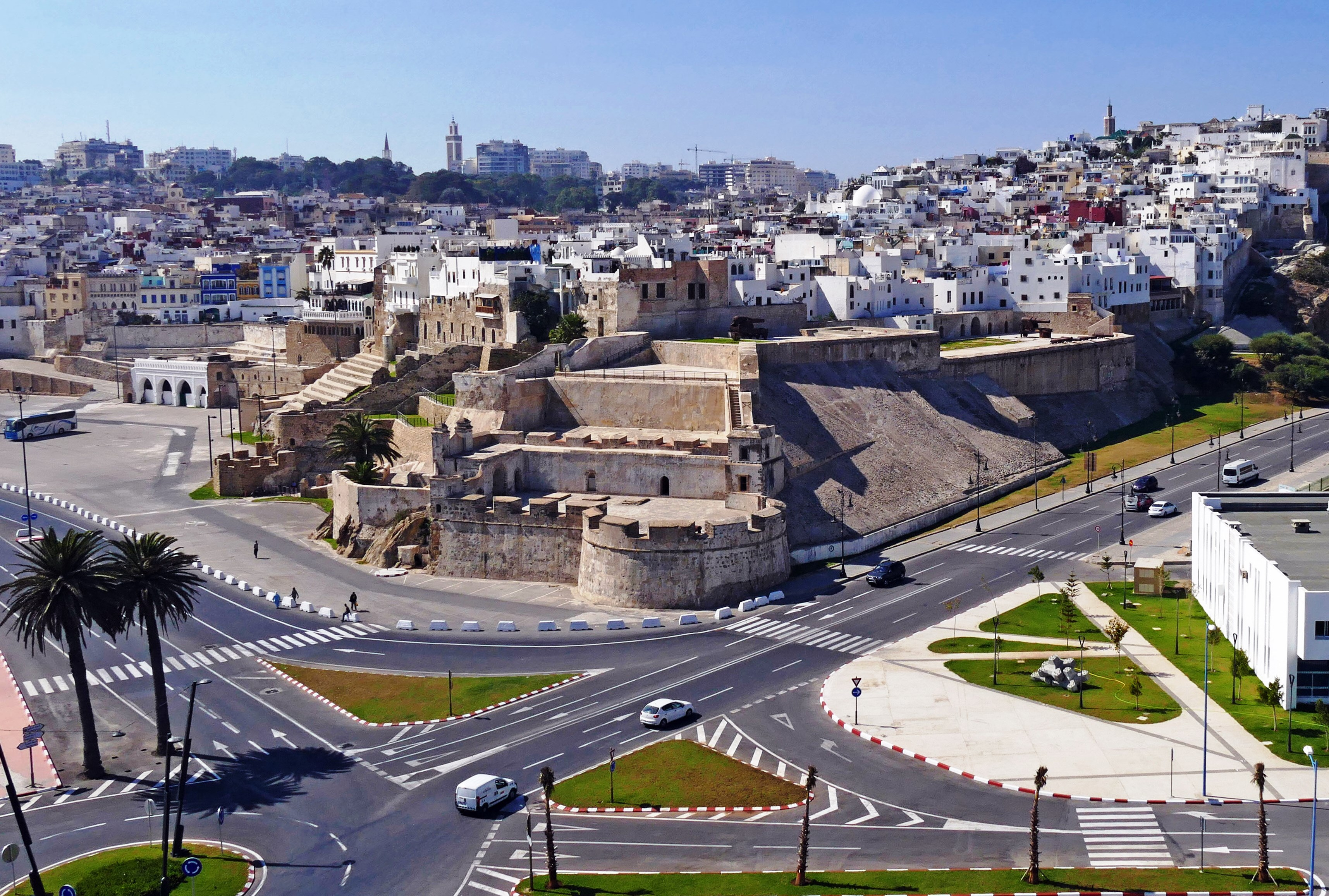
Capitala logistică Tangier
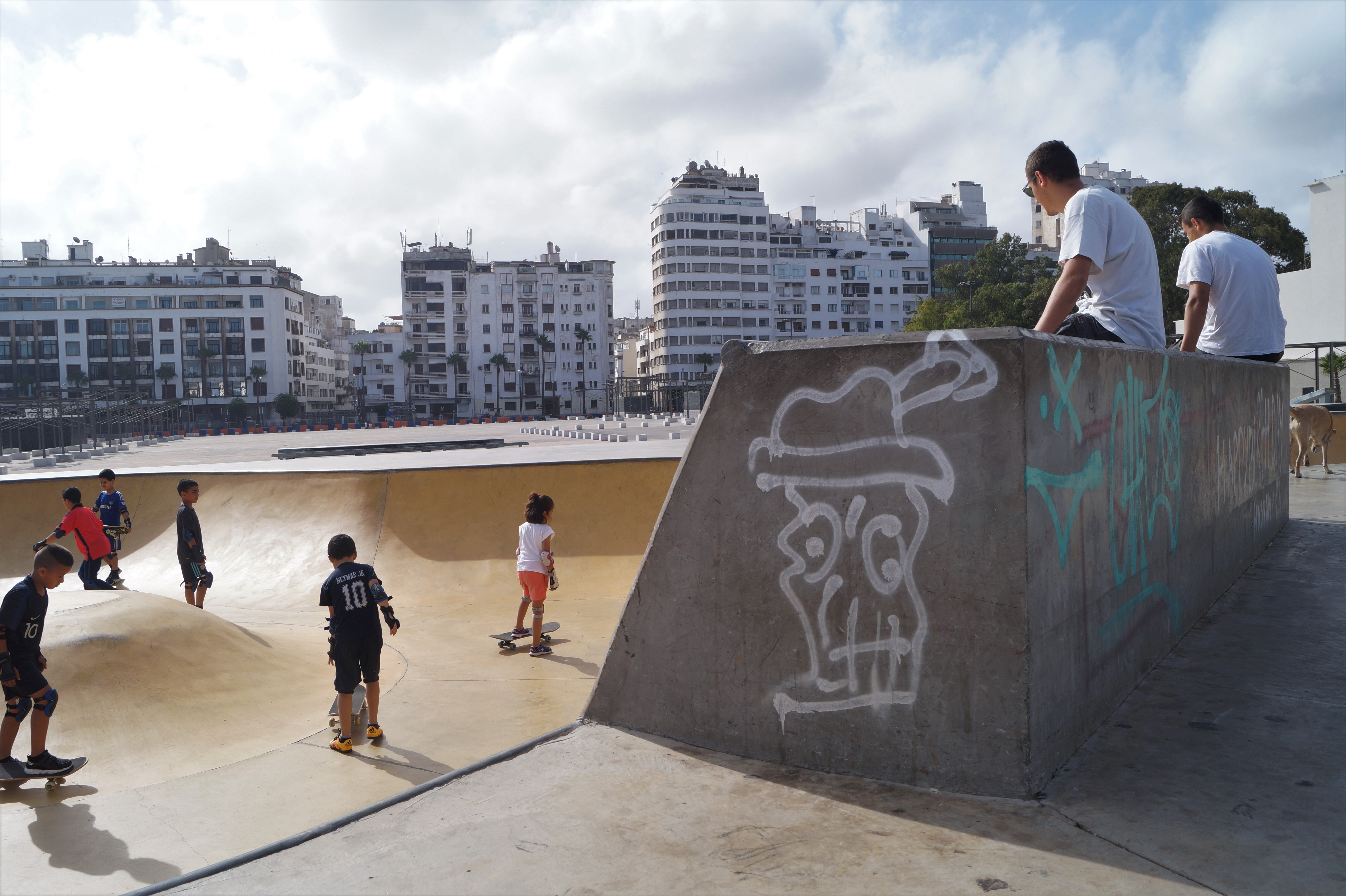
Capitala economică Casablanca
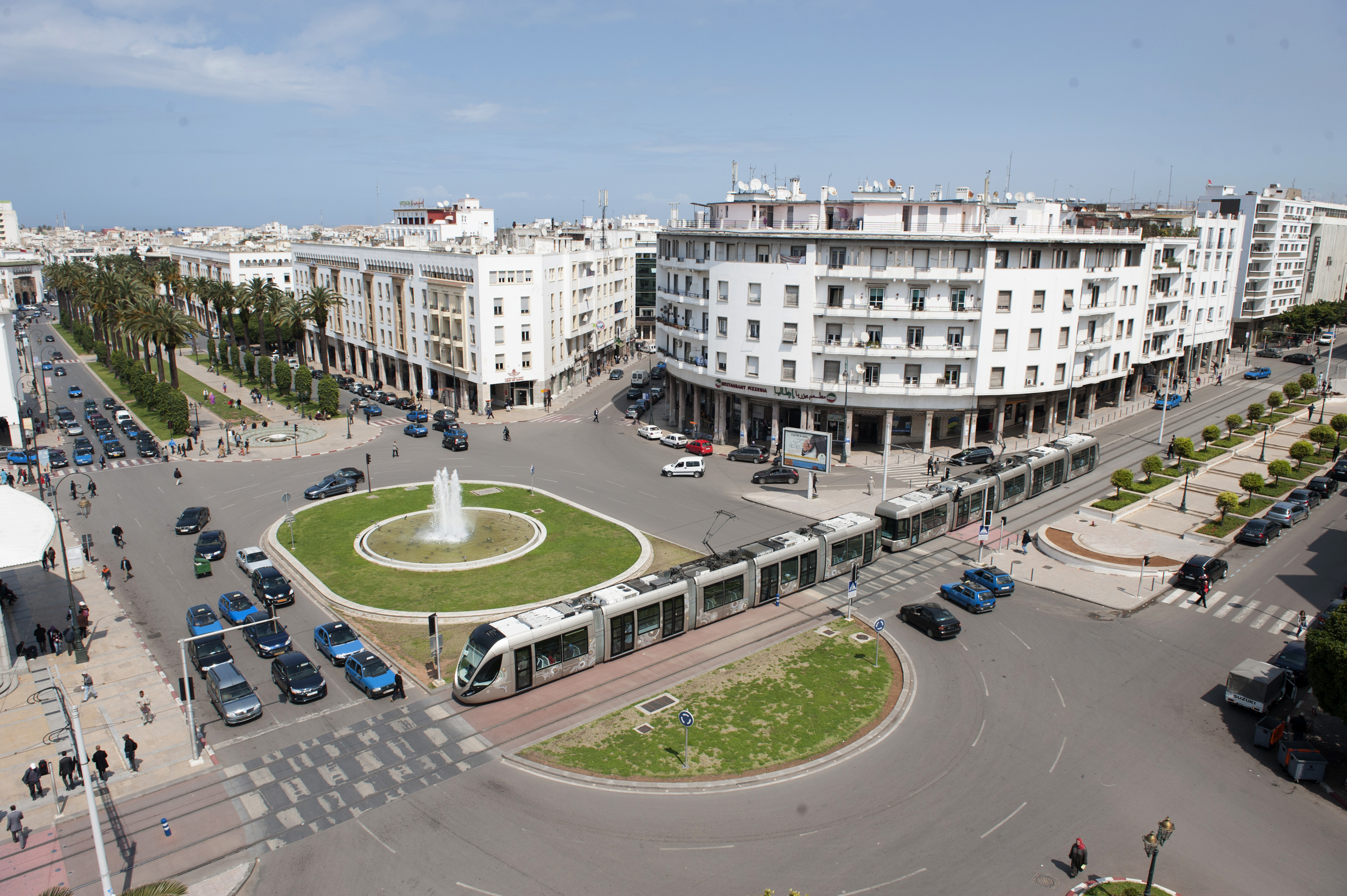
Capitala administrativă Rabat
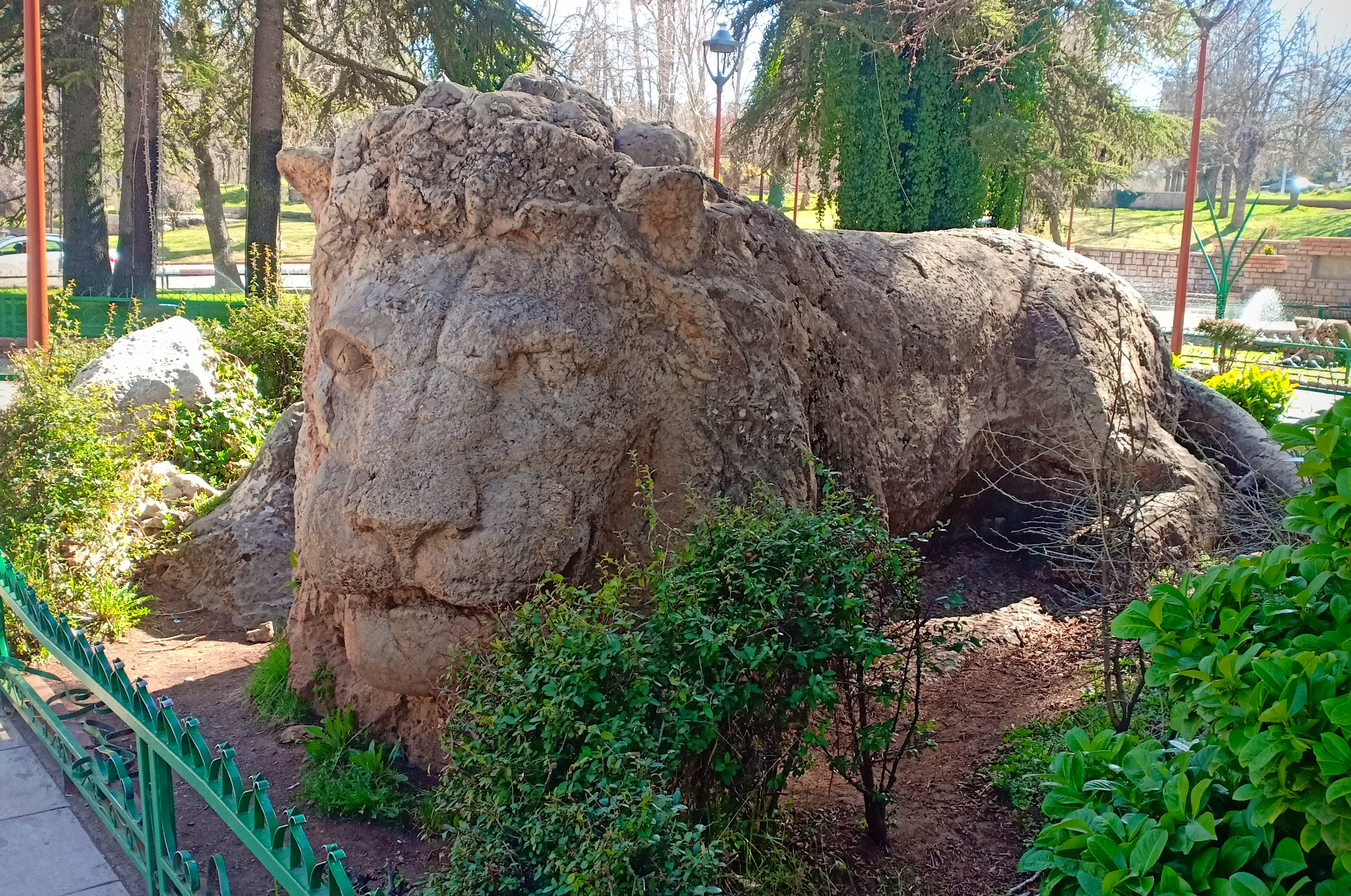
Capitala ecologică Ifrane